# ローレル賞
ローレル賞（ローレルしょう）は、鉄道友の会が1961年2月18日に制定した日本の鉄道車両に与えられる賞である。

## 概要
鉄道友の会は、1958年にブルーリボン賞を制定し、翌1959年より会員による投票で同賞を選定していたが、華やかな特急用車両が選定されやすい傾向があった。
そこで、1961年2月、ブルーリボン賞に選定され難い通勤形車両および近郊形車両を選定対象として、主に技術面で優秀な車両を評価するローレル賞が制定された。ローレルとは月桂樹のことであり、後述の記念プレートに描かれる月桂冠は栄誉を意味する。第1回から14回まではブルーリボン賞と同じく会員の投票によって賞の選定を行っていたが、賞の選定においては選考委員の裁量が働き、技術的に長けていた得票数2位の車両が選ばれることがあった。
しかし、1970年代初頭より本来は特急用車両であるものが「通勤特急」と称して通勤列車に投入されるようになり、通勤車両の定義が曖昧になってきた。そこで、第15回ローレル賞からは対象を通勤形・近郊形車両に限定せず、ブルーリボン賞の選定候補車両でブルーリボン賞に選ばれなかった車両から、得票数に関わらずブルーリボン賞選考委員会が選定することとなった（なお、選定前年の第14回ローレル賞は特急形車両の西鉄2000形電車が受賞している）。近年では初期の通り技術面や先進性に優れた車両が選定される傾向にあり、貨物用車両や路面電車、中小私鉄の受賞車が多く見られる。
なお、ブルーリボン賞は年1形式のみの選定となっているが、ローレル賞については1形式のみという規定がないため、一度に複数形式が選定されることがある（現時点では第46回（2006年）の4形式が最多）。

## 選定までの流れ
ローレル賞は、ブルーリボン賞選考委員会によって選出される。
ローレル賞選定までの流れについては、ブルーリボン賞の稿を参照。
ブルーリボン賞と異なり、ローレル賞はブルーリボン賞の投票結果はあまり考慮せず（ただし、候補車両の選定の際に多少考慮される場合がある）、前年に新しく製造された鉄道車両の中から製作意図・技術・デザインなどが優れた特徴ある車両が選定される。また、ブルーリボン賞同様、贈呈式や選定車両への記念プレート貼り付けが行われる。
ローレル賞の記念プレートは右上にあるような丸型のものが代々取り付けられている（他の銘板を組み合わせてデザインされる場合もある）。なお、第49回受賞の京阪2代目3000系ではグッドデザイン賞受賞記念プレートにあわせ、従来のものとは違うものが設置されている。

## 選定車両一覧
※鉄道事業者名は、選定当時の呼称。なお、各鉄道事業者のWikipediaページへのリンクは最初の1回（その事業者の初受賞）のみとする。

### 第1回-第30回
| 回（選定年）     | 鉄道事業者         | 選定車両              | 愛称                                         | 備考 |
| ---------------- | ------------------ | --------------------- | -------------------------------------------- | --- |
| 第1回（1961年）  | 京阪神急行電鉄     | 2000系電車 2300系電車 | 「オートカー」「人工頭脳電車」               | 得票数1位は小田急2400形電車                                                                                    |
| 第2回（1962年）  | 日本国有鉄道       | 401系電車 421系電車   |                                              | |
| 第3回（1963年）  | 京王帝都電鉄       | 3000系電車            |                                              | 得票数1位は国鉄111系電車                                                                                       |
| 第4回（1964年）  | 京王帝都電鉄       | 5000系電車（初代）    |                                              | ブルーリボン賞を含めて同一鉄道事業者が複数年連続で受賞した最初の事例                                           |
| 第5回（1965年）  | 山陽電気鉄道       | 3000系電車            |                                              | 第1次車（アルミカー）が選定 得票数1位は国鉄103系電車                                                           |
| 第6回（1966年）  | 札幌市交通局       | A830形電車            |                                              | |
| 第7回（1967年）  | 長野電鉄           | 0系電車               | 「OSカー」                                   | |
| 第8回（1968年）  | 該当車なし         | 該当車なし            | 該当車なし                                   | |
| 第9回（1969年）  | 東京都交通局       | 6000形電車            |                                              | |
| 第10回（1970年） | 大阪市交通局       | 60系電車              |                                              | |
| 第11回（1971年） | 名古屋鉄道         | モ600形電車           |                                              | 通常投票では東急8000系電車との得票数がほぼ同じで選考委員でも甲乙つけ難いことから決選投票が行われて選定された。 |
| 第12回（1972年） | 帝都高速度交通営団 | 6000系電車            |                                              | |
| 第13回（1973年） | 小田急電鉄         | 9000形電車            |                                              | |
| 第14回（1974年） | 西日本鉄道         | 2000形電車            |                                              | 特急形車両では初の受賞車両                                                                                     |
| 第15回（1975年） | 日本国有鉄道       | 24系25形客車          | 「ブルートレイン」                           | |
| 第15回（1975年） | 黒部峡谷鉄道       | EH形電気機関車        |                                              | 現在の形式は「EHR形」 機関車では初の受賞車両                                                                   |
| 第16回（1976年） | 日本国有鉄道       | キハ66系気動車        |                                              | |
| 第16回（1976年） | 東京急行電鉄       | 8500系電車            |                                              | |
| 第16回（1976年） | 富士急行           | 5000形電車            |                                              | |
| 第17回（1977年） | 上信電鉄           | 1000形電車            |                                              | |
| 第17回（1977年） | 札幌市交通局       | 6000形電車            |                                              | |
| 第18回（1978年） | 東京都交通局       | 新7000形電車          |                                              | |
| 第18回（1978年） | 神戸市交通局       | 1000形電車            |                                              | |
| 第19回（1979年） | 京浜急行電鉄       | 800形電車             |                                              | |
| 第19回（1979年） | 日本国有鉄道       | 50系客車              | 「レッドトレイン」                           | |
| 第20回（1980年） | 名古屋鉄道         | 100系電車             |                                              | |
| 第20回（1980年） | 北総開発鉄道       | 7000系電車            |                                              | |
| 第20回（1980年） | 富山地方鉄道       | 14760形電車           |                                              | |
| 第21回（1981年） | 日本国有鉄道       | 117系電車             | 「シティライナー」                           | |
| 第21回（1981年） | 長崎電気軌道       | 2000形電車            |                                              | |
| 第22回（1982年） | 福岡市交通局       | 1000系電車            |                                              | |
| 第23回（1983年） | 日本国有鉄道       | 200系新幹線電車       | 「緑の疾風」                                 | この愛称はすぐに使用されなくなった                                                                             |
| 第23回（1983年） | 熊本市交通局       | 8200形電車            |                                              | |
| 第24回（1984年） | 京阪電気鉄道       | 6000系電車            |                                              | |
| 第25回（1985年） | 帝都高速度交通営団 | 01系電車              |                                              | |
| 第25回（1985年） | 樽見鉄道           | ハイモ180形気動車     |                                              | |
| 第26回（1986年） | 南海電気鉄道       | 10000系電車           | 「サザン」                                   | |
| 第26回（1986年） | 日本国有鉄道       | 100系新幹線電車       | 「ニュー新幹線」                             | |
| 第27回（1987年） | 北大阪急行電鉄     | 8000形電車            | 「ポールスター」                             | |
| 第27回（1987年） | 近畿日本鉄道       | 7000系電車            | 「スーパー・エレクトロニック・コミューター」 | この愛称はすぐに使用されなくなった                                                                             |
| 第27回（1987年） | 四国旅客鉄道       | キハ185系気動車       |                                              | 営業運転開始当時の事業者は日本国有鉄道                                                                         |
| 第28回（1988年） | 仙台市交通局       | 1000系電車            |                                              | |
| 第29回（1989年） | 九州旅客鉄道       | 783系電車             | 「ハイパーサルーン」                         | |
| 第30回（1990年） | 西日本旅客鉄道     | 221系電車             | 「アメニティライナー」                       | この愛称はすぐに使用されなくなった                                                                             |
| 第30回（1990年） | 四国旅客鉄道       | 2000系気動車          | 「TSE」                                      | 試作車が選定（愛称も試作車のみ）                                                                               |

### 第31回-第60回
| 回（選定年）     | 鉄道事業者                  | 選定車両                          | 愛称                             | 備考                                            |
| ---------------- | --------------------------- | --------------------------------- | -------------------------------- | ----------------------------------------------- |
| 第31回（1991年） | 東日本旅客鉄道              | 251系電車                         | 「スーパービュー踊り子」         |                                                 |
| 第31回（1991年） | 大阪市交通局                | 70系電車                          |                                  |                                                 |
| 第32回（1992年） | 東日本旅客鉄道              | 253系電車                         | 「成田エクスプレス」             |                                                 |
| 第32回（1992年） | 九州旅客鉄道                | キハ200系気動車                   | 「赤い快速」                     |                                                 |
| 第33回（1993年） | 東海旅客鉄道                | 300系新幹線電車                   |                                  |                                                 |
| 第33回（1993年） | 日本貨物鉄道                | EF200形電気機関車                 | 「INVERTER HI-TECH LOCO」        |                                                 |
| 第34回（1994年） | 日本貨物鉄道                | DF200形ディーゼル機関車           | 「Eco-Power RED BEAR」           |                                                 |
| 第35回（1995年） | 北海道旅客鉄道              | キハ281系気動車                   | 「HEAT 281」                     | 現在の愛称は「FURICO 281」                      |
| 第36回（1996年） | 東海旅客鉄道                | 383系電車                         |                                  |                                                 |
| 第36回（1996年） | 日本貨物鉄道                | コキ71形貨車                      | 「カーラックシステム」           |                                                 |
| 第37回（1997年） | 北海道旅客鉄道              | 731系電車                         |                                  |                                                 |
| 第38回（1998年） | 熊本市交通局                | 9700形電車                        |                                  |                                                 |
| 第38回（1998年） | 叡山電鉄                    | 900系電車                         | 「きらら」                       |                                                 |
| 第38回（1998年） | 近畿日本鉄道                | 5800系電車                        | 「L/Cカー」                      |                                                 |
| 第39回（1999年） | スカイレールサービス        | 200形電車                         |                                  |                                                 |
| 第40回（2000年） | 広島電鉄                    | 5000形電車                        | 「GREEN MOVER」                  |                                                 |
| 第40回（2000年） | 東海旅客鉄道                | 700系新幹線電車                   |                                  | 西日本旅客鉄道との共同開発                      |
| 第40回（2000年） | 東日本旅客鉄道              | 209系950番台（E231系900番台）電車 |                                  |                                                 |
| 第41回（2001年） | 名古屋鉄道                  | モ800形電車                       |                                  |                                                 |
| 第41回（2001年） | 近畿日本鉄道                | 3220系電車 5820系電車 9020系電車  | 「シリーズ21」                   |                                                 |
| 第42回（2002年） | 西日本旅客鉄道              | キハ187系気動車                   |                                  |                                                 |
| 第43回（2003年） | 岡山電気軌道                | 9200形電車                        | 「MOMO」                         |                                                 |
| 第43回（2003年） | 鹿児島市交通局              | 1000形電車                        | 「ユートラム」                   |                                                 |
| 第44回（2004年） | 該当車なし                  | 該当車なし                        | 該当車なし                       |                                                 |
| 第45回（2005年） | 九州旅客鉄道                | 800系新幹線電車                   |                                  |                                                 |
| 第45回（2005年） | 長崎電気軌道                | 3000形電車                        |                                  |                                                 |
| 第46回（2006年） | 名古屋鉄道                  | 2000系電車                        | 「ミュースカイ」                 |                                                 |
| 第46回（2006年） | 愛知高速交通                | 100形電車                         | 「リニモ」                       |                                                 |
| 第46回（2006年） | 広島電鉄                    | 5100形電車                        | 「Green mover max」              |                                                 |
| 第46回（2006年） | 福岡市交通局                | 3000系電車                        |                                  |                                                 |
| 第47回（2007年） | 東日本旅客鉄道              | E233系電車                        |                                  |                                                 |
| 第47回（2007年） | 西日本鉄道                  | 3000形電車                        |                                  |                                                 |
| 第48回（2008年） | 東日本旅客鉄道 仙台空港鉄道 | E721系電車 SAT721系電車           |                                  | 共通設計の同型車両 E721系は0番台と500番台が選定 |
| 第48回（2008年） | 東日本旅客鉄道              | キハE200形気動車                  | 「こうみ」                       |                                                 |
| 第49回（2009年） | 豊橋鉄道                    | T1000形電車                       | 「ほっトラム」                   |                                                 |
| 第49回（2009年） | 京阪電気鉄道                | 3000系電車（2代目）               | 「コンフォート・サルーン」       |                                                 |
| 第50回（2010年） | 近畿日本鉄道                | 22600系電車                       | 「Ace」                          |                                                 |
| 第51回（2011年） | 東京地下鉄                  | 16000系電車                       |                                  |                                                 |
| 第52回（2012年） | 日本貨物鉄道                | HD300形ハイブリッド機関車         |                                  | 試作機の900番台が選定                           |
| 第53回（2013年） | 該当車なし                  | 該当車なし                        | 該当車なし                       |                                                 |
| 第54回（2014年） | 福井鉄道                    | F1000形電車                       | 「FUKURAM」                      |                                                 |
| 第54回（2014年） | 東日本旅客鉄道              | E6系新幹線電車                    |                                  |                                                 |
| 第55回（2015年） | 東日本旅客鉄道              | EV-E301系電車                     | 「ACCUM」                        |                                                 |
| 第55回（2015年） | 箱根登山鉄道                | 3000形電車                        | 「アレグラ」                     |                                                 |
| 第56回（2016年） | 東日本旅客鉄道              | HB-E210系気動車                   |                                  |                                                 |
| 第56回（2016年） | 四日市あすなろう鉄道        | 新260系電車                       |                                  | 車体更新、中間車新造編成が選定                  |
| 第57回（2017年） | 東日本旅客鉄道              | E235系電車                        |                                  |                                                 |
| 第57回（2017年） | えちごトキめき鉄道          | ET122形1000番台気動車             | 「えちごトキめきリゾート雪月花」 |                                                 |
| 第57回（2017年） | 静岡鉄道                    | A3000形電車                       | 「Shizuoka Rainbow Trains」      |                                                 |
| 第58回（2018年） | 東日本旅客鉄道              | E353系電車                        |                                  |                                                 |
| 第58回（2018年） | 東武鉄道                    | 500系電車                         | 「リバティ」                     |                                                 |
| 第58回（2018年） | 鹿児島市交通局              | 7500形電車                        | 「ユートラムIII」                |                                                 |
| 第59回（2019年） | 相模鉄道                    | 20000系電車                       |                                  |                                                 |
| 第59回（2019年） | 叡山電鉄                    | デオ730形電車                     | 「ひえい」                       |                                                 |
| 第60回（2020年） | 四国旅客鉄道                | 2700系気動車                      |                                  |                                                 |

### 第61回-
| 回（選定年）     | 鉄道事業者         | 選定車両                | 愛称                 | 備考 |
| ---------------- | ------------------ | ----------------------- | -------------------- | --- |
| 第61回（2021年） | 東日本旅客鉄道     | E261系電車              | 「サフィール踊り子」 | |
| 第61回（2021年） | 東海旅客鉄道       | N700S系新幹線電車       |                      | |
| 第62回（2022年） | 東京地下鉄         | 17000系電車 18000系電車 |                      | 限りなく共通性のある設計のため同時受賞 |
| 第62回（2022年） | 京阪電気鉄道       | 3850形電車              | 「プレミアムカー」   | 3000系電車（2代目・第49回選定）の新造中間車（有料座席指定特別車両）が選定 ブルーリボン賞を含めて史上初の単一形式による複数回受賞車両となった |
| 第63回（2023年） | 京都市交通局       | 20系電車                |                      | |
| 第64回（2024年） | 宇都宮ライトレール | HU300形電車             | 「ライトライン」     | |
| 第64回（2024年） | 大阪市高速電気軌道 | 400系電車               |                      | |
| 第65回（2025年） | 近畿日本鉄道       | 8A系電車                |                      | |
| 第65回（2025年） | 福岡市交通局       | 4000系電車              |                      | |

### 選定車両の写真

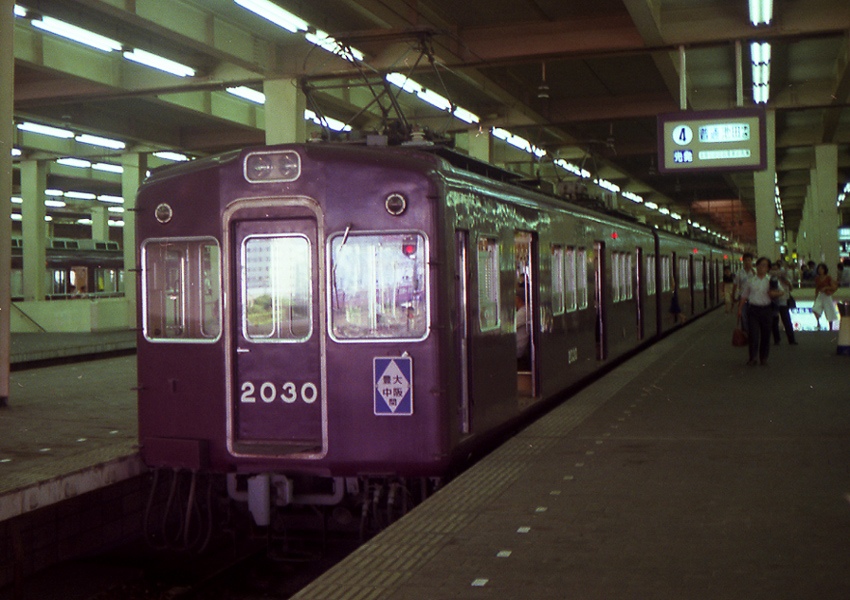
第1回ローレル賞 京阪神急行電鉄2000系・2300系電車
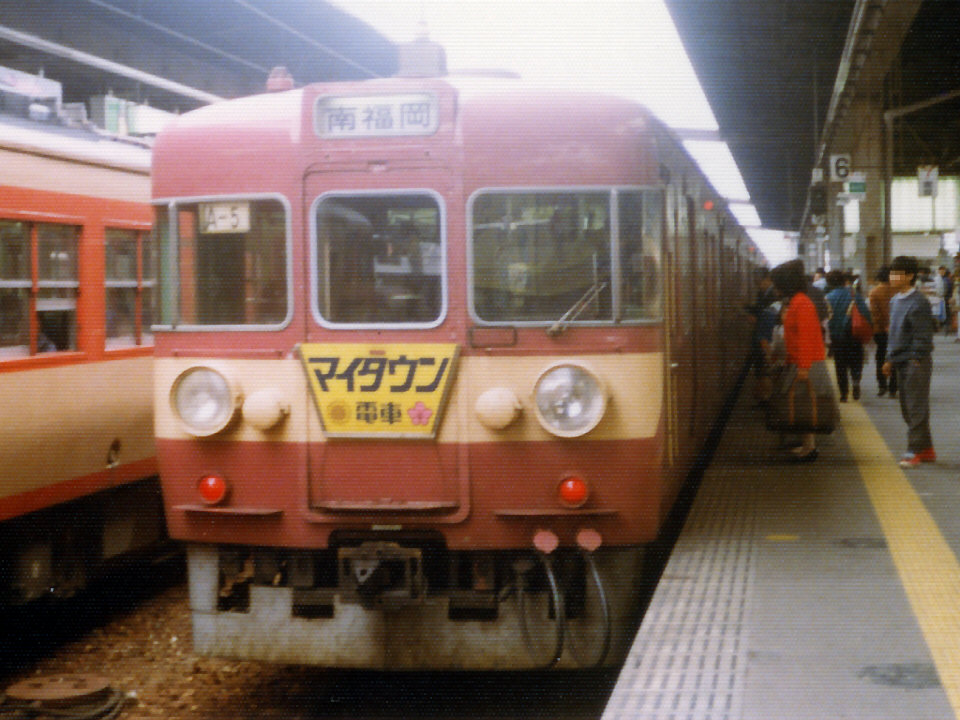
第2回ローレル賞 日本国有鉄道401系・421系電車
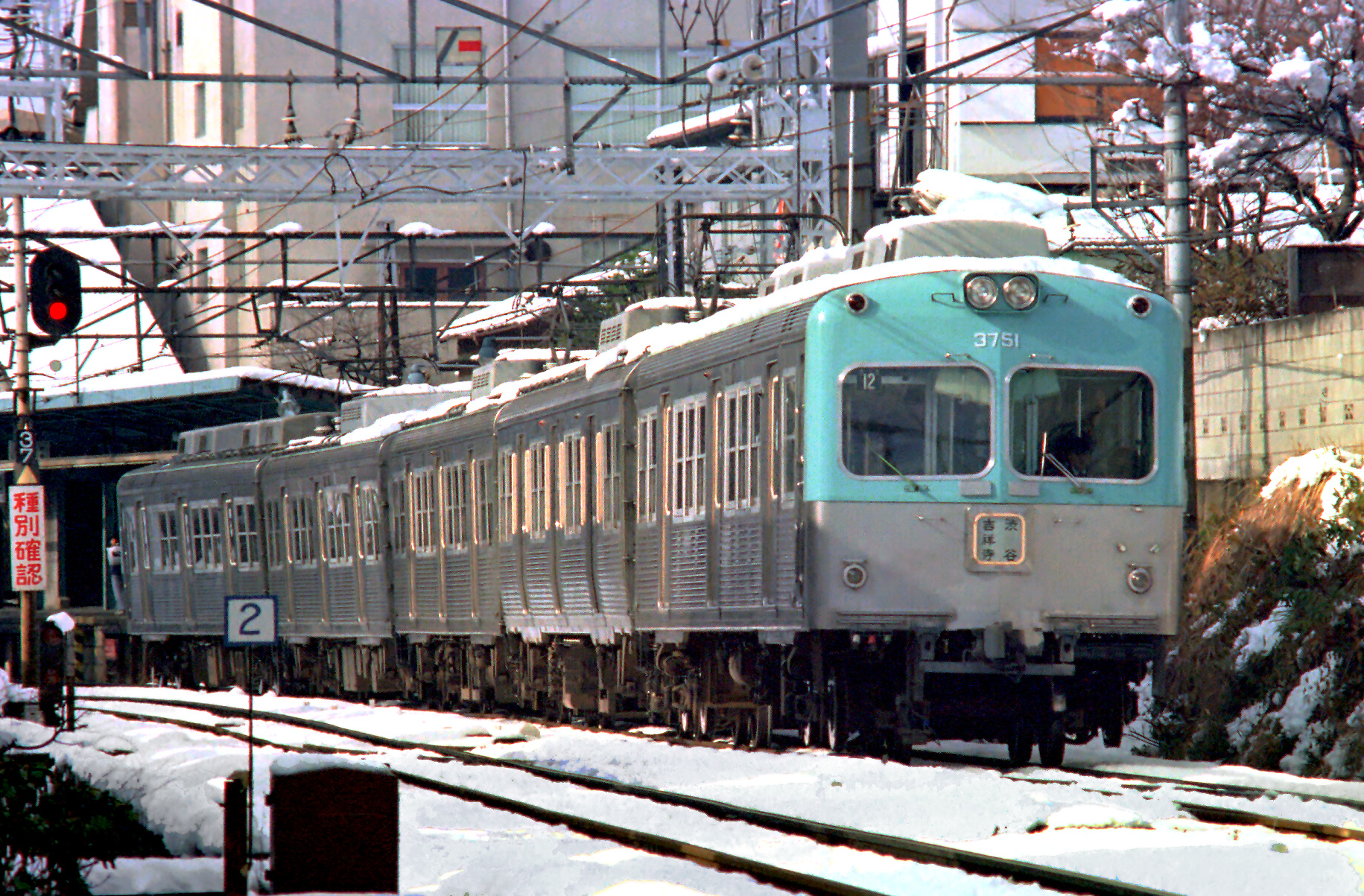
第3回ローレル賞 京王帝都電鉄3000系電車
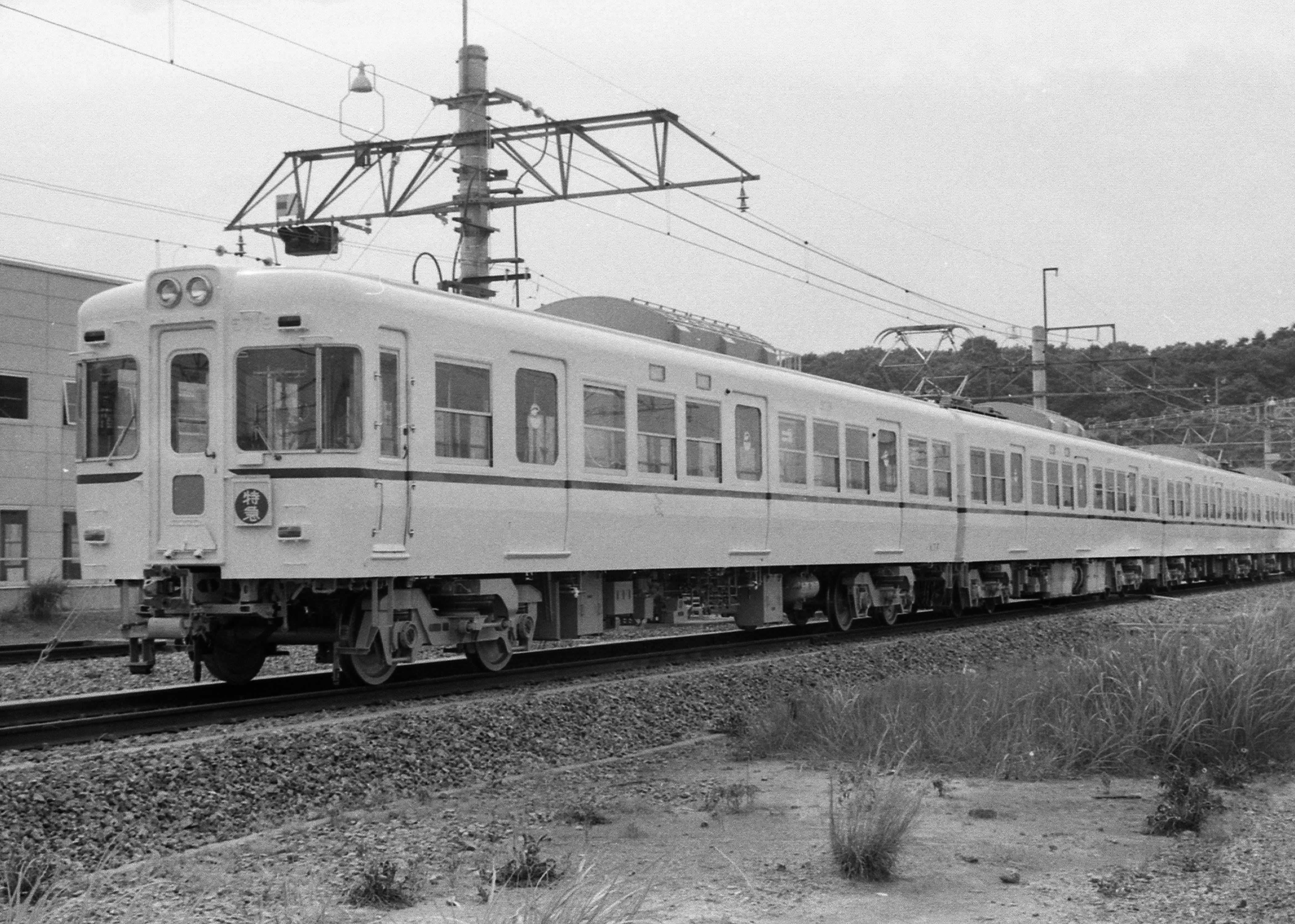
第4回ローレル賞 京王帝都電鉄5000系電車（初代）
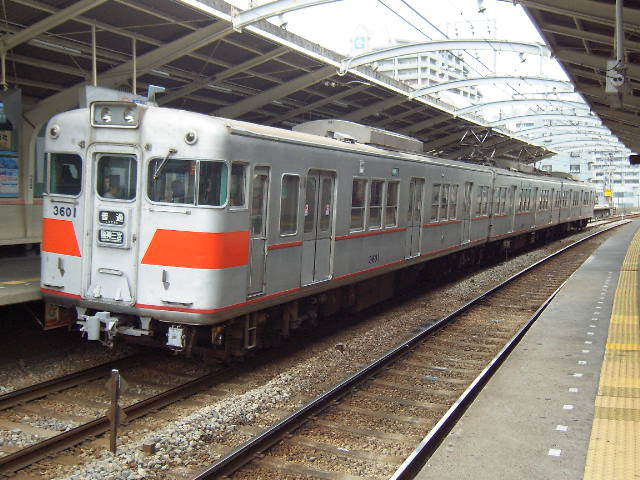
第5回ローレル賞 山陽電気鉄道3000系電車
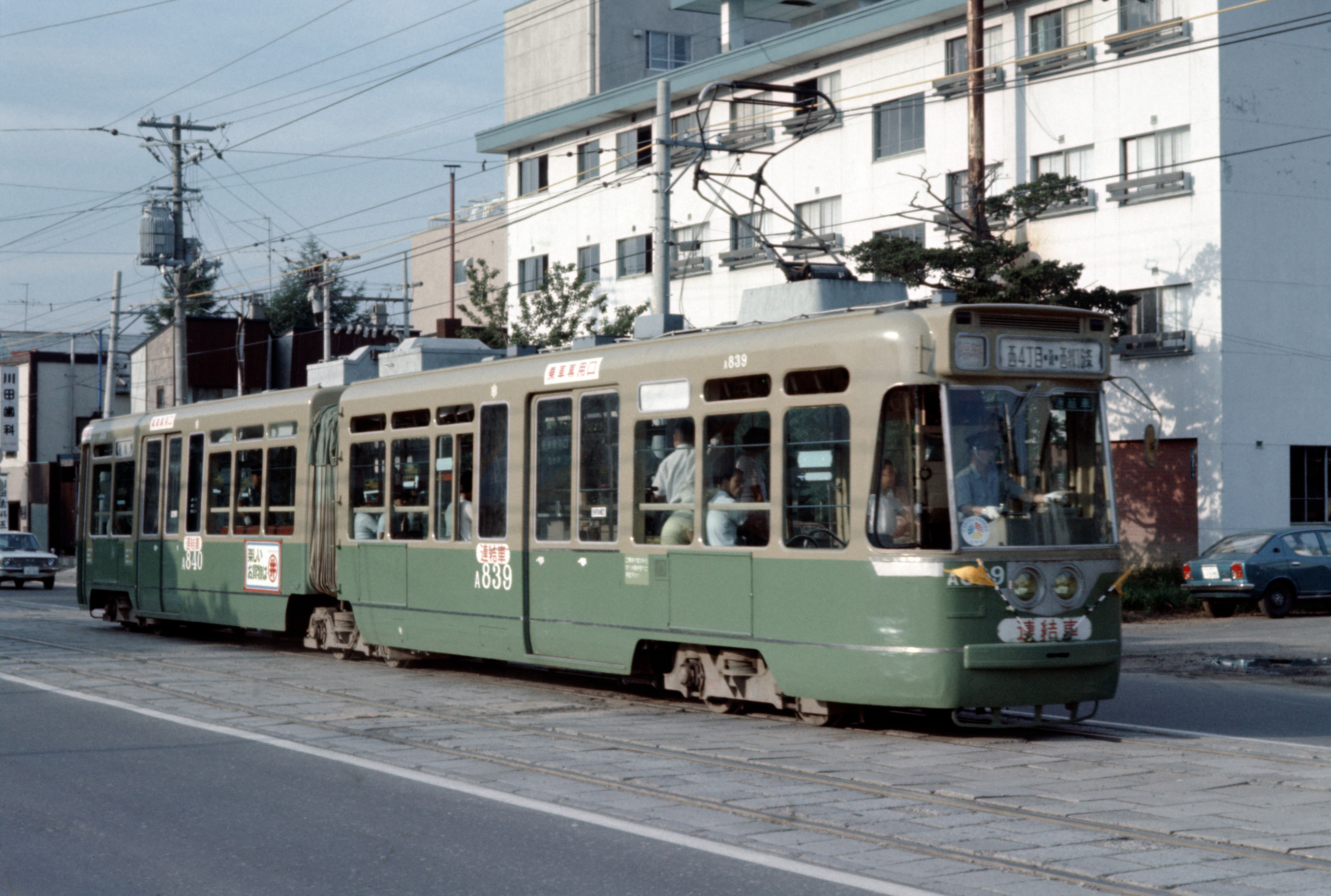
第6回ローレル賞 札幌市交通局A830形電車
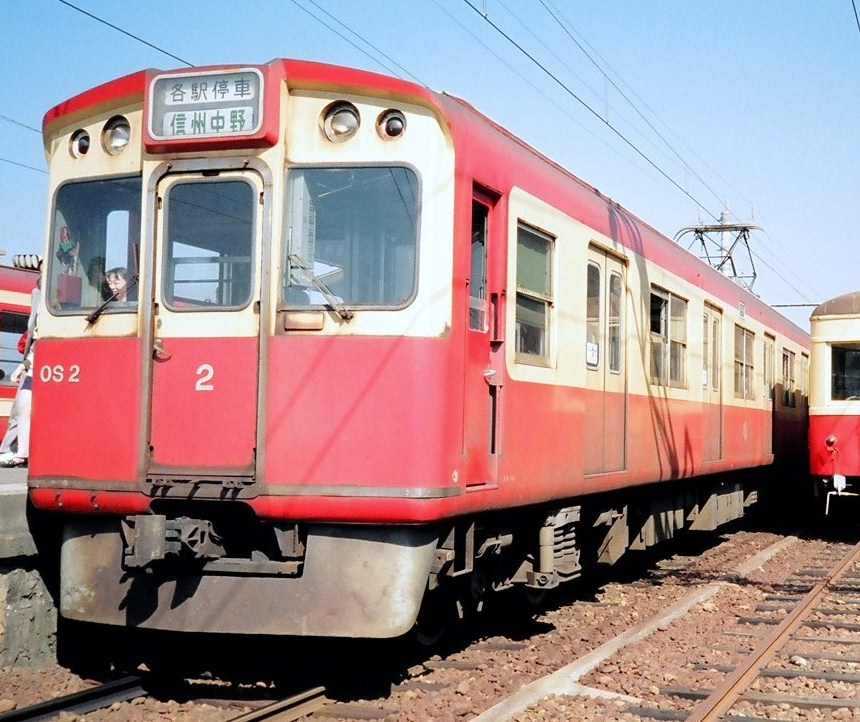
第7回ローレル賞 長野電鉄0系電車
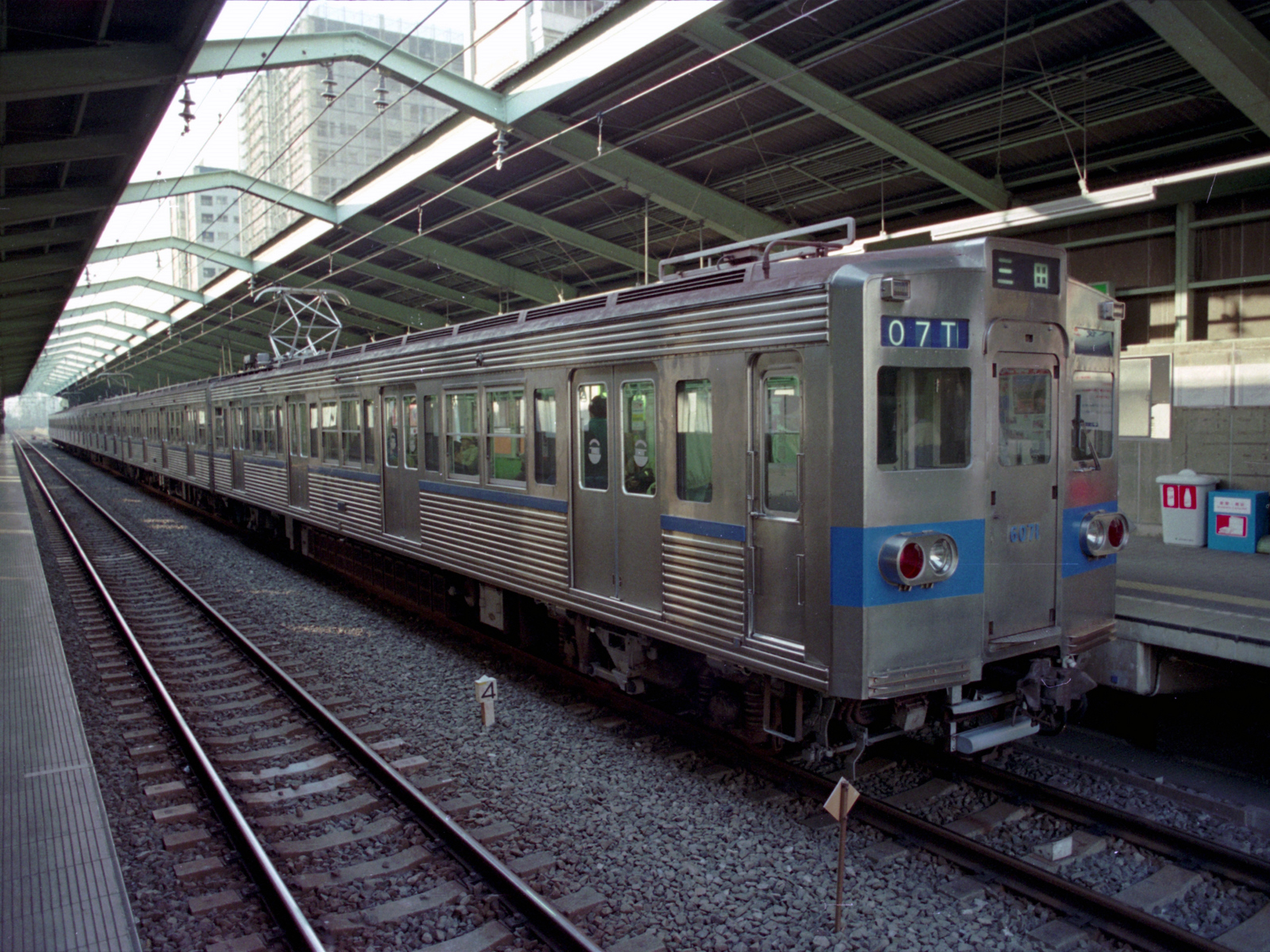
第9回ローレル賞 東京都交通局6000系電車
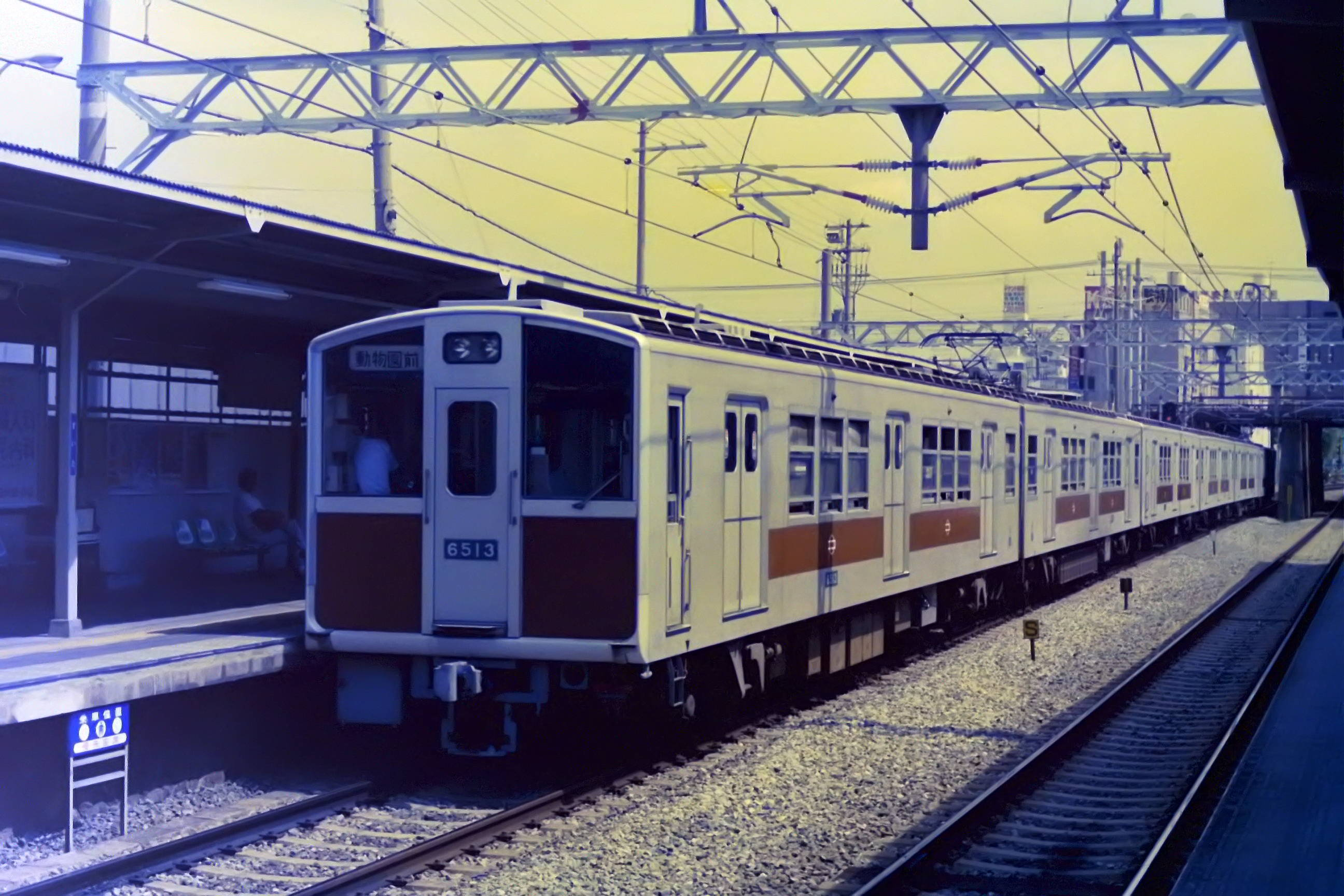
第10回ローレル賞 大阪市交通局60系電車
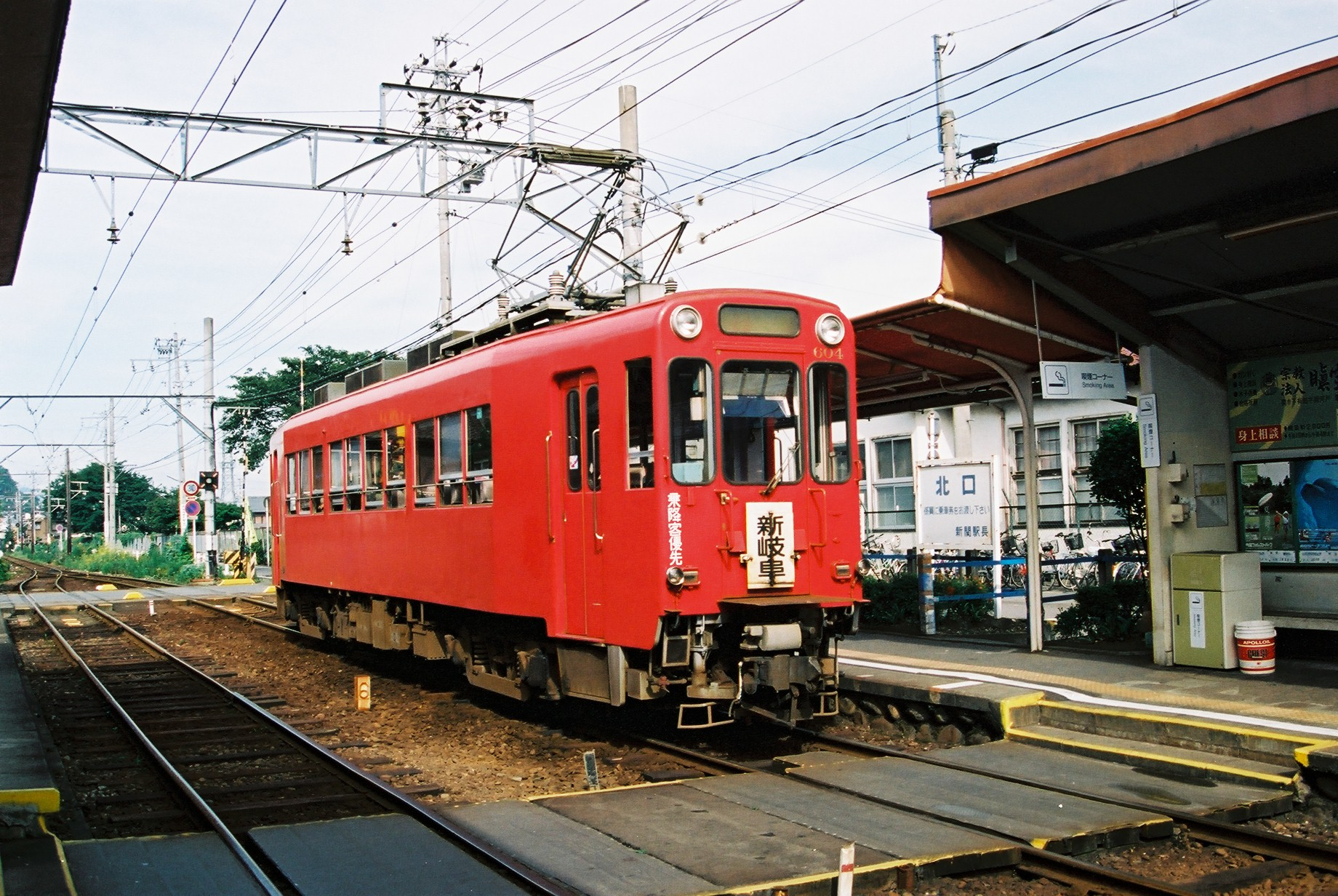
第11回ローレル賞 名古屋鉄道モ600形電車
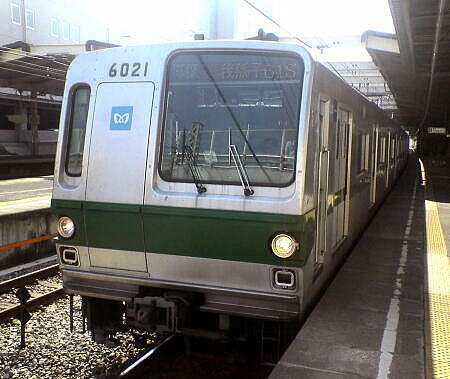
第12回ローレル賞 帝都高速度交通営団6000系電車
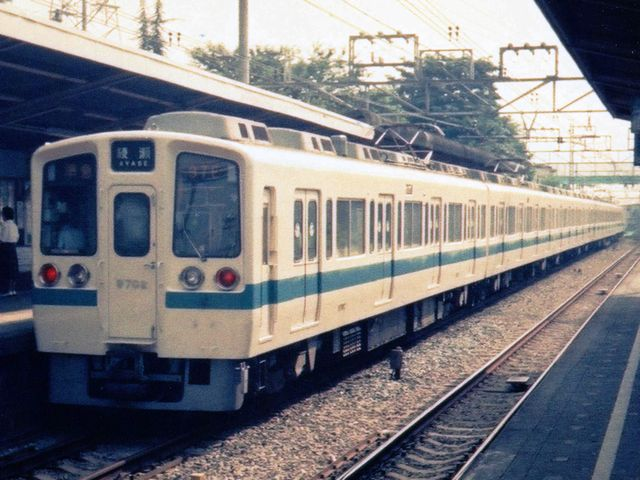
第13回ローレル賞 小田急電鉄9000形電車
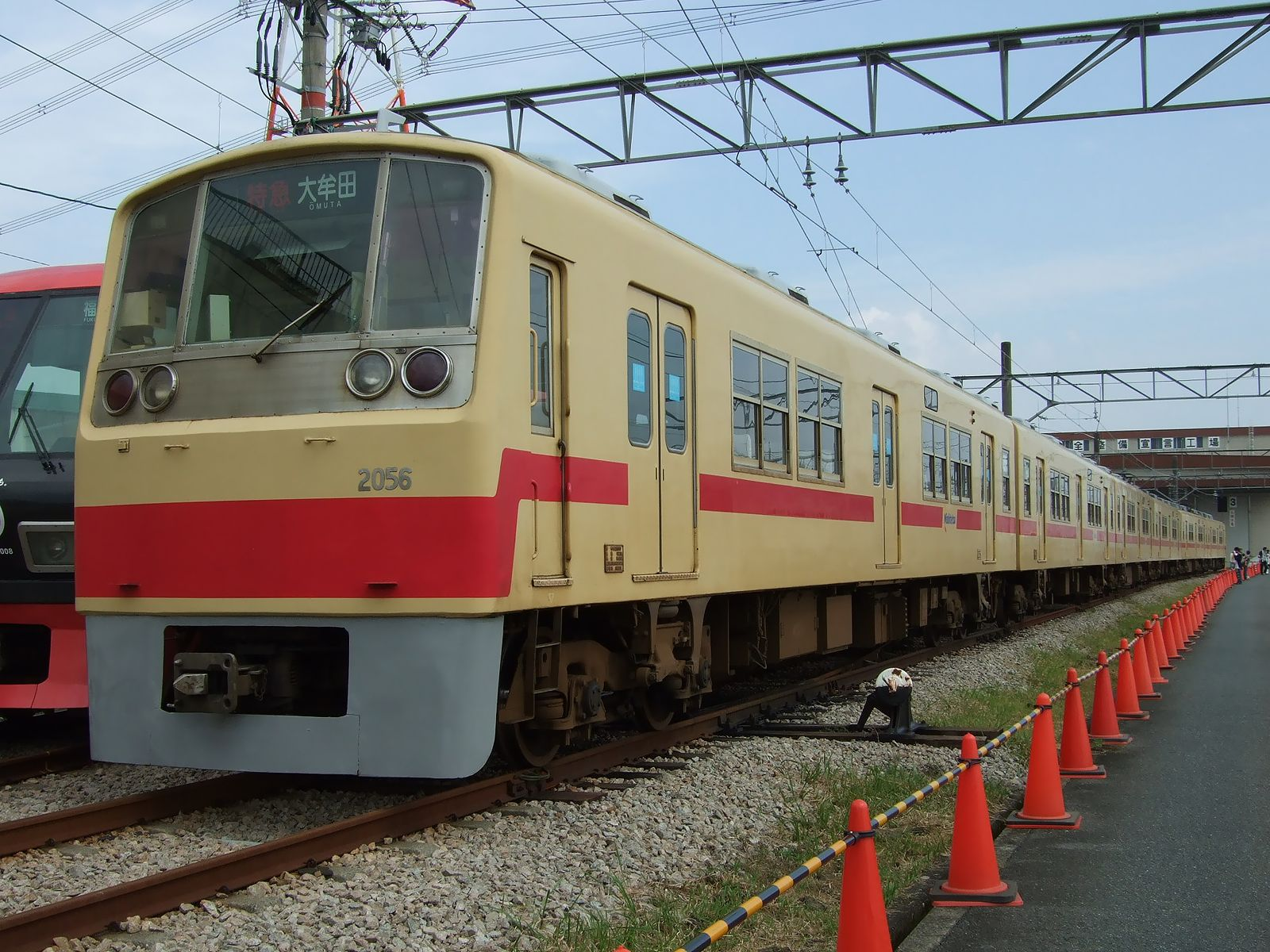
第14回ローレル賞 西日本鉄道2000形電車
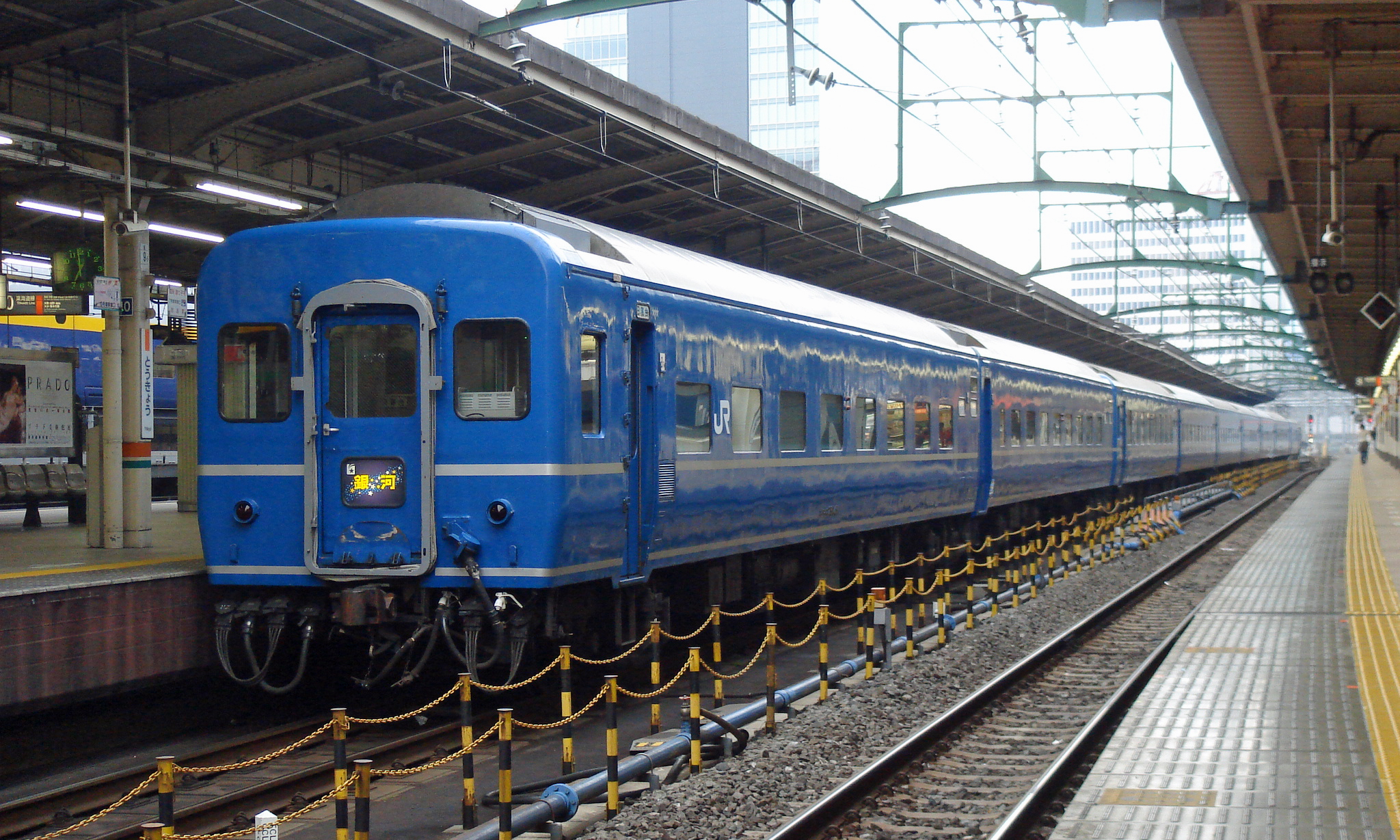
第15回ローレル賞 日本国有鉄道24系25形客車
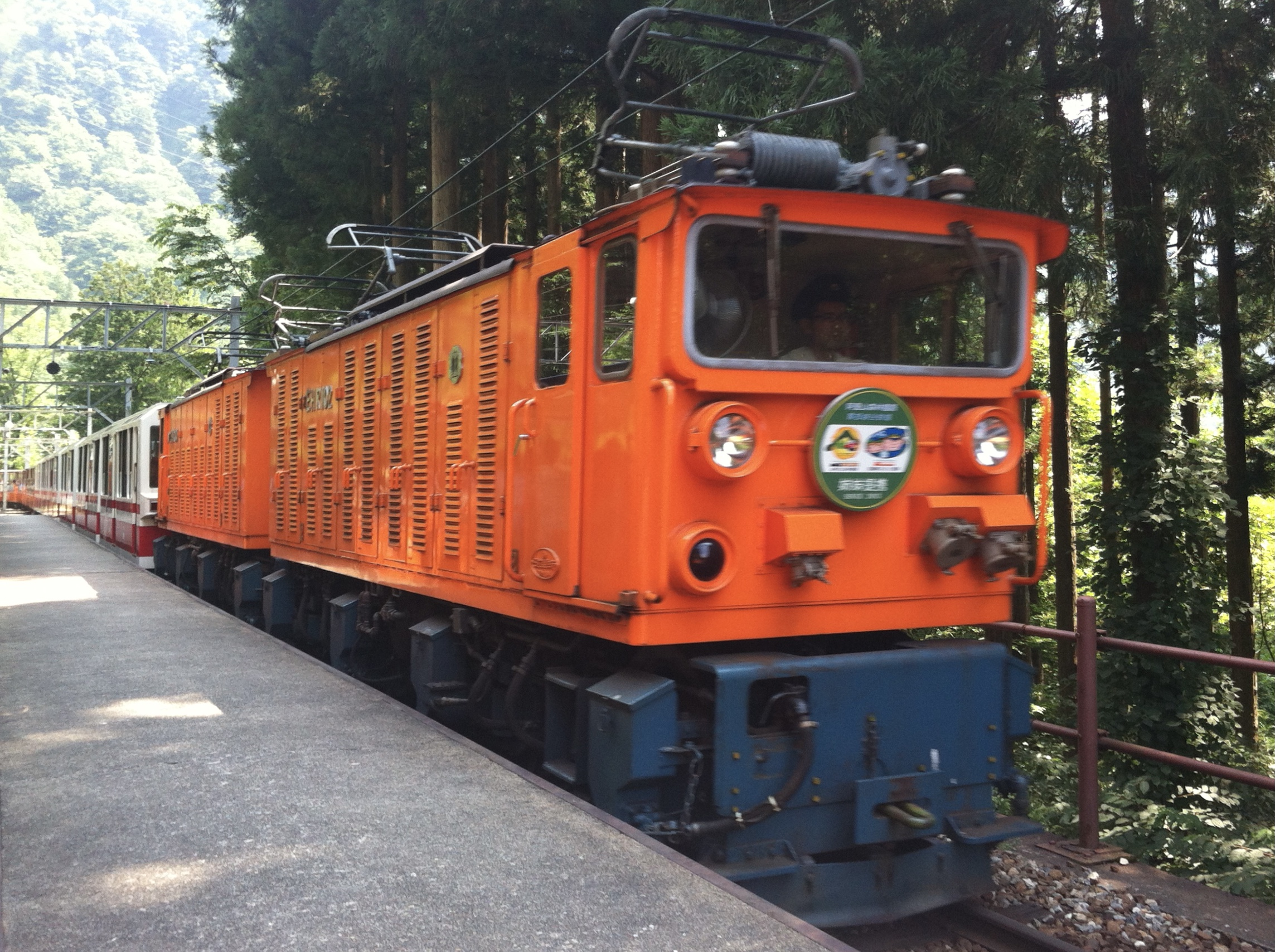
第15回ローレル賞 黒部峡谷鉄道EH形電気機関車
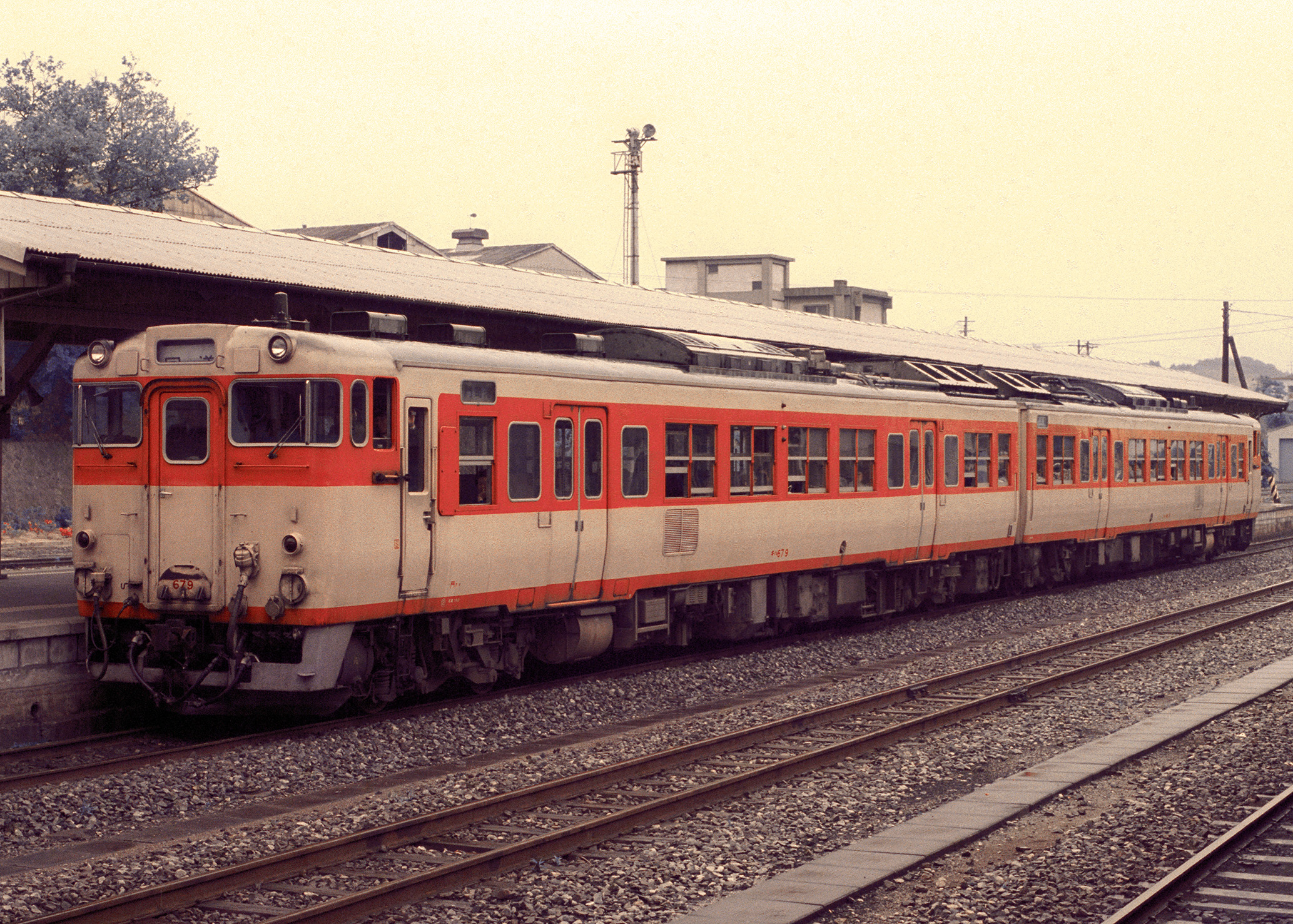
第16回ローレル賞 日本国有鉄道キハ66系気動車
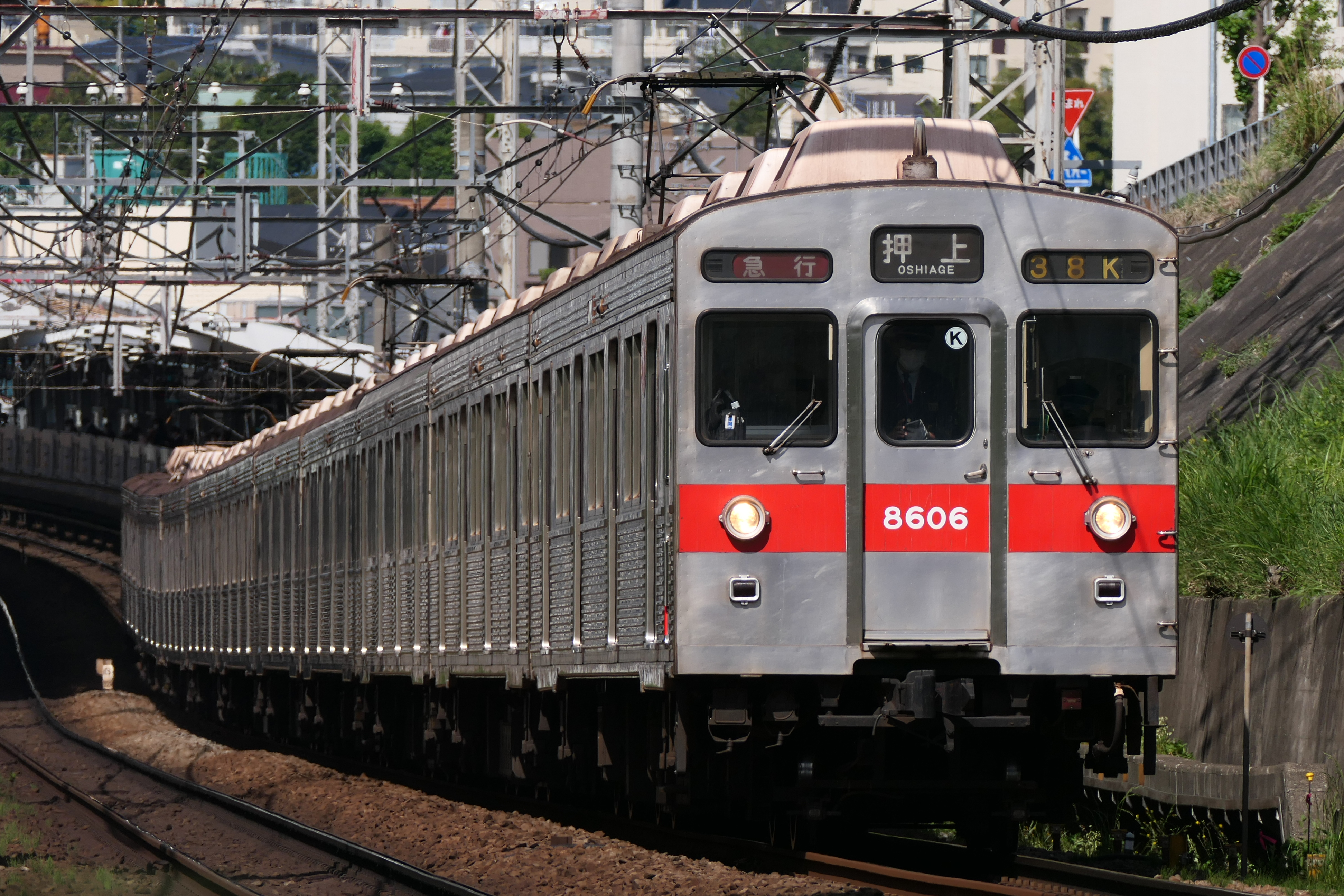
第16回ローレル賞 東京急行電鉄8500系電車
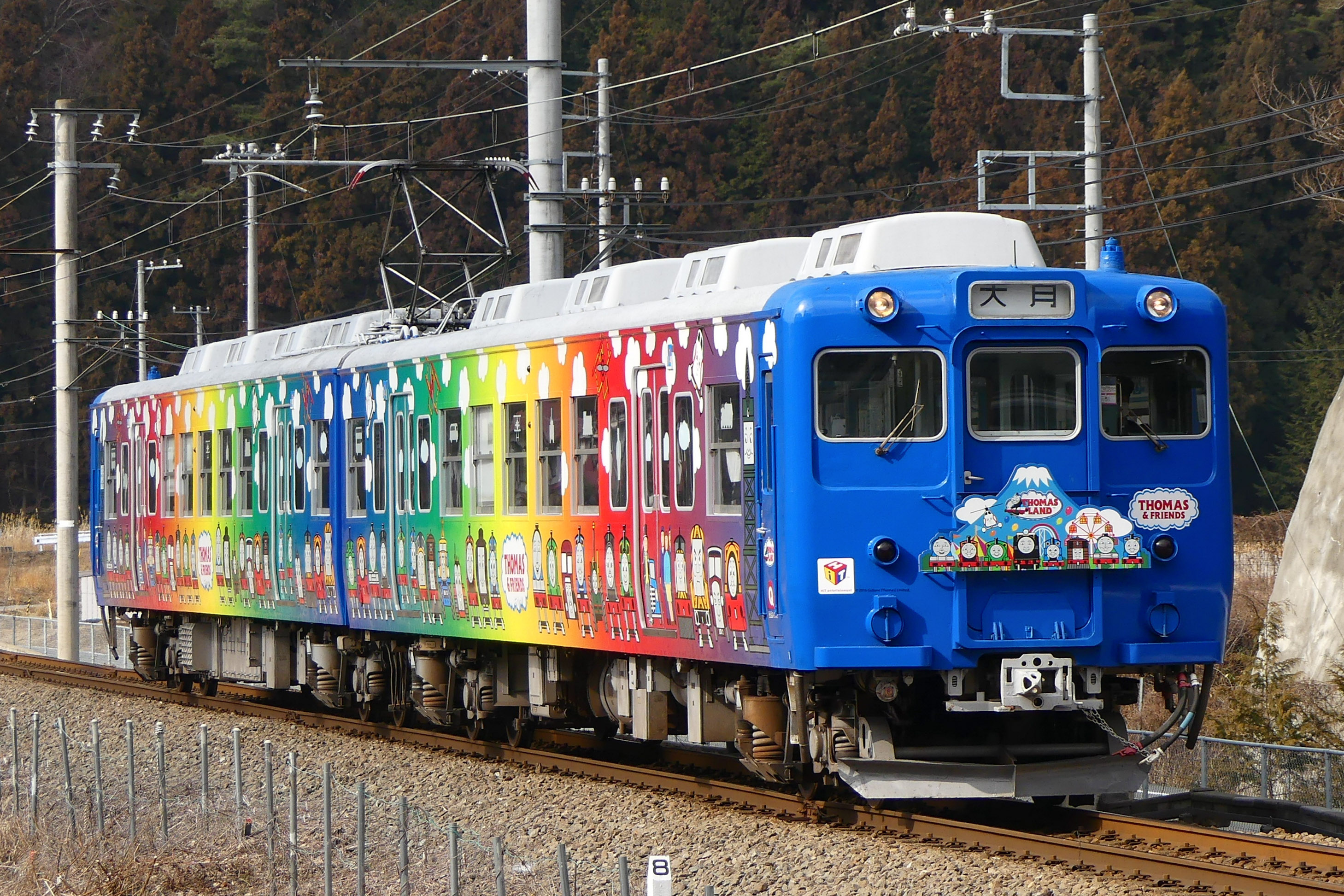
第16回ローレル賞 富士急行5000形電車
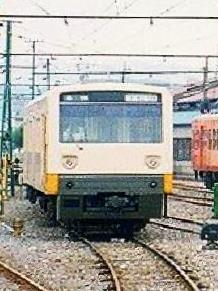
第17回ローレル賞 上信電鉄1000形電車
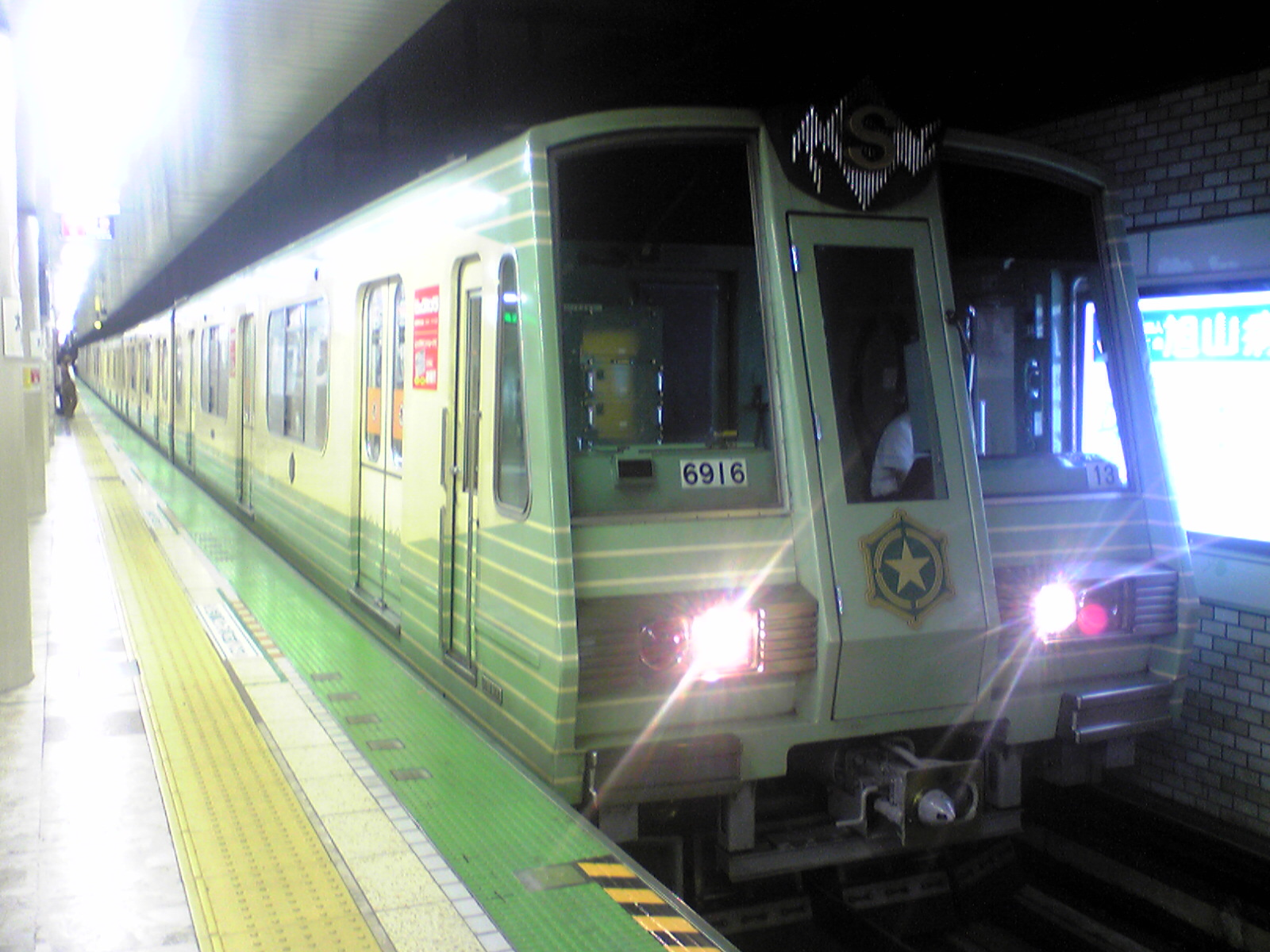
第17回ローレル賞 札幌市交通局6000形電車
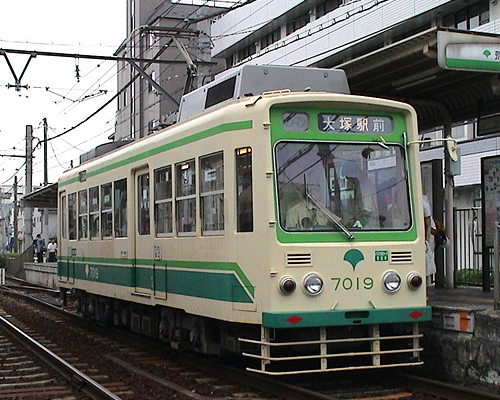
第18回ローレル賞 東京都交通局新7000形電車
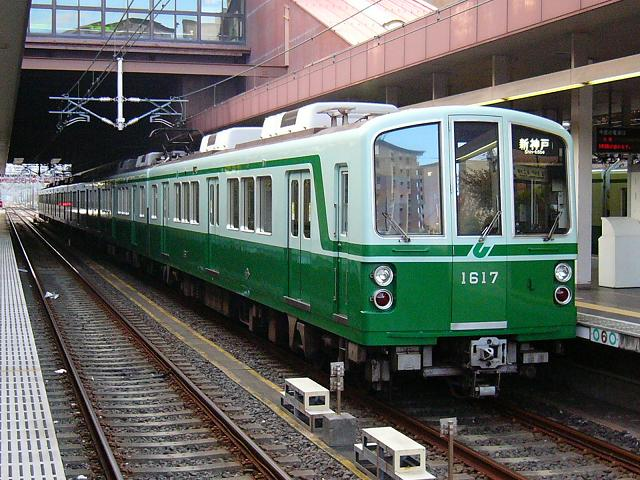
第18回ローレル賞 神戸市交通局1000形電車
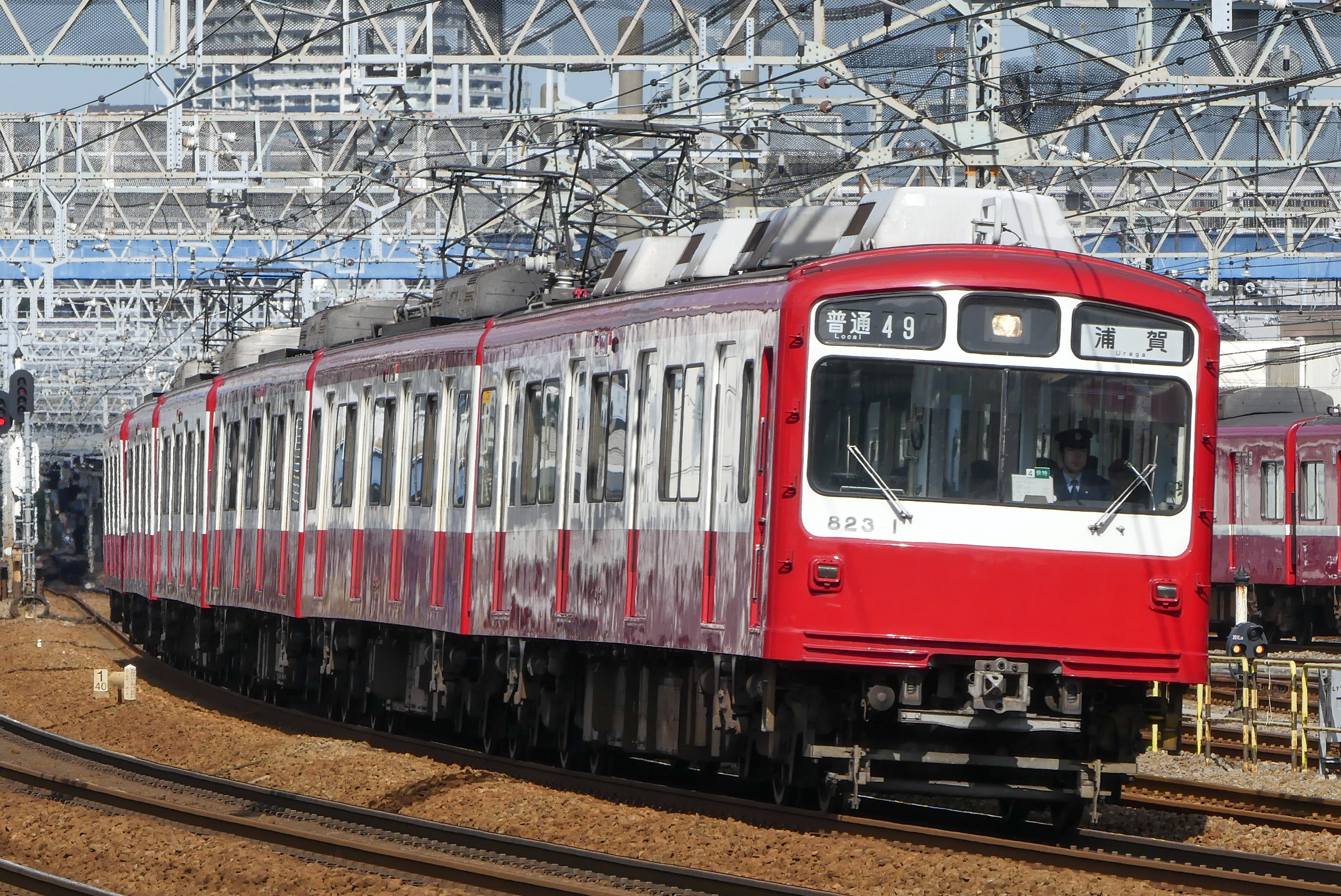
第19回ローレル賞 京浜急行電鉄800形電車
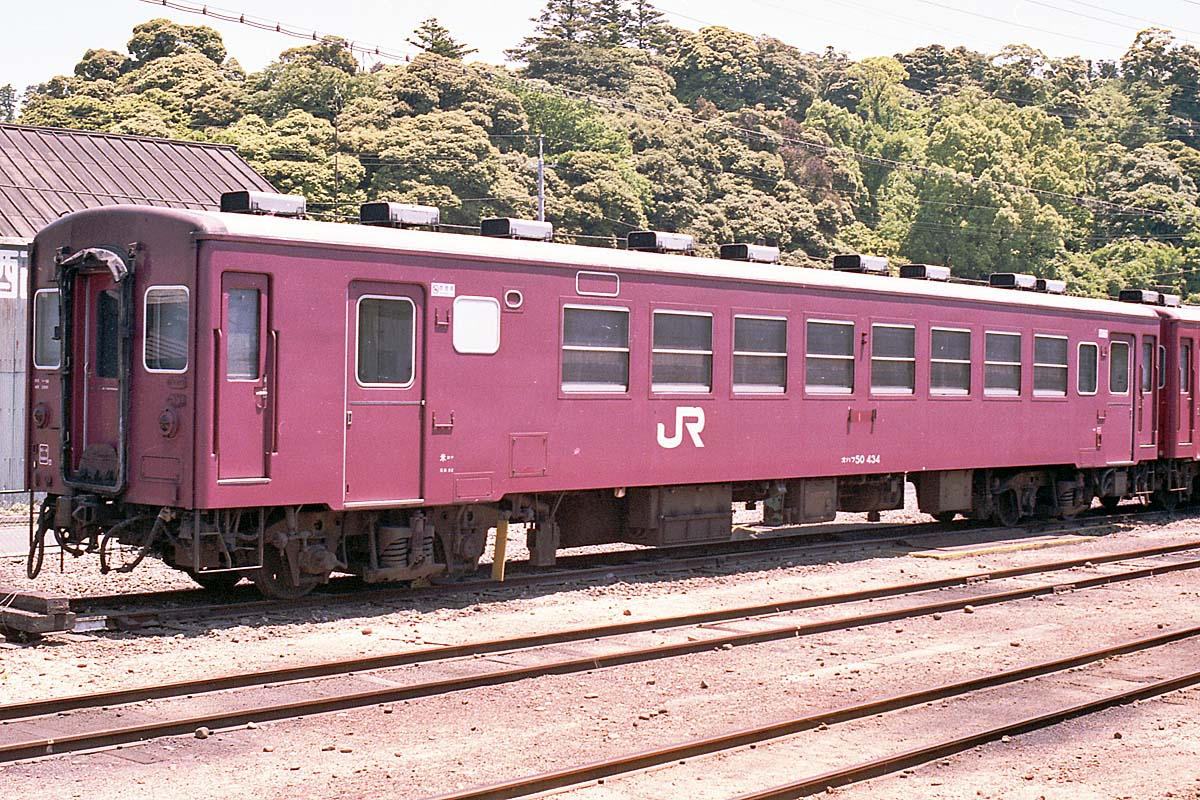
第19回ローレル賞 日本国有鉄道50系客車
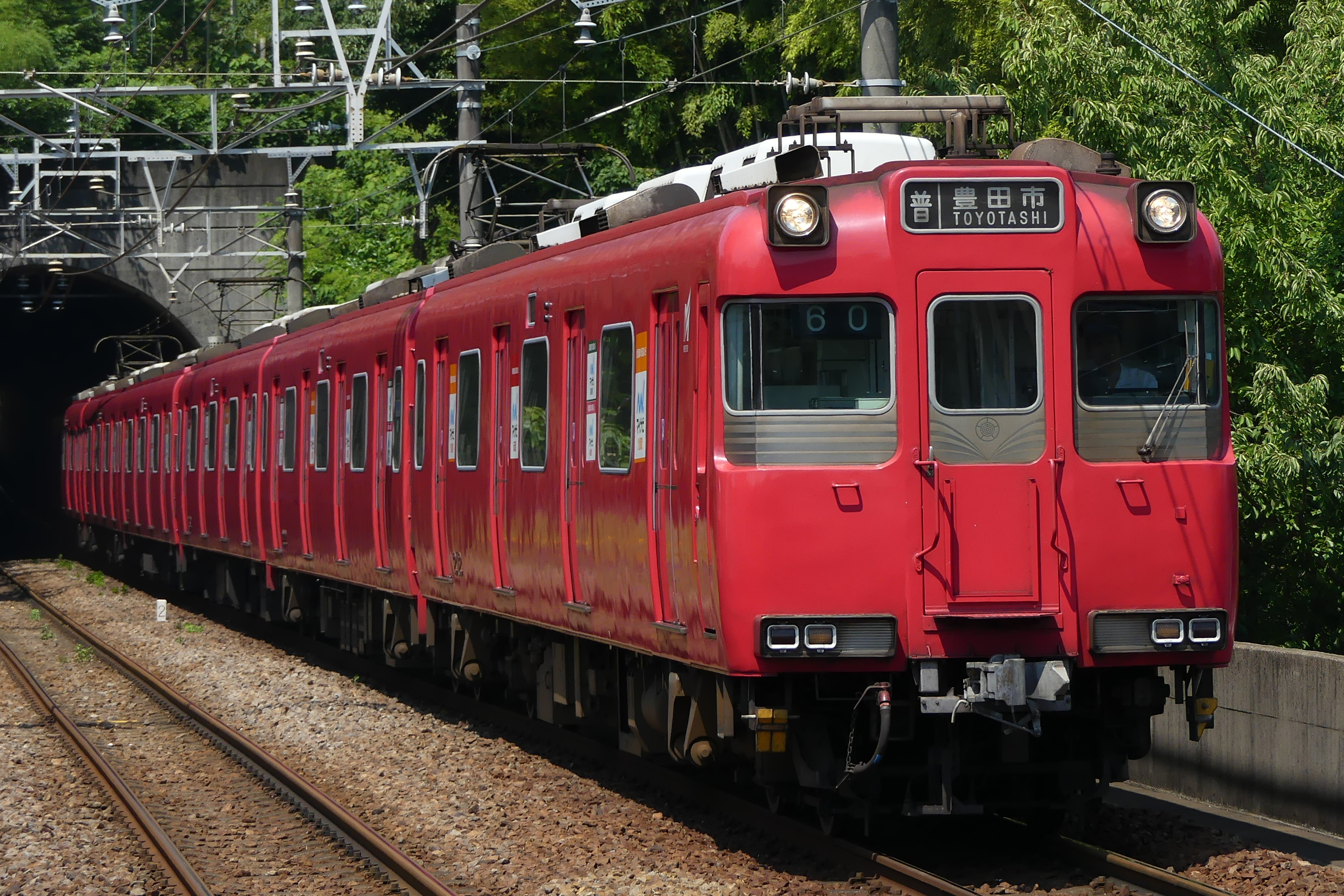
第20回ローレル賞 名古屋鉄道100系電車
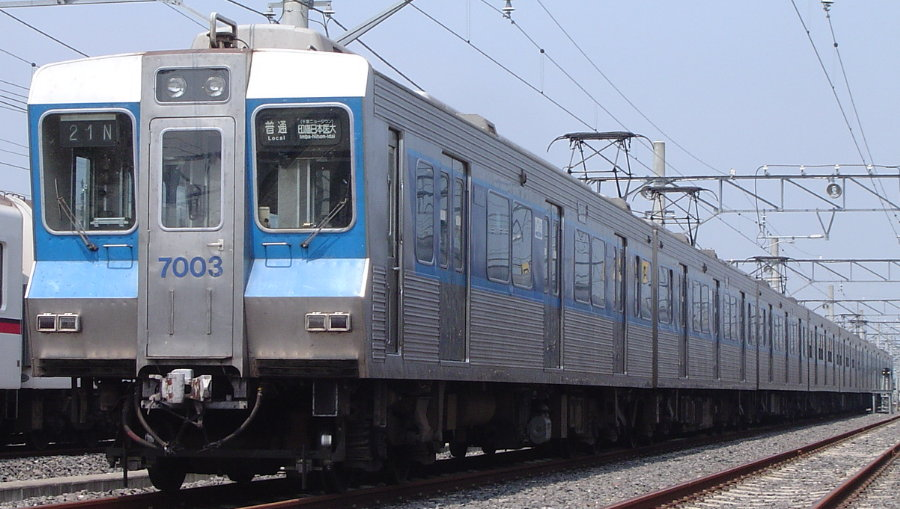
第20回ローレル賞 北総開発鉄道7000系電車
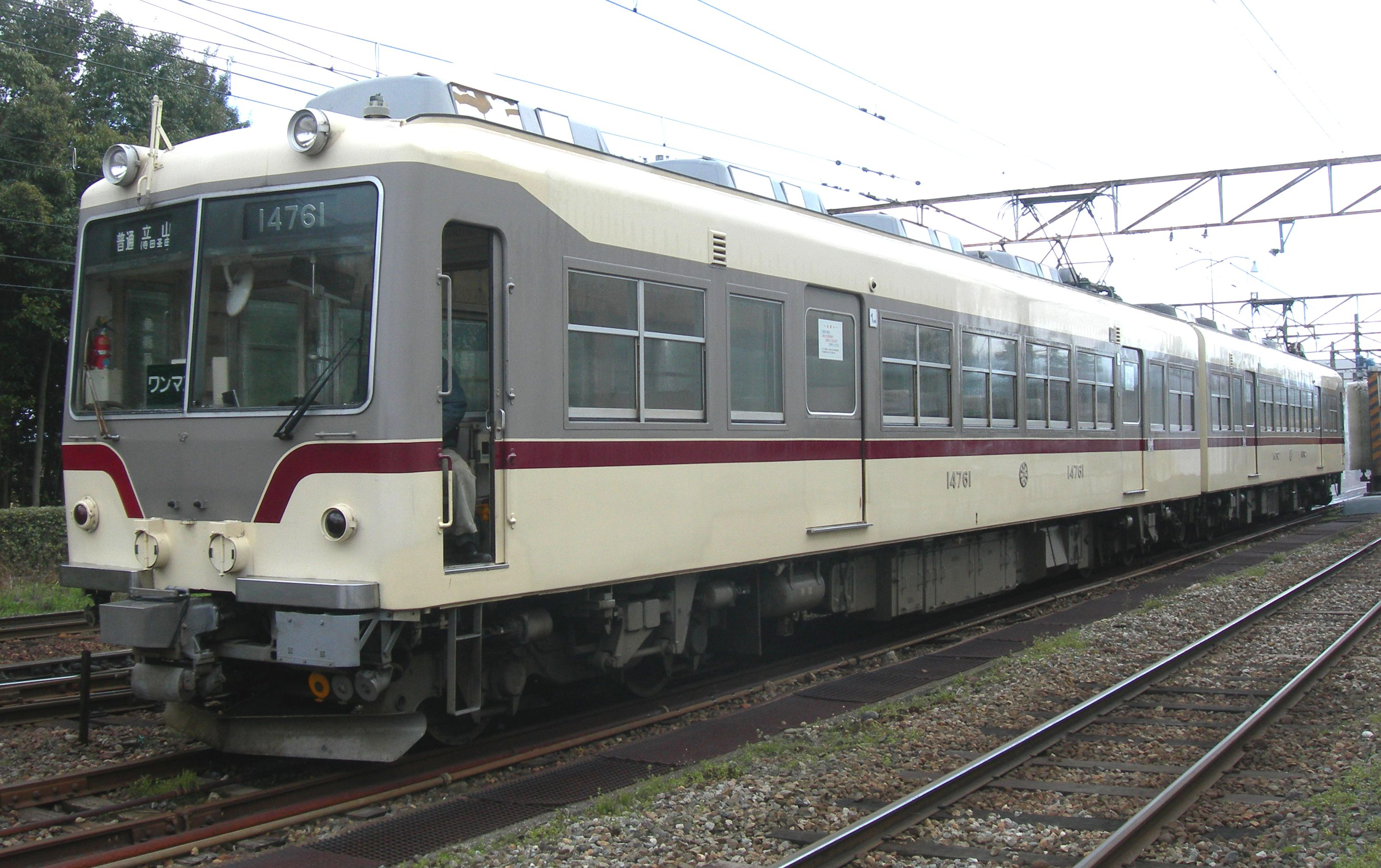
第20回ローレル賞 富山地方鉄道14760形電車
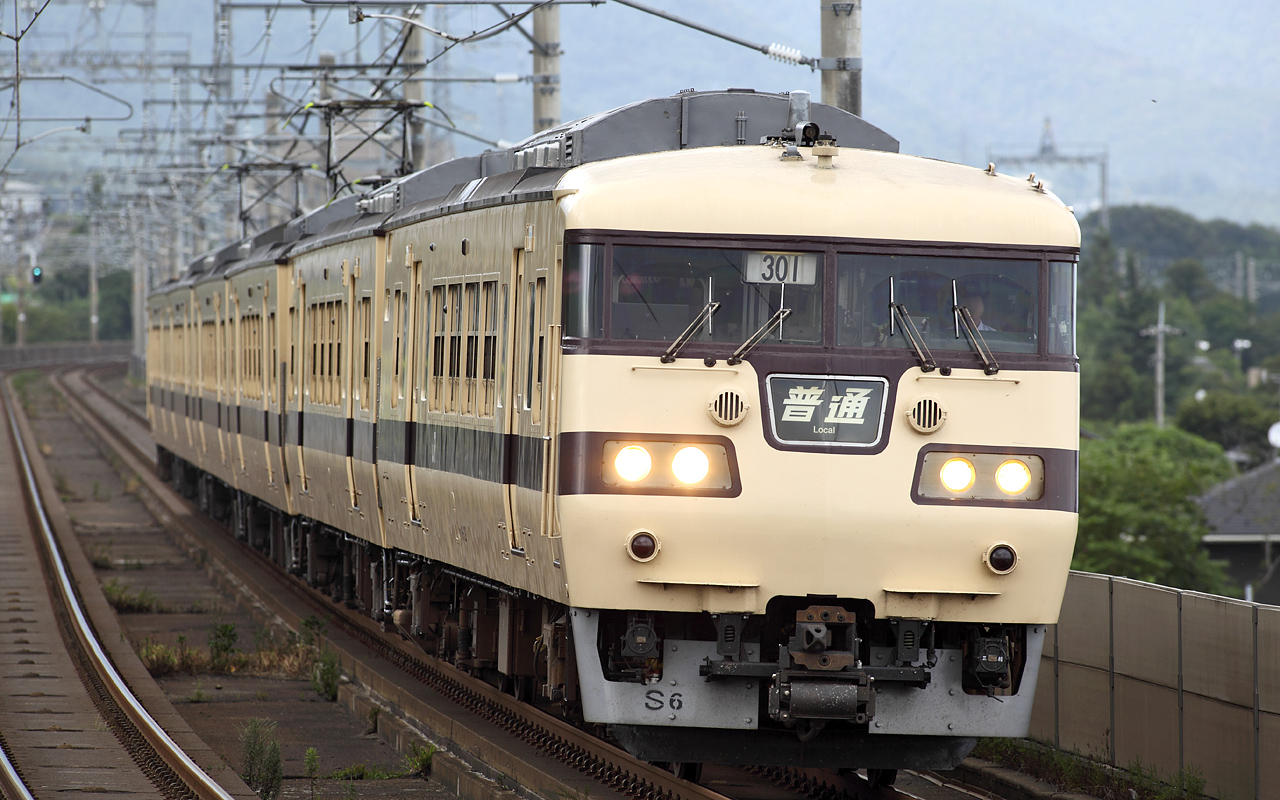
第21回ローレル賞 日本国有鉄道117系電車
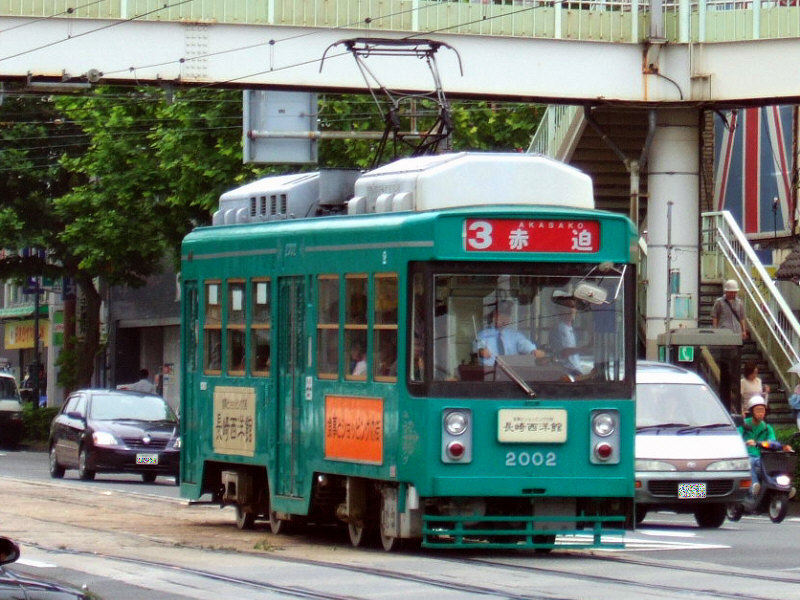
第21回ローレル賞 長崎電気軌道2000形電車
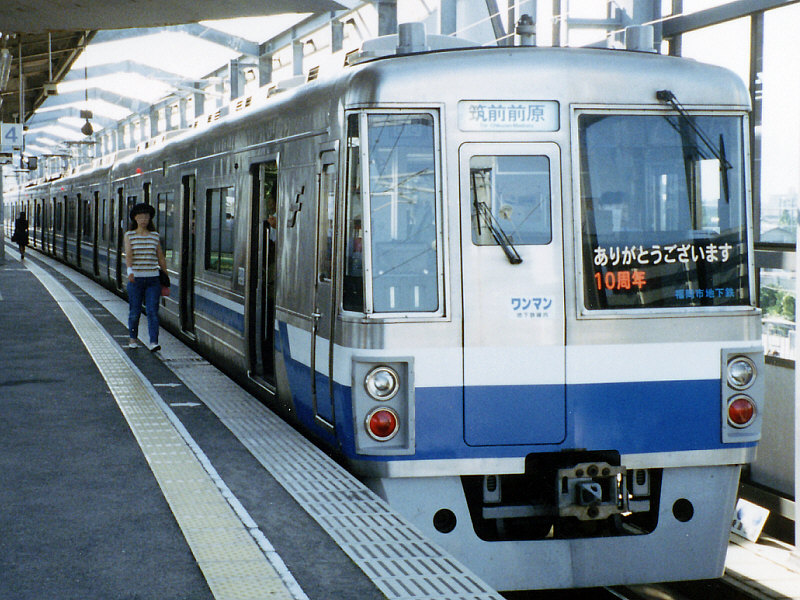
第22回ローレル賞 福岡市交通局1000系電車
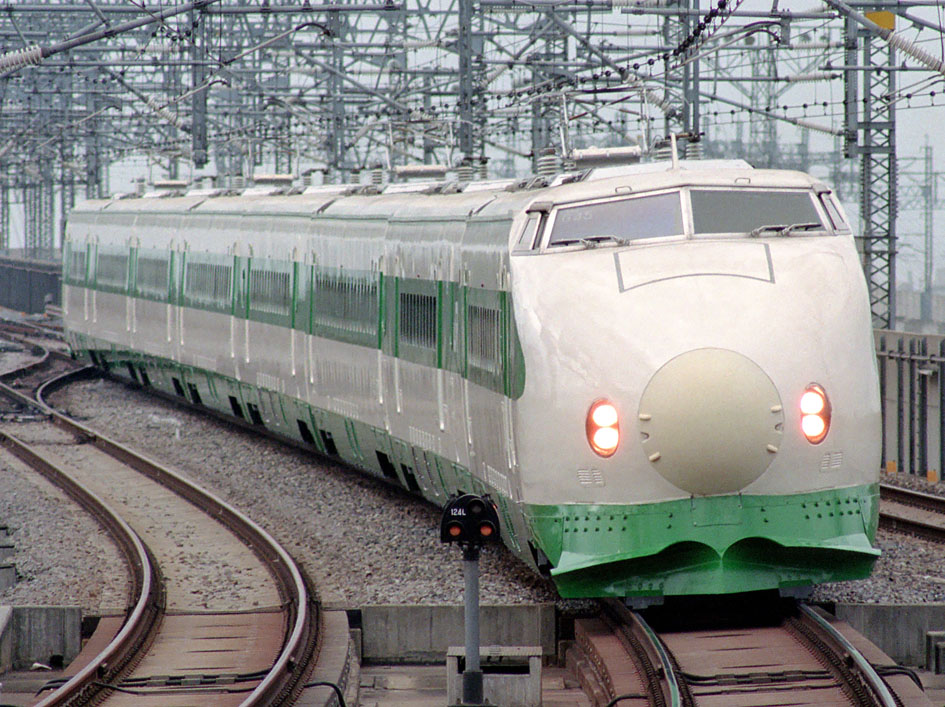
第23回ローレル賞 日本国有鉄道200系新幹線電車
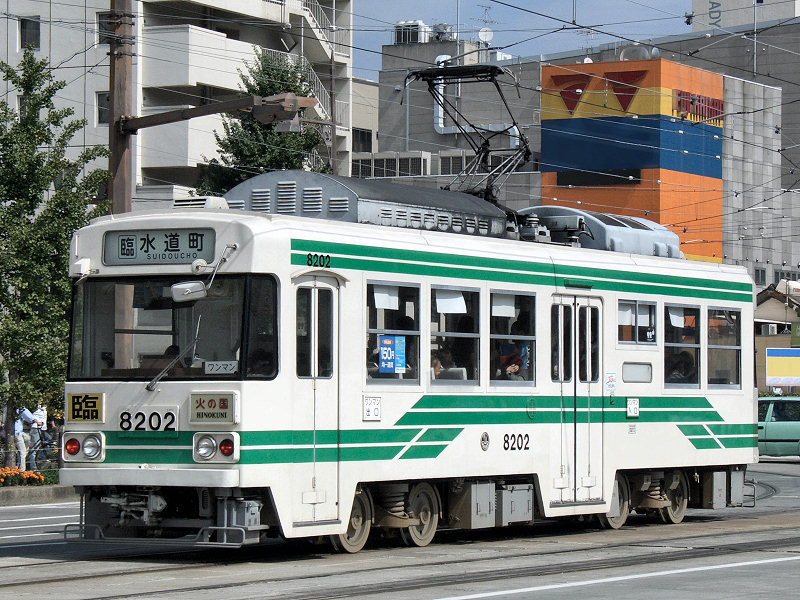
第23回ローレル賞 熊本市交通局8200形電車
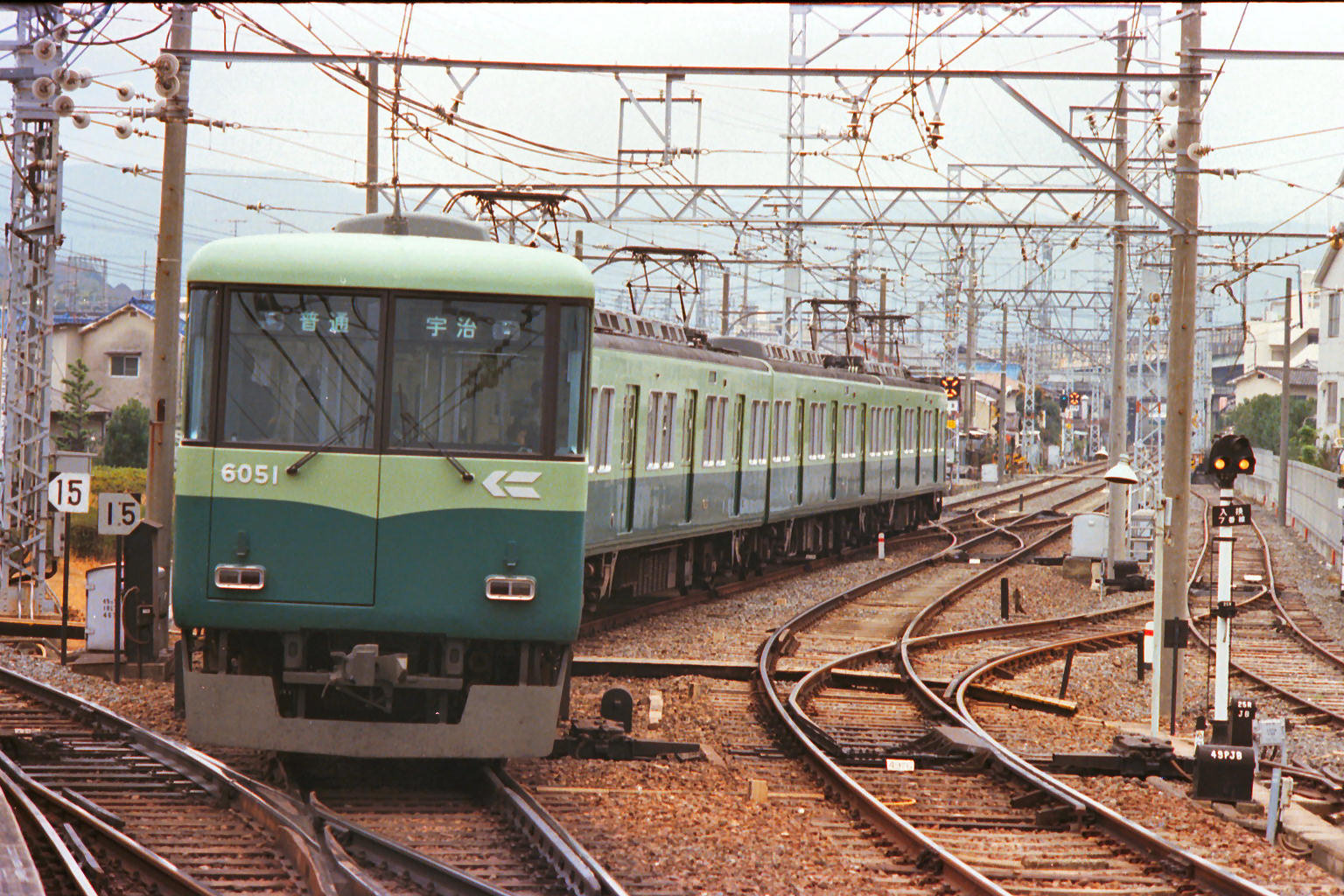
第24回ローレル賞 京阪電気鉄道6000系電車
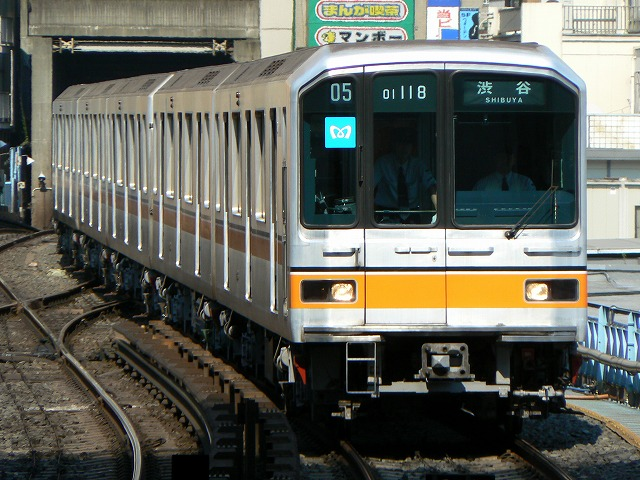
第25回ローレル賞 帝都高速度交通営団01系電車
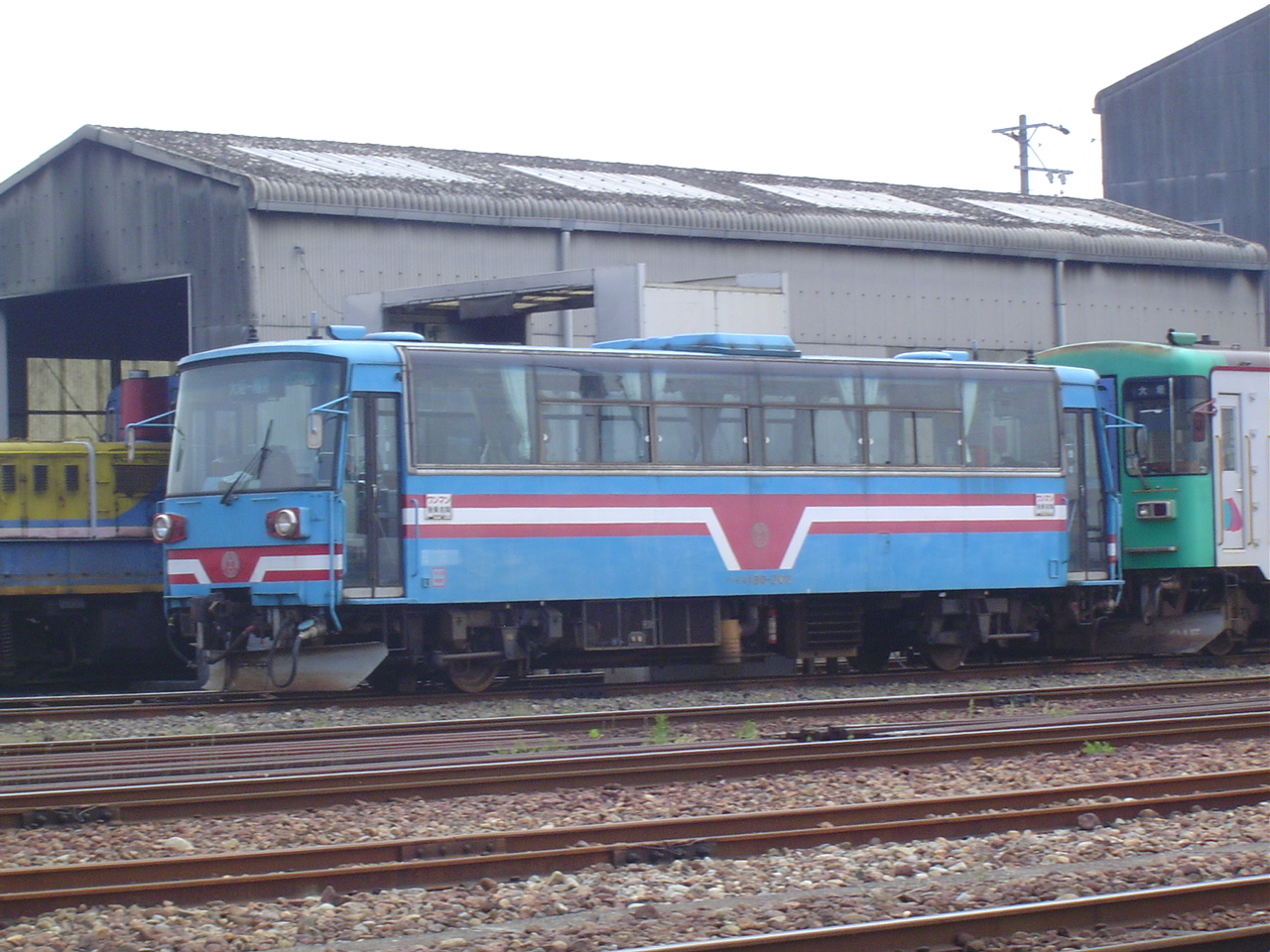
第25回ローレル賞 樽見鉄道ハイモ180形気動車
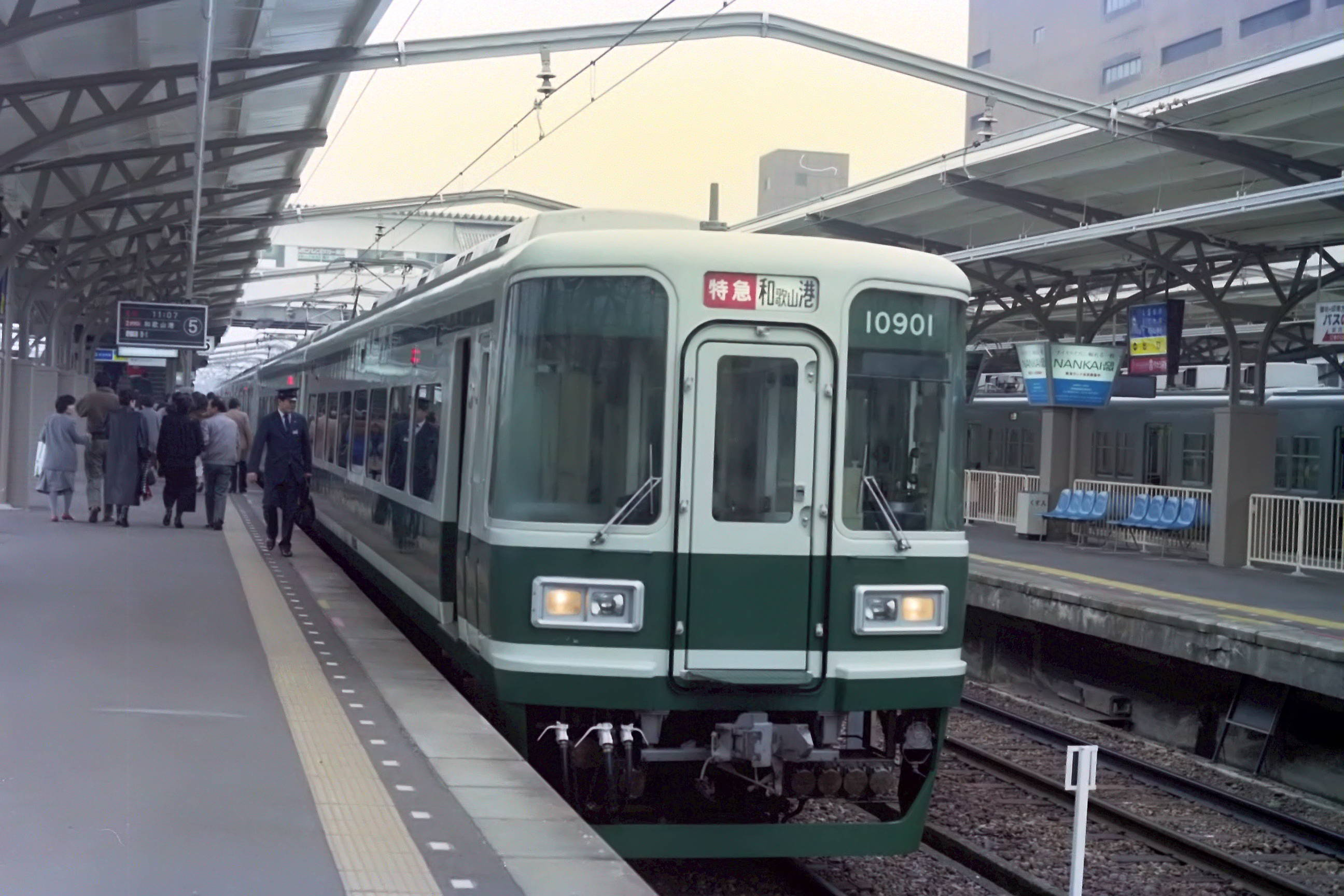
第26回ローレル賞 南海電気鉄道10000系電車
第26回ローレル賞 日本国有鉄道100系新幹線電車
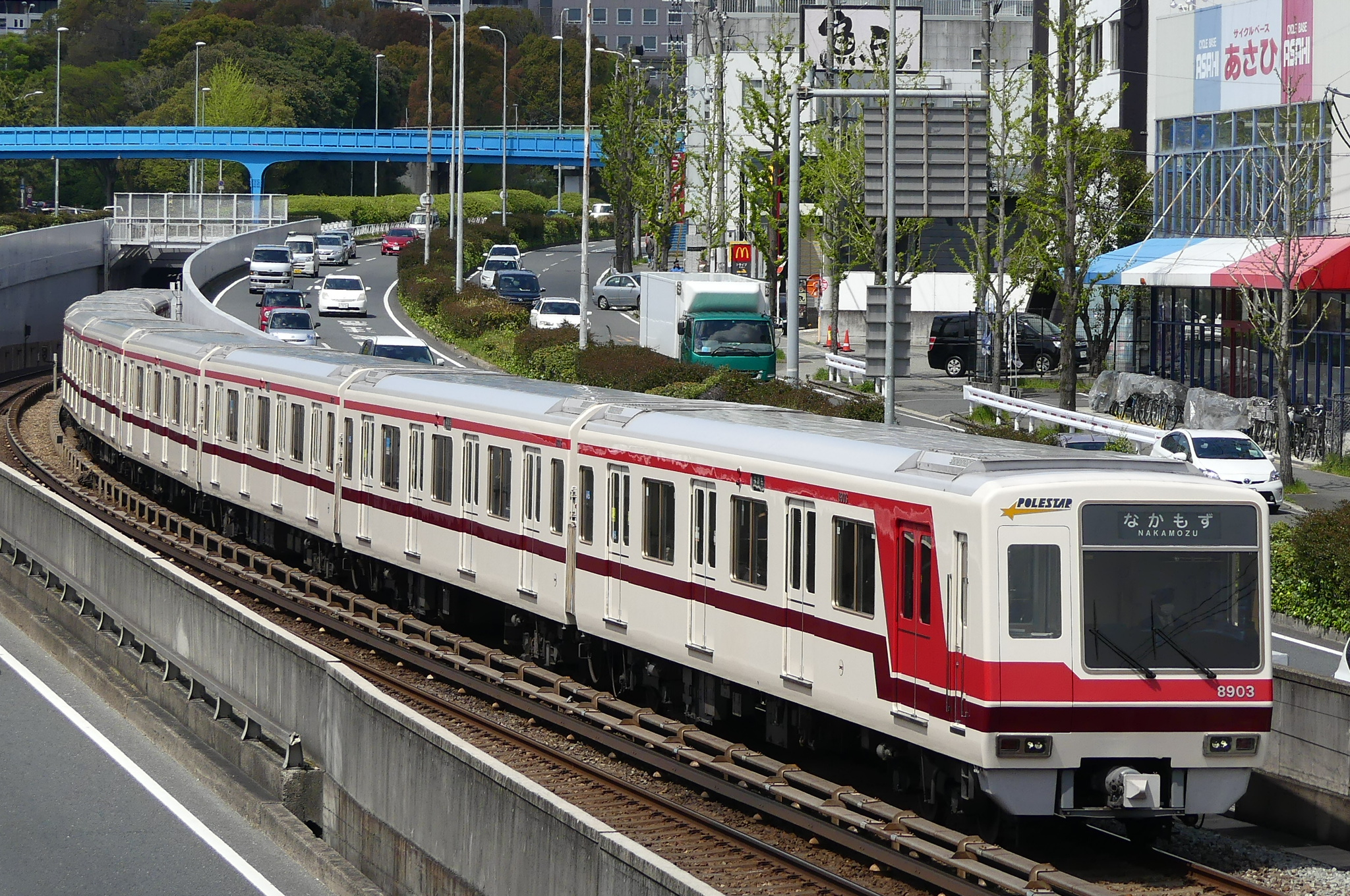
第27回ローレル賞 北大阪急行電鉄8000形電車
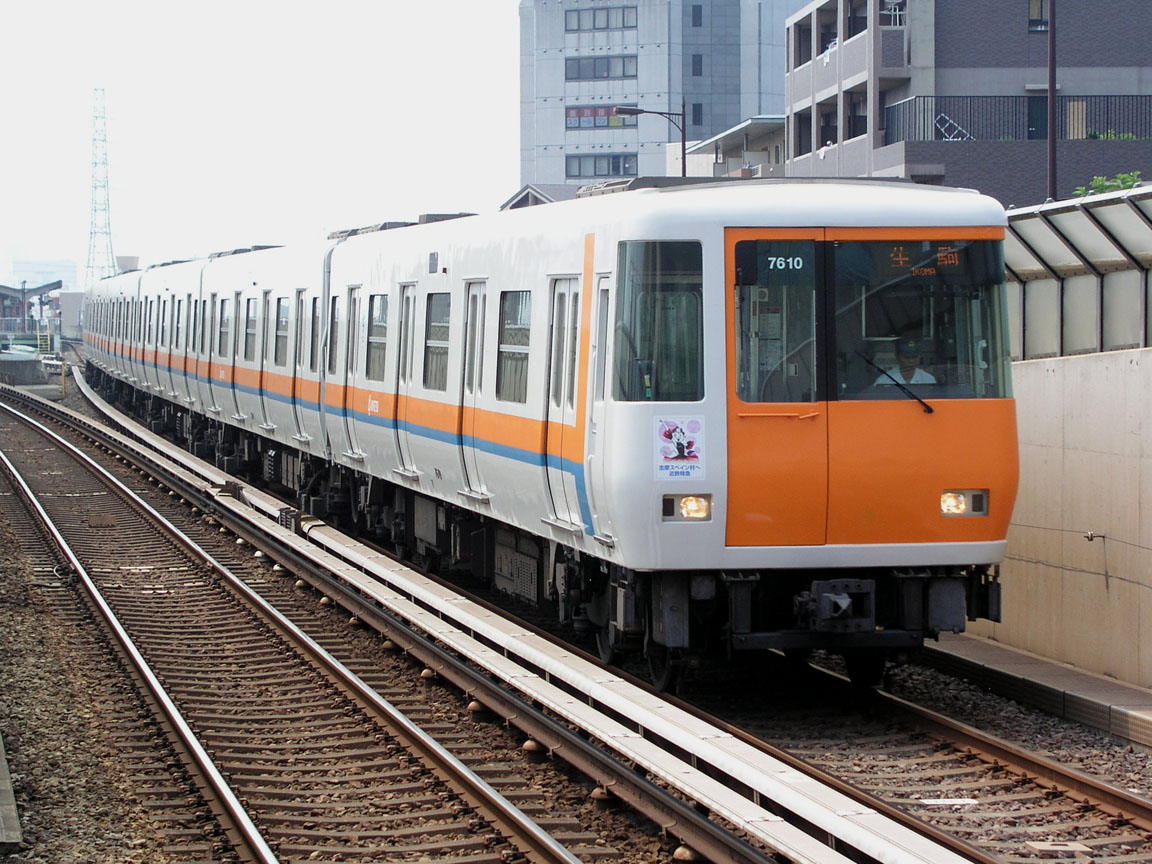
第27回ローレル賞 近畿日本鉄道7000系電車
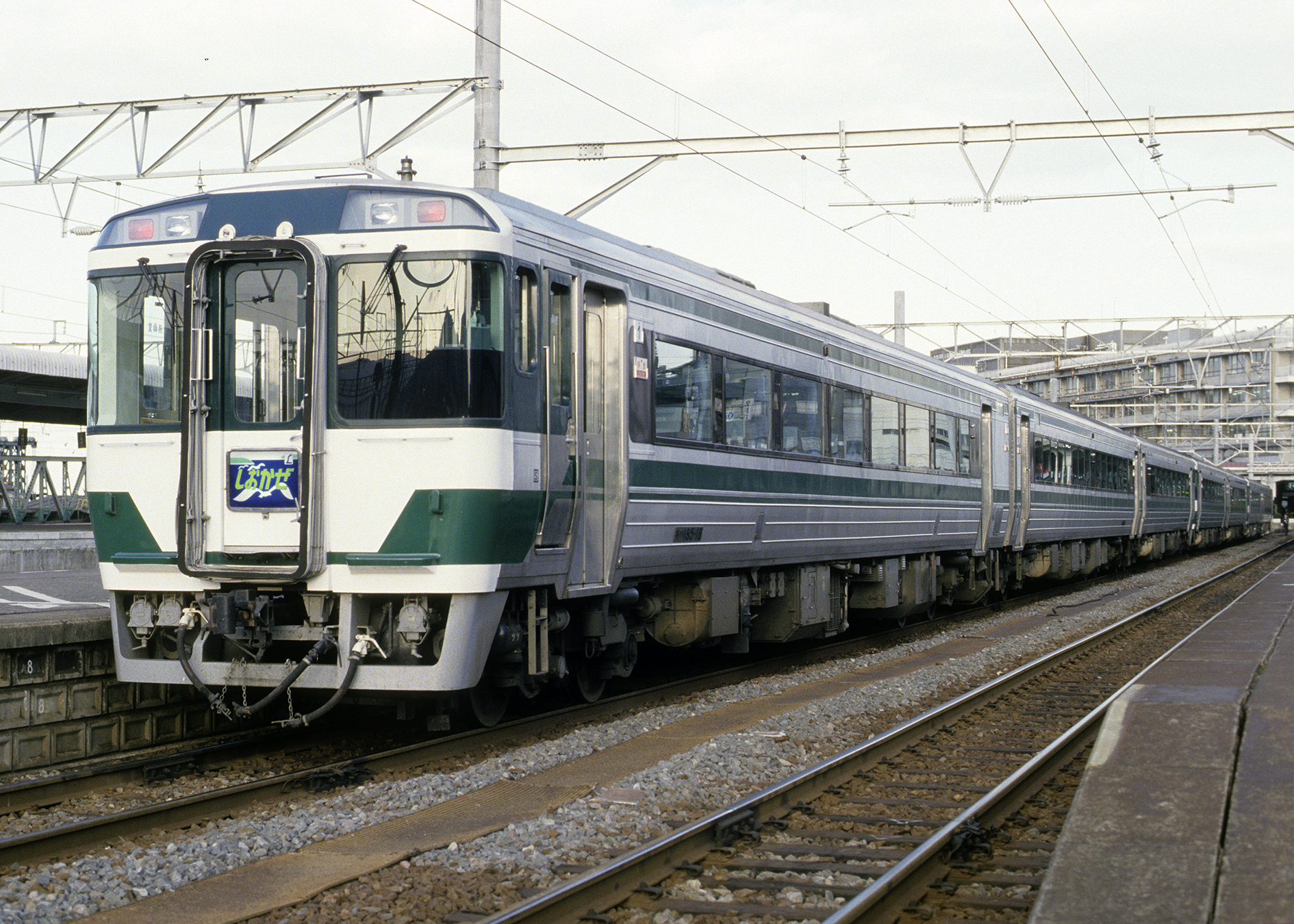
第27回ローレル賞 四国旅客鉄道キハ185系気動車
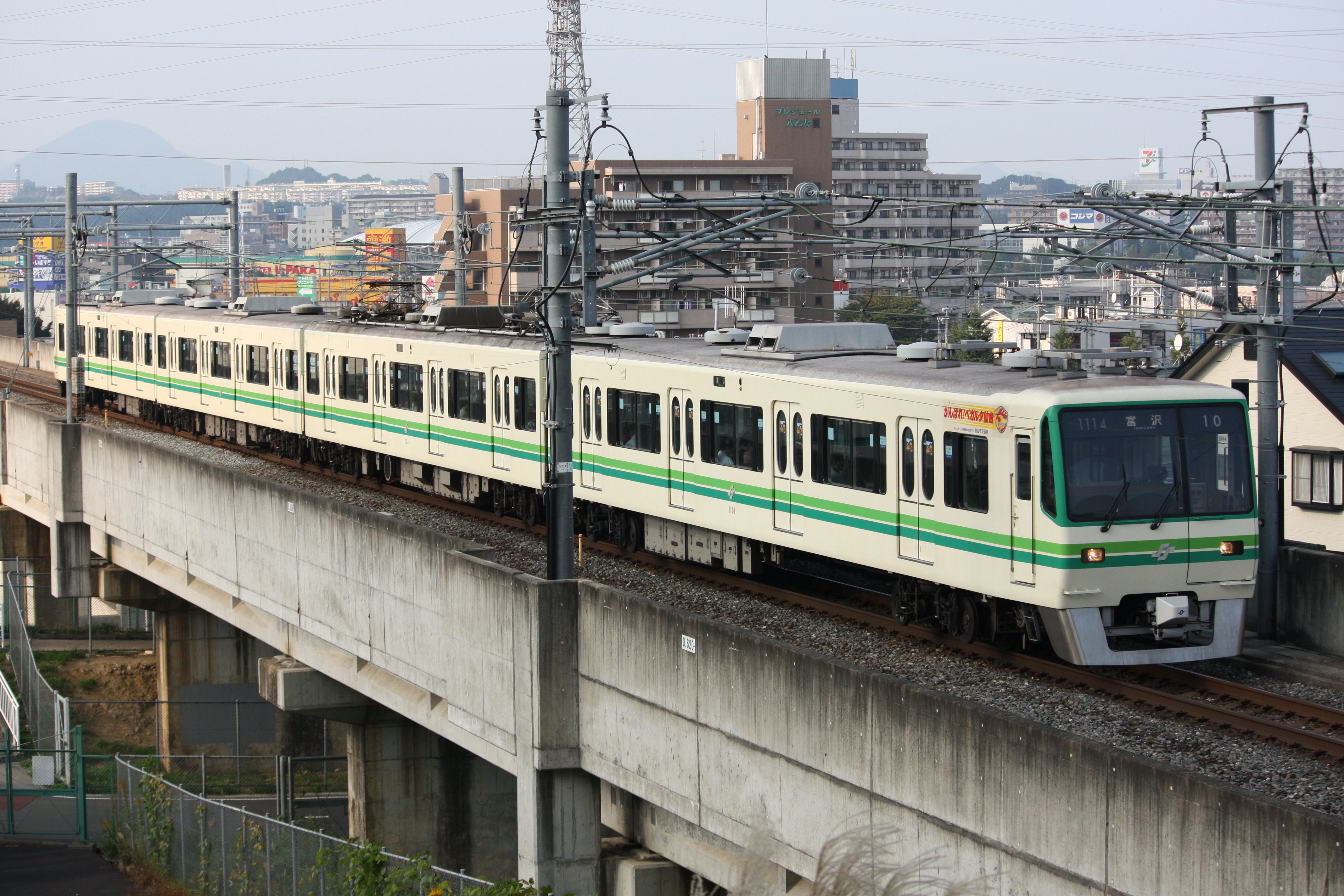
第28回ローレル賞 仙台市交通局1000系電車
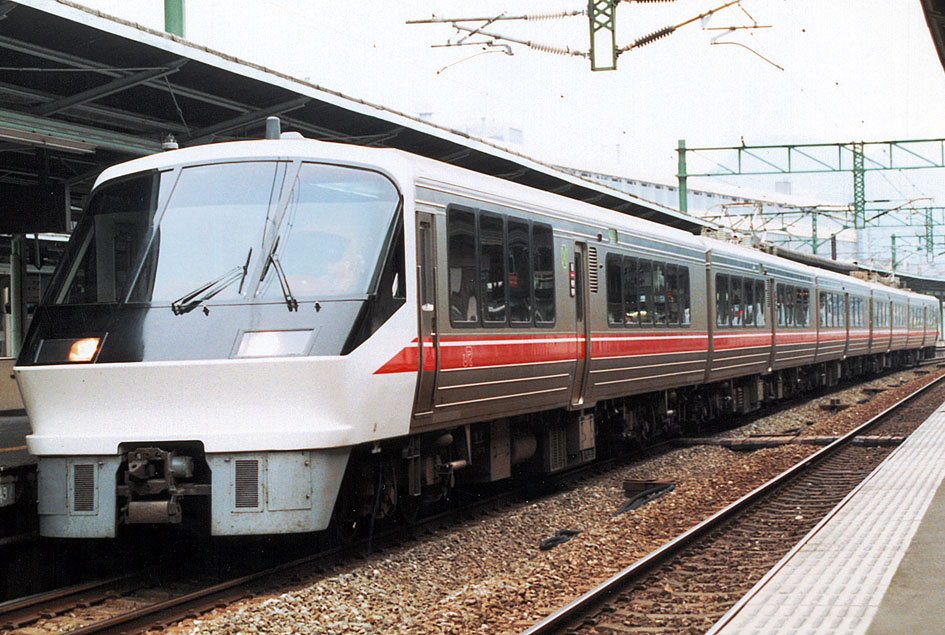
第29回ローレル賞 九州旅客鉄道783系電車
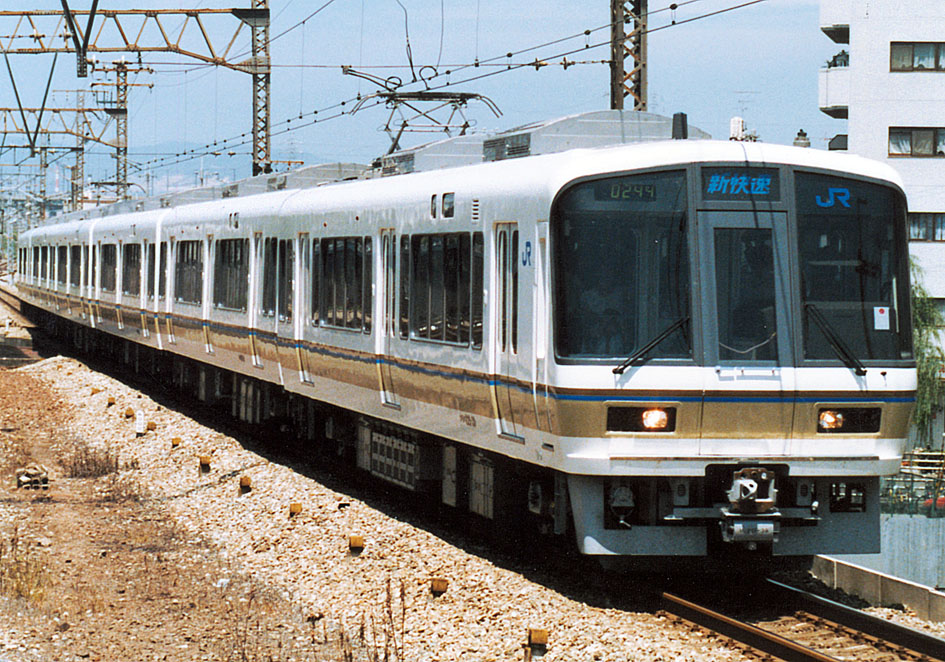
第30回ローレル賞 西日本旅客鉄道221系電車
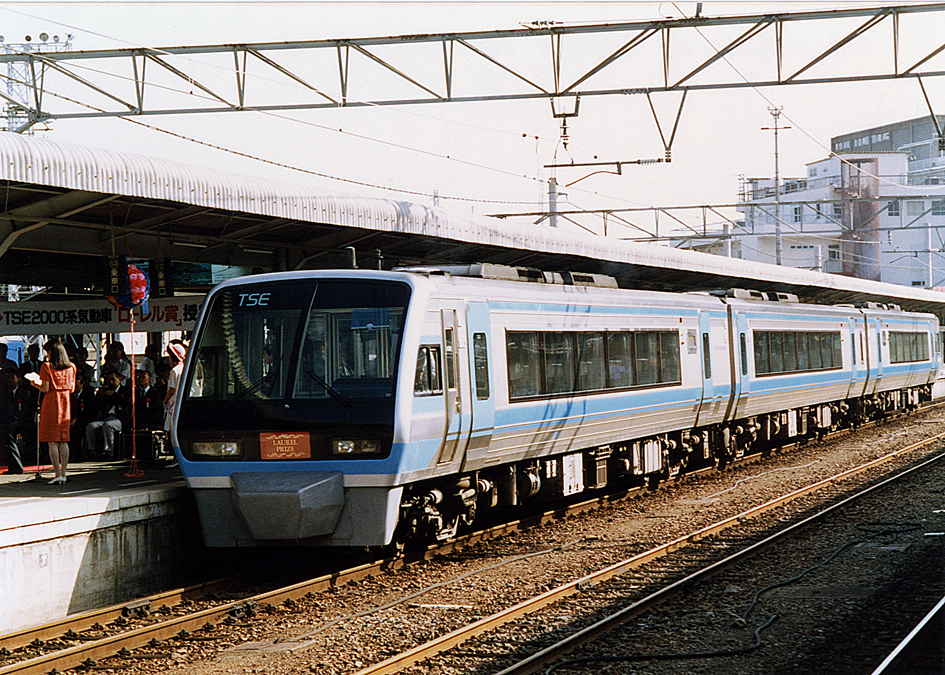
第30回ローレル賞 四国旅客鉄道2000系気動車 TSE
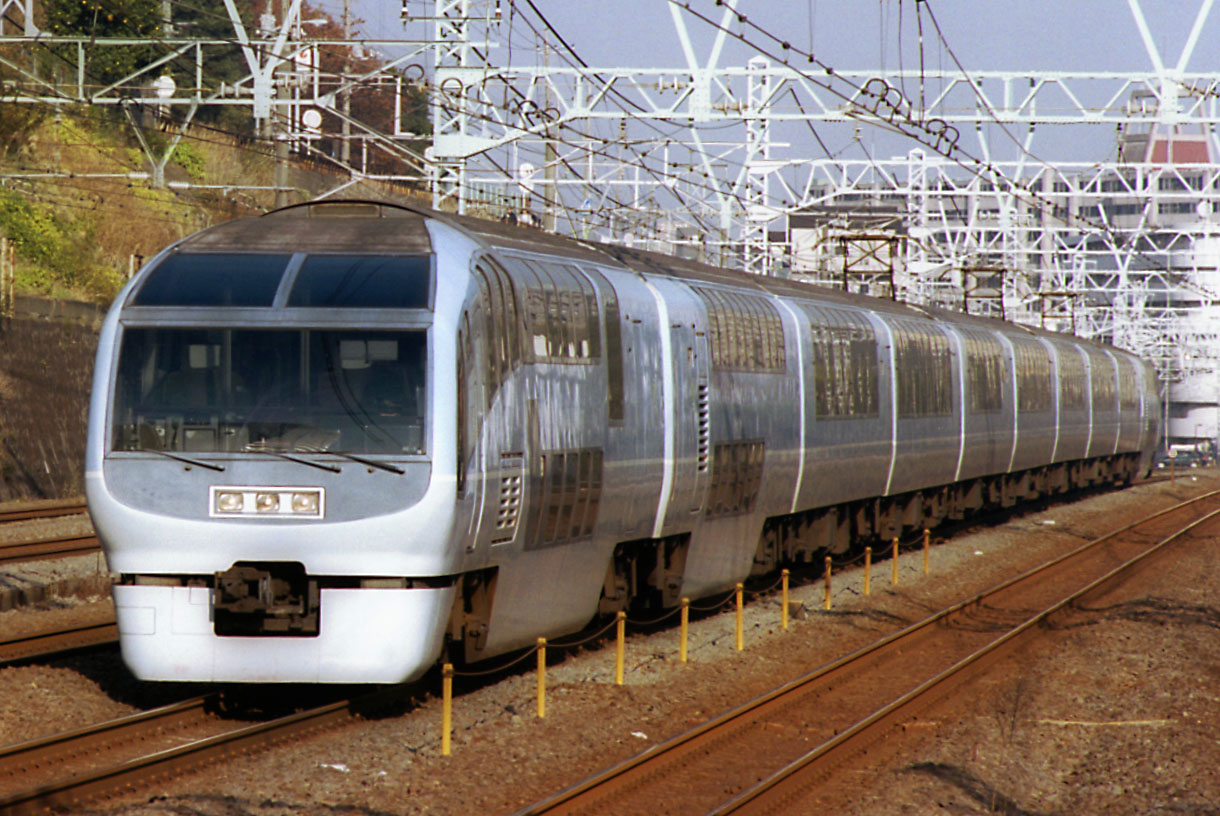
第31回ローレル賞 東日本旅客鉄道251系電車
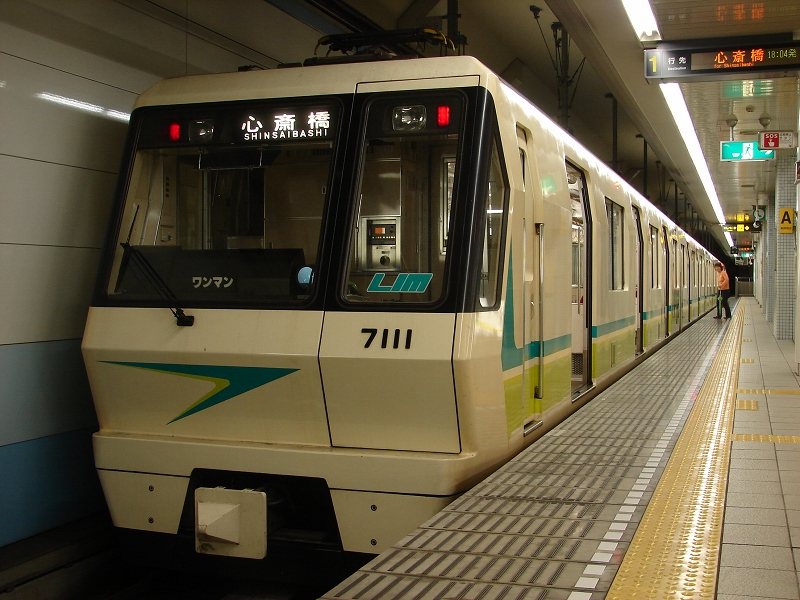
第31回ローレル賞 大阪市交通局70系電車
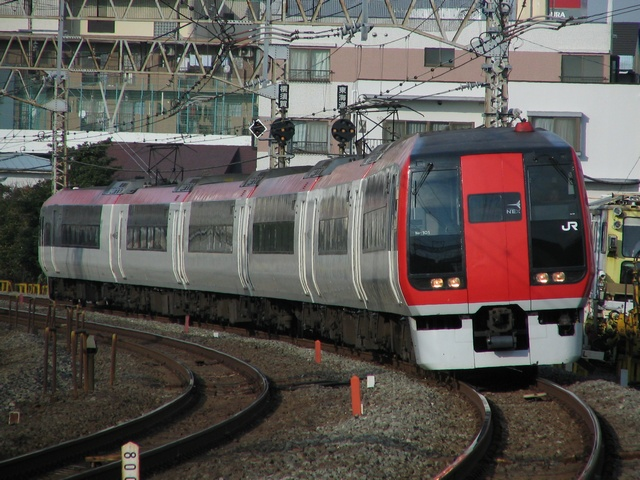
第32回ローレル賞 東日本旅客鉄道253系電車
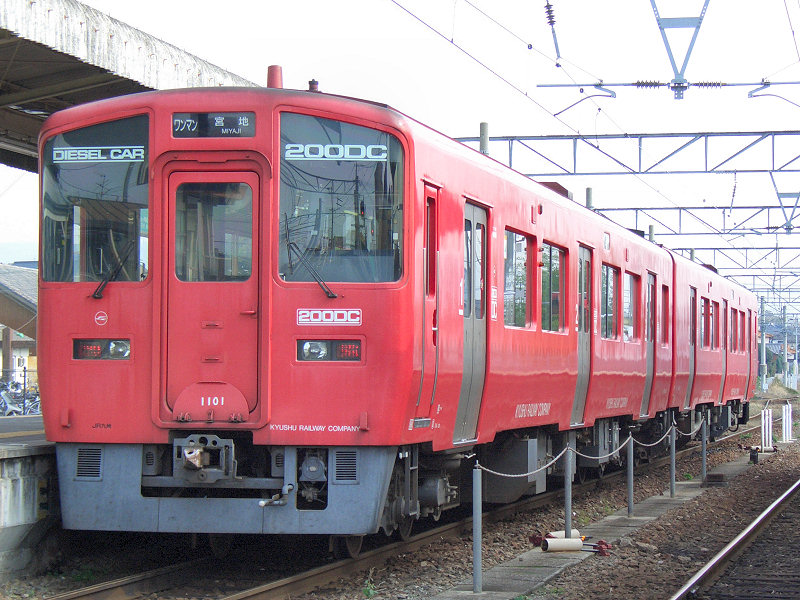
第32回ローレル賞 九州旅客鉄道200系気動車
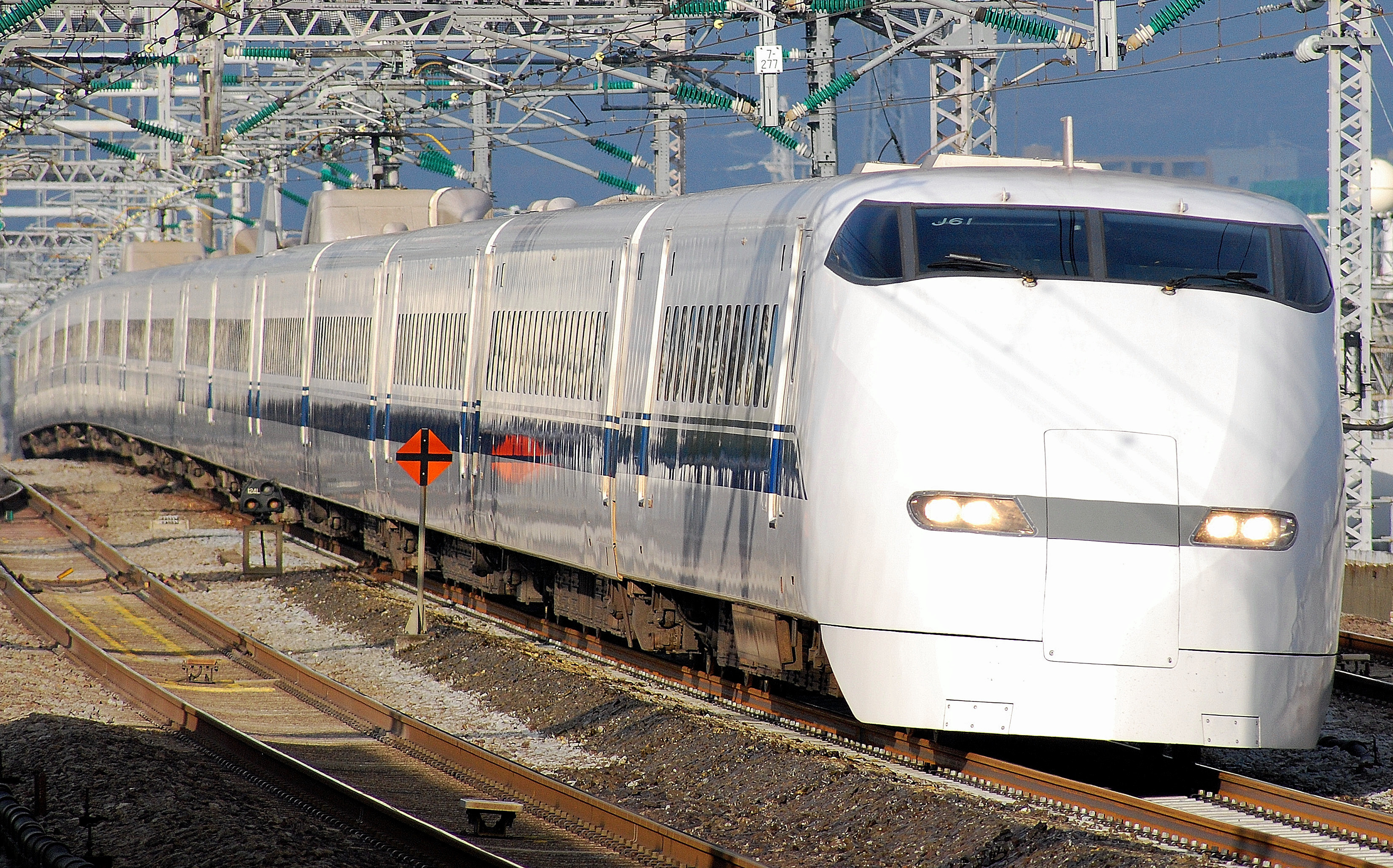
第33回ローレル賞 東海旅客鉄道300系新幹線電車
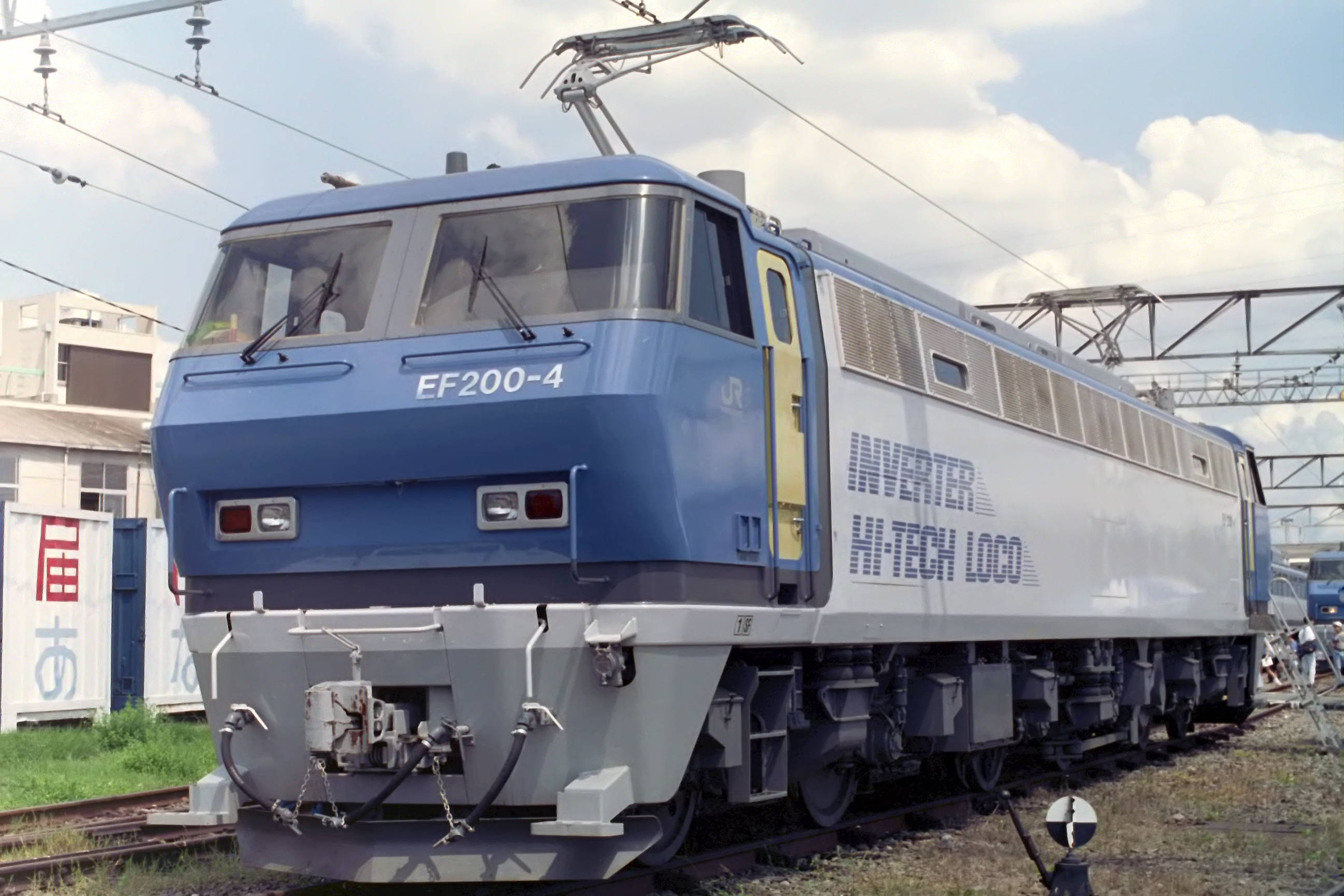
第33回ローレル賞 日本貨物鉄道EF200形電気機関車
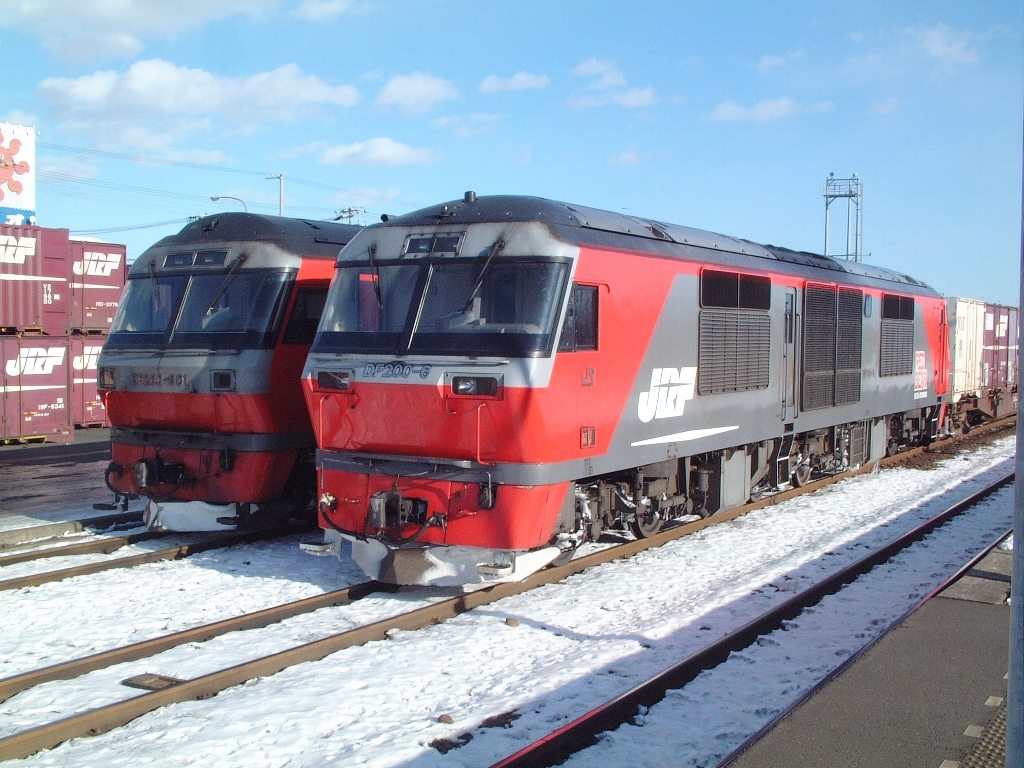
第34回ローレル賞 日本貨物鉄道DF200形ディーゼル機関車
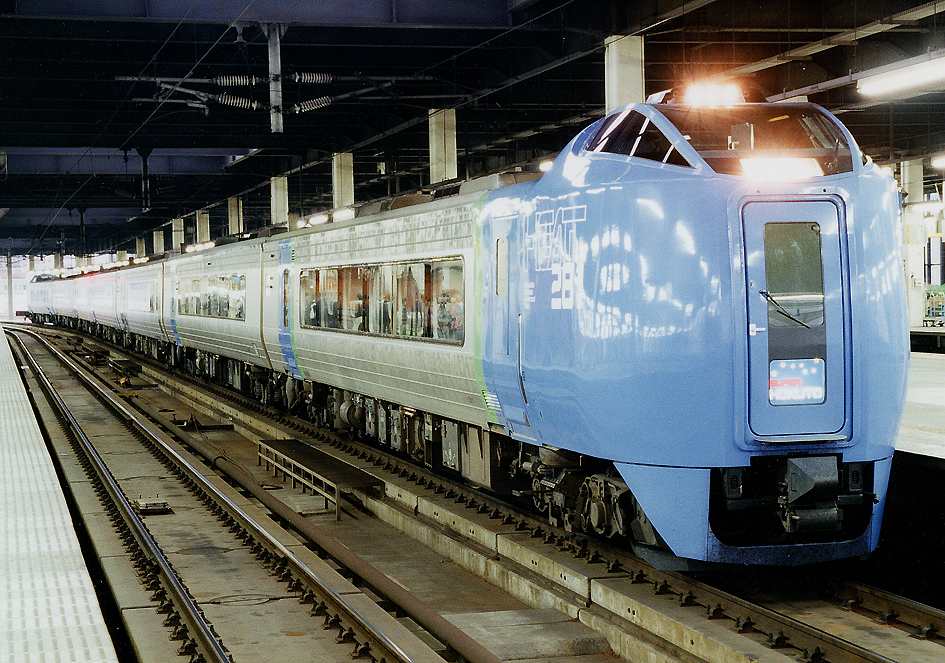
第35回ローレル賞 北海道旅客鉄道キハ281系気動車
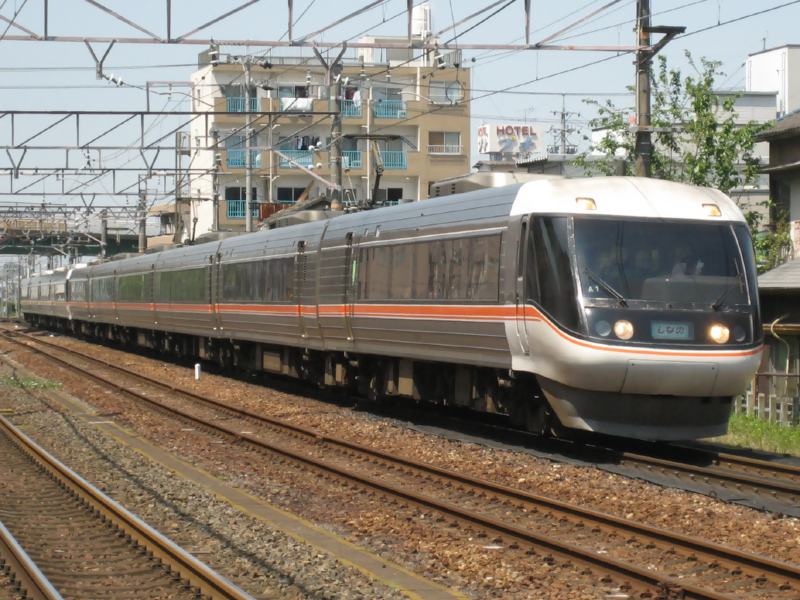
第36回ローレル賞 東海旅客鉄道383系電車
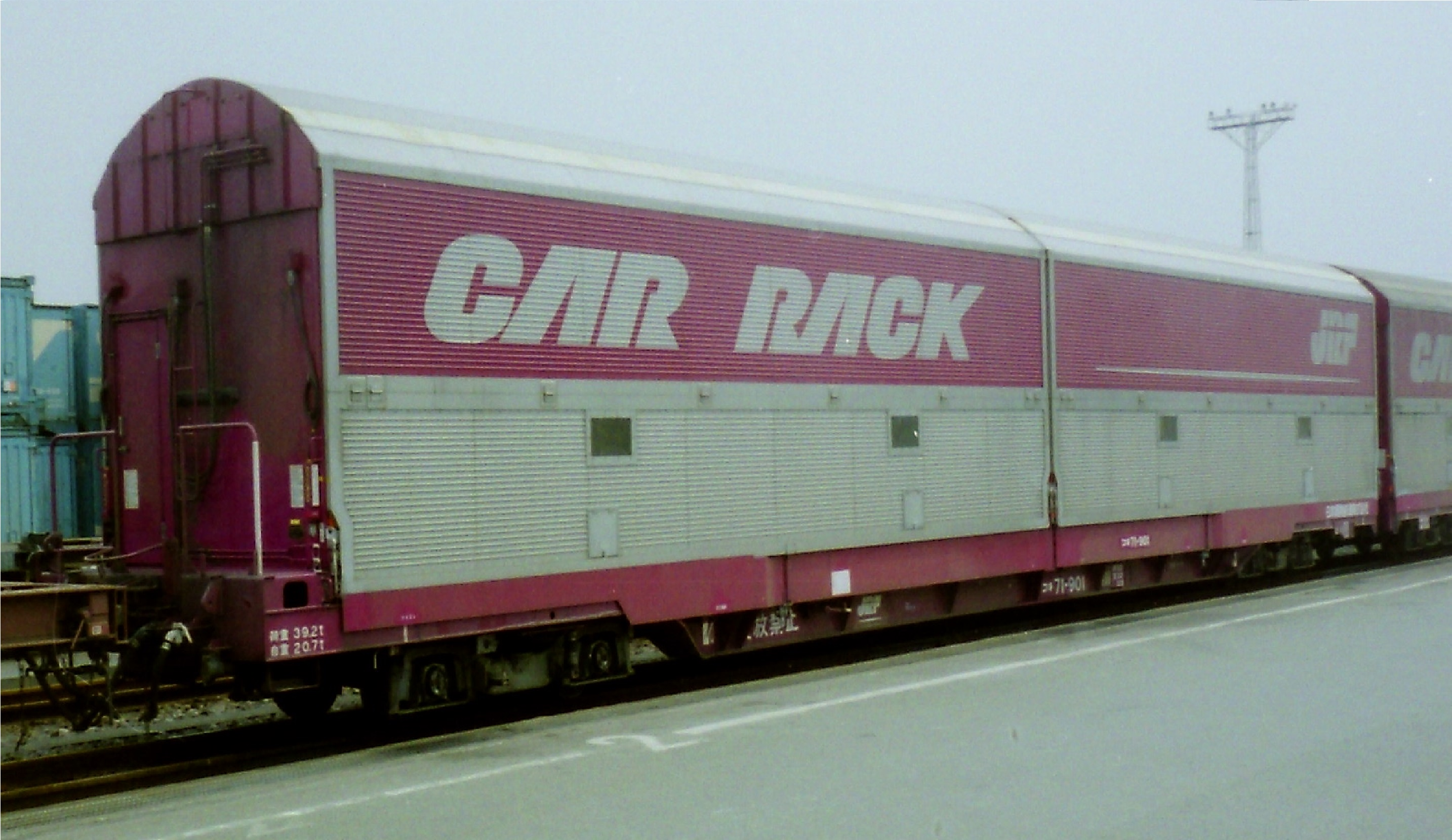
第36回ローレル賞 日本貨物鉄道コキ71形貨車
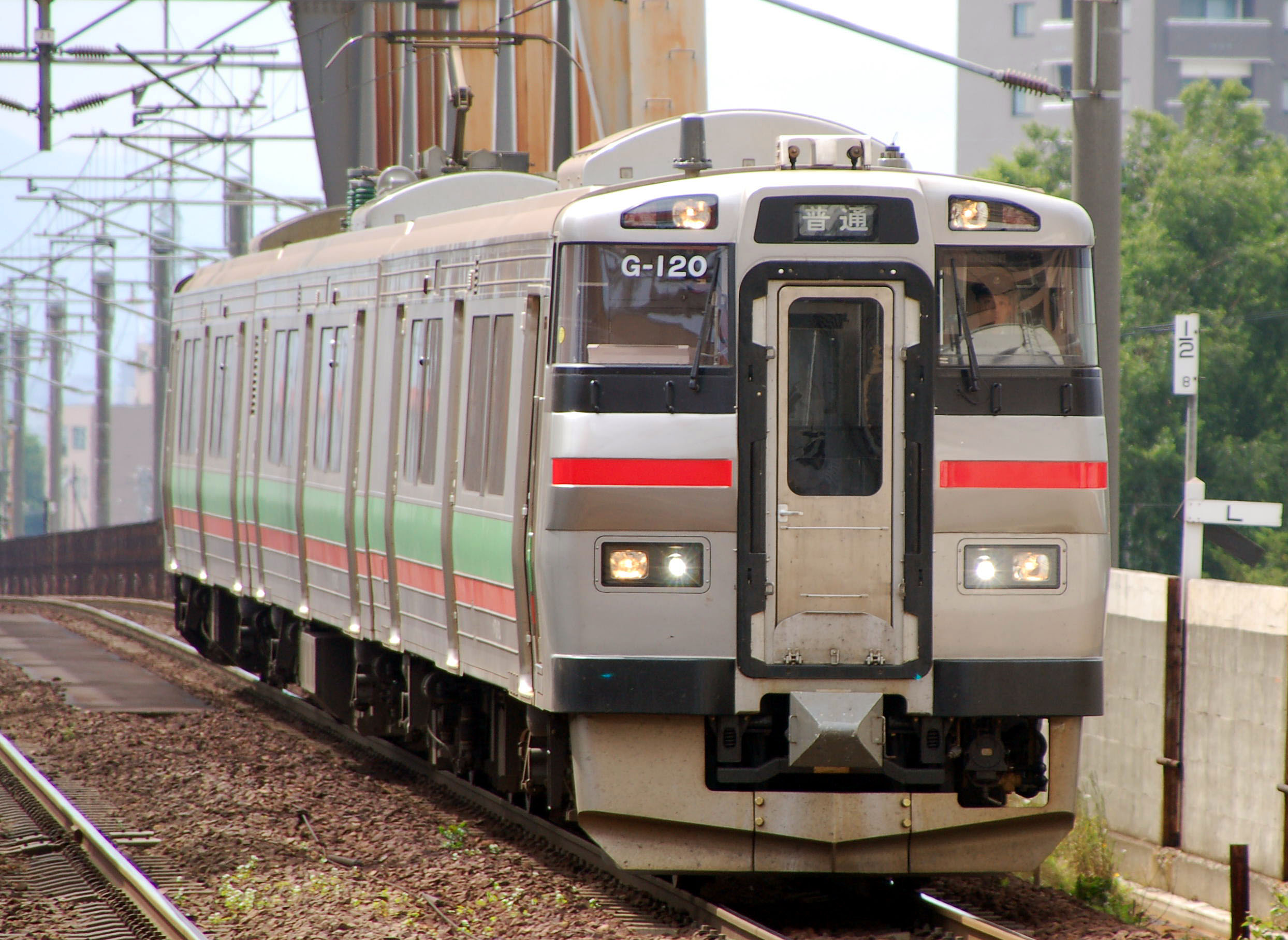
第37回ローレル賞 北海道旅客鉄道731系電車
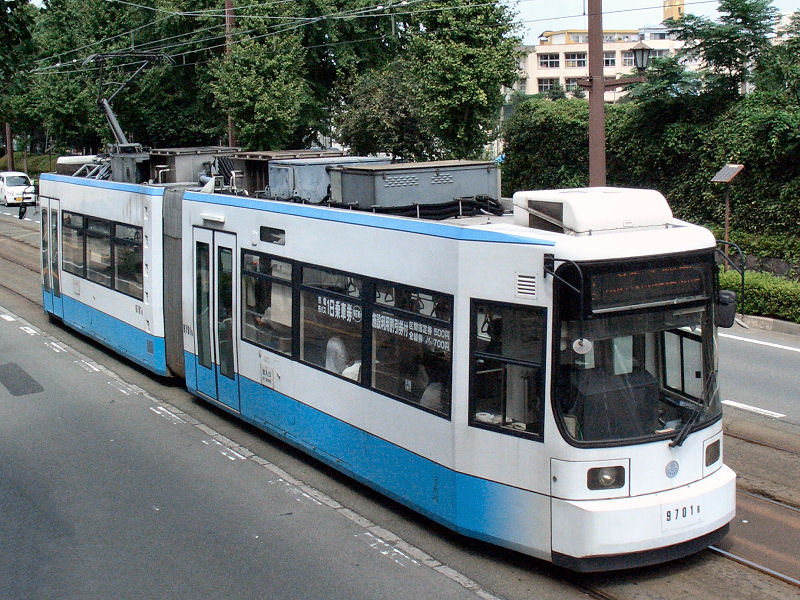
第38回ローレル賞 熊本市交通局9700形電車
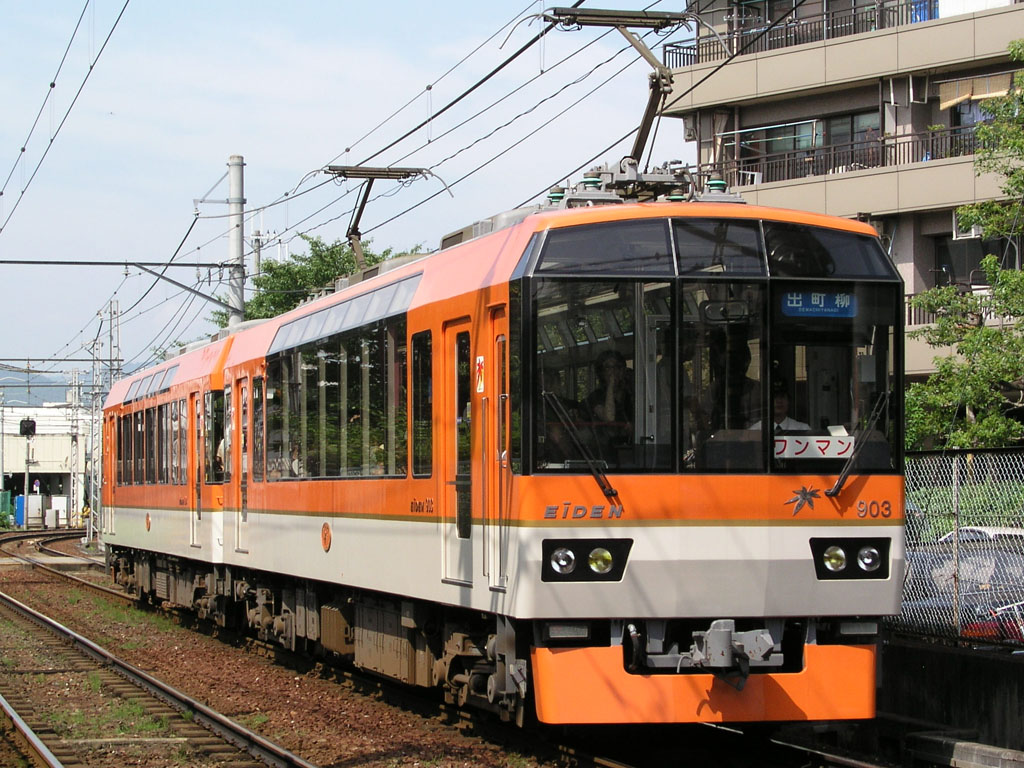
第38回ローレル賞 叡山電鉄900系電車
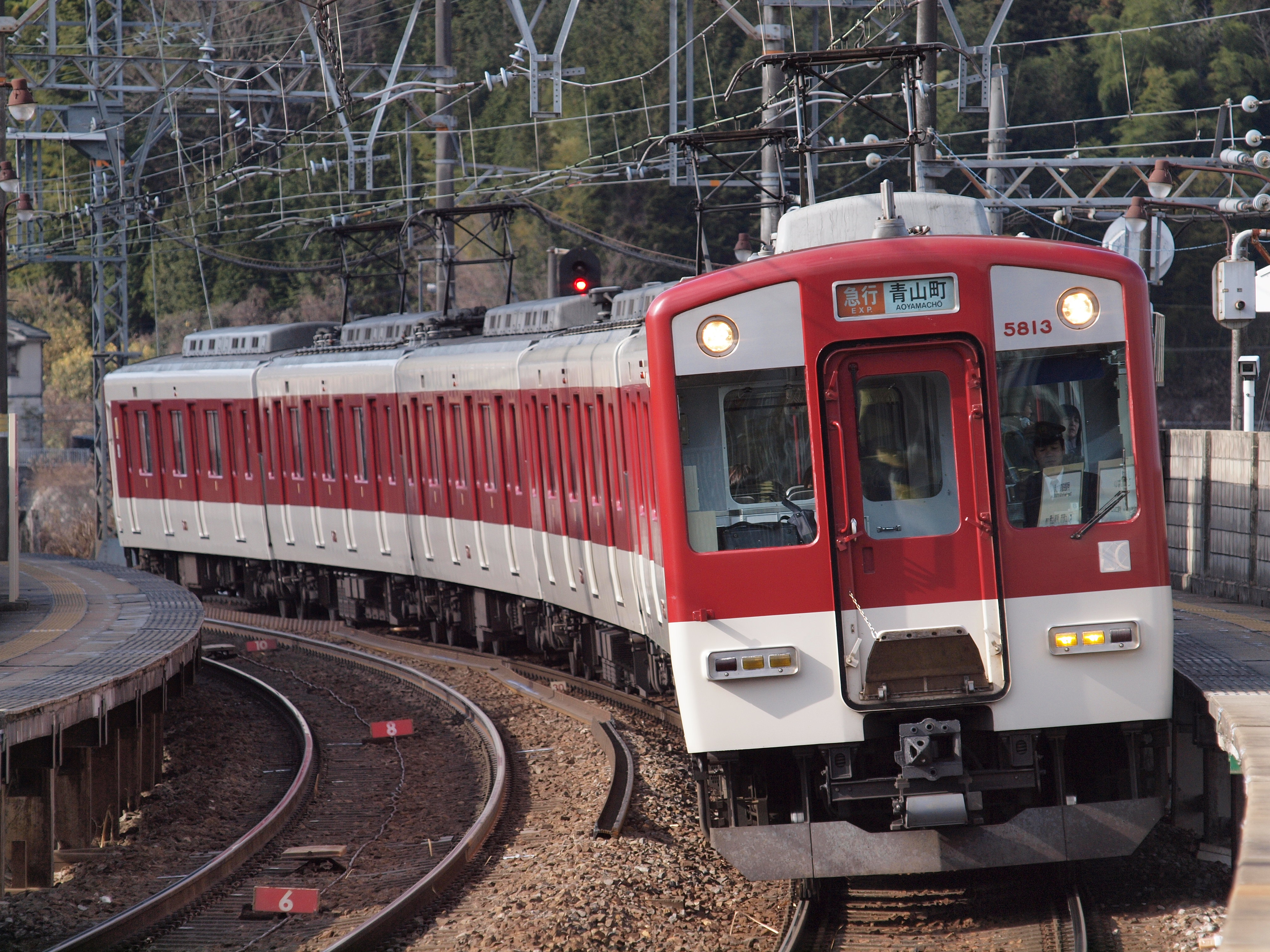
第38回ローレル賞 近畿日本鉄道5800系電車
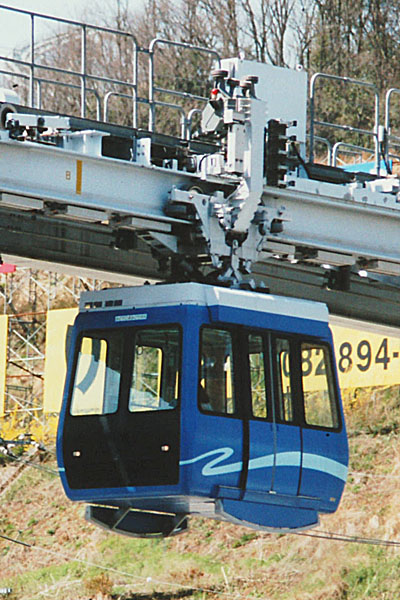
第39回ローレル賞 スカイレールサービススカイレール200形
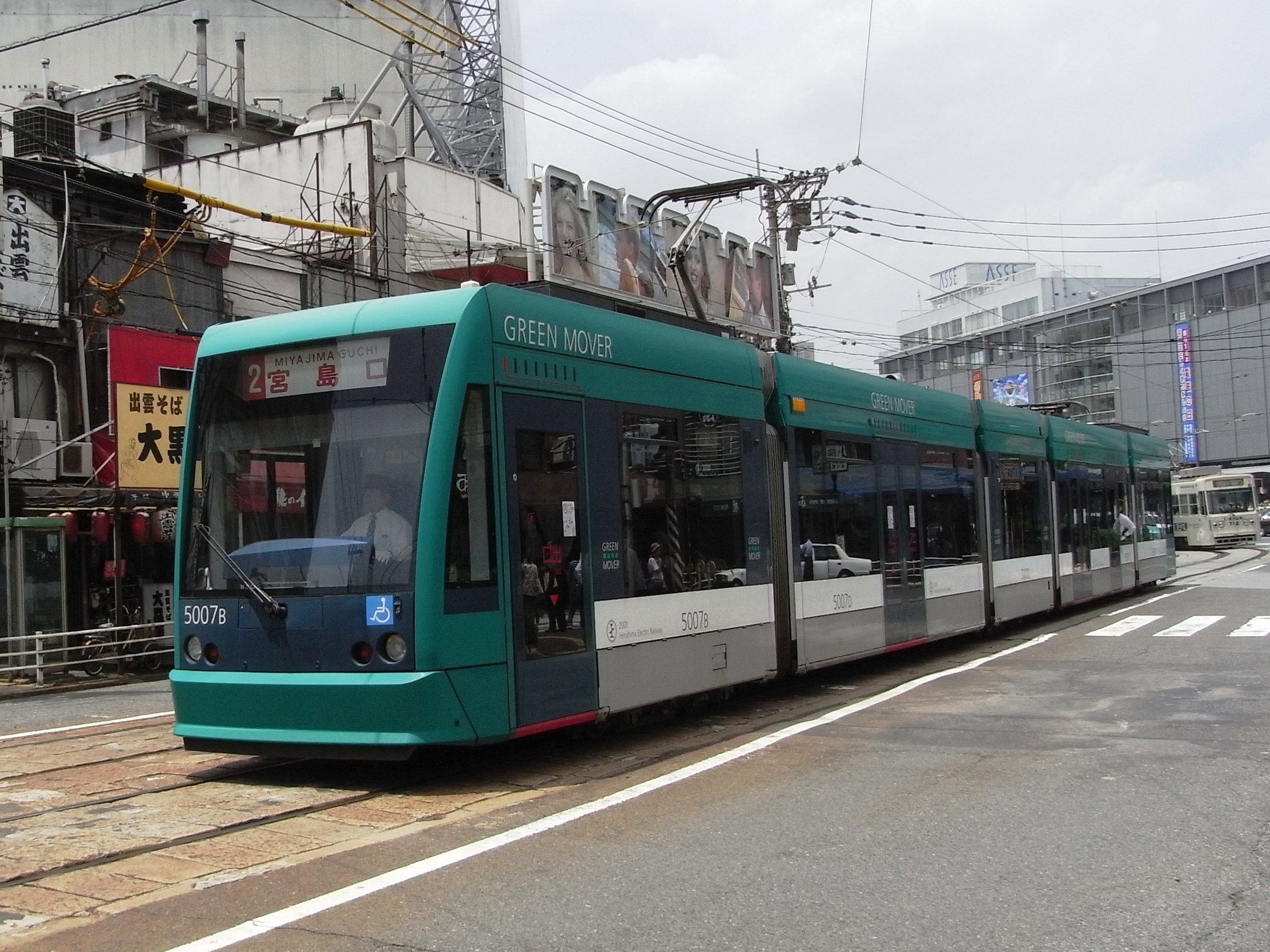
第40回ローレル賞 広島電鉄5000形電車
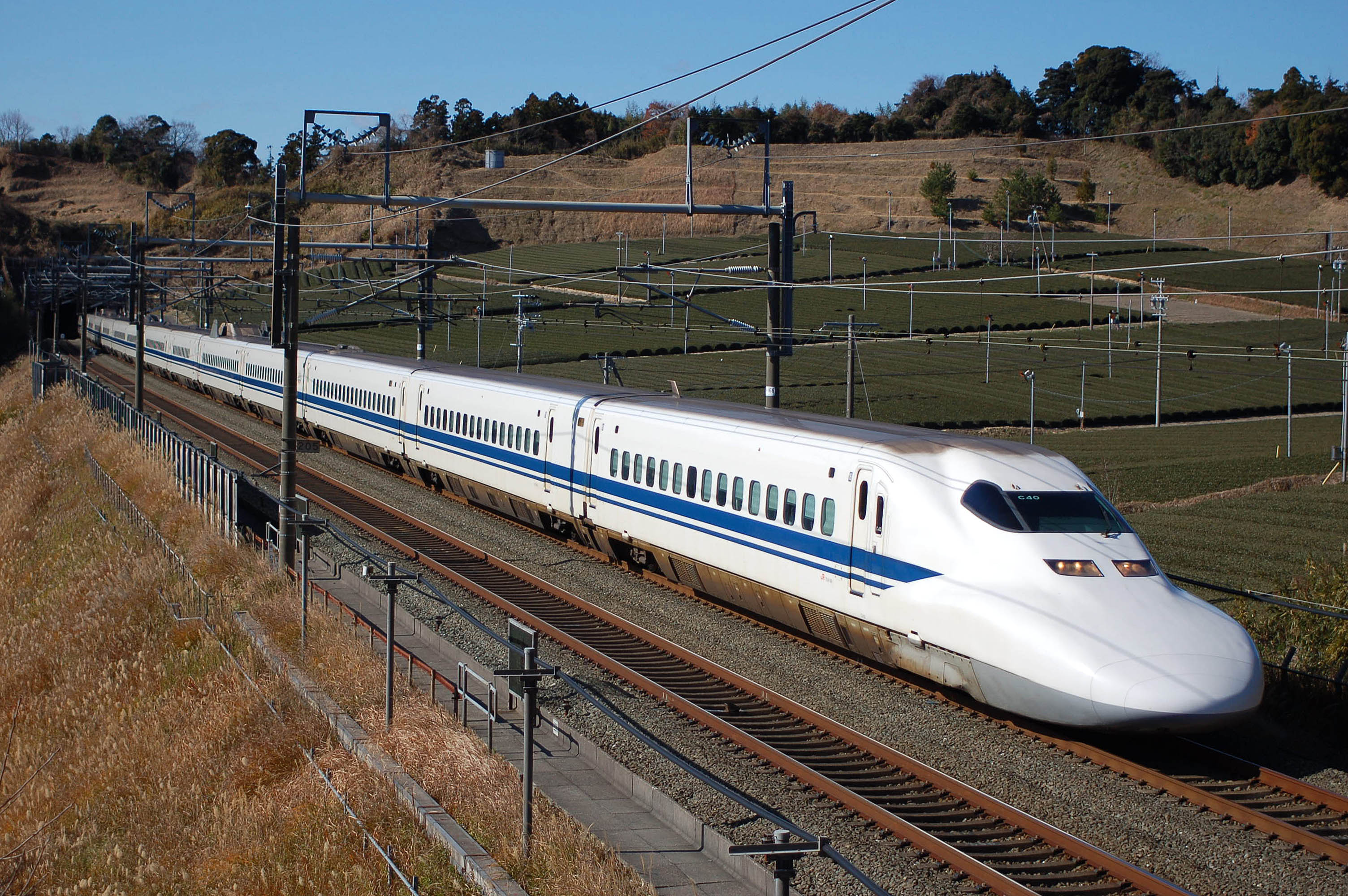
第40回ローレル賞 東海旅客鉄道700系新幹線電車
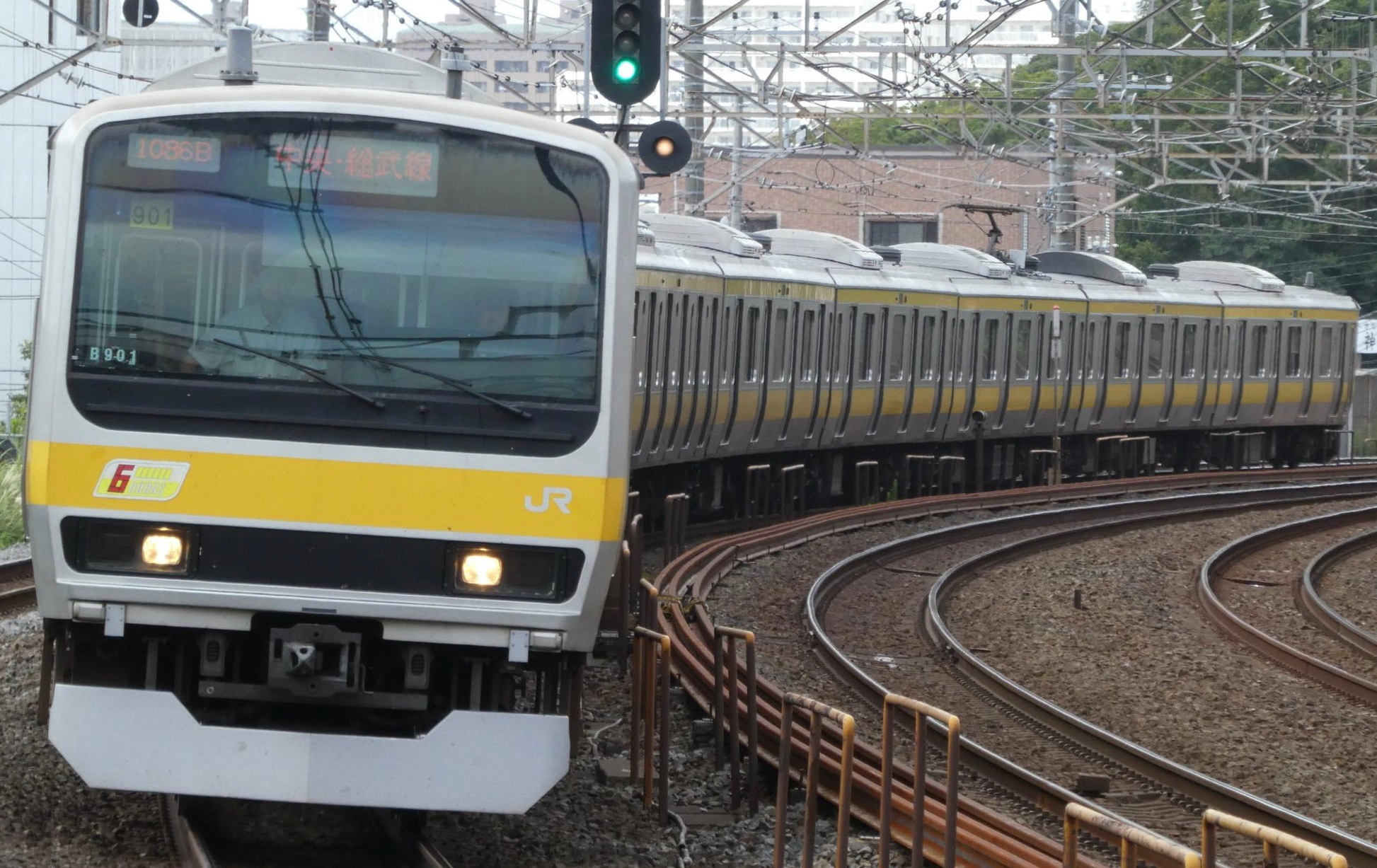
第40回ローレル賞 東日本旅客鉄道209系950番台（E231系900番台）電車
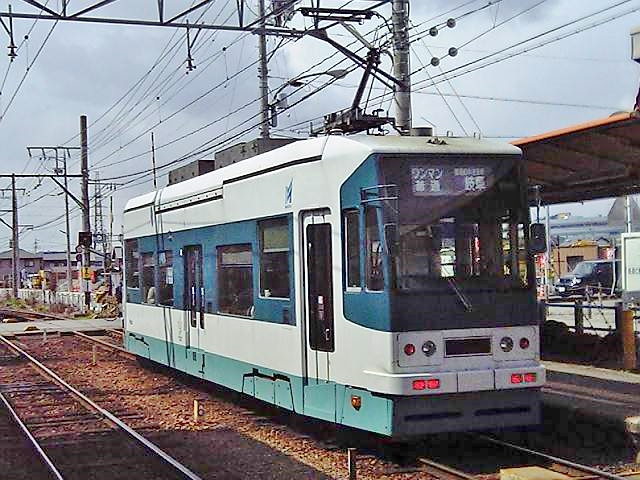
第41回ローレル賞 名古屋鉄道モ800形
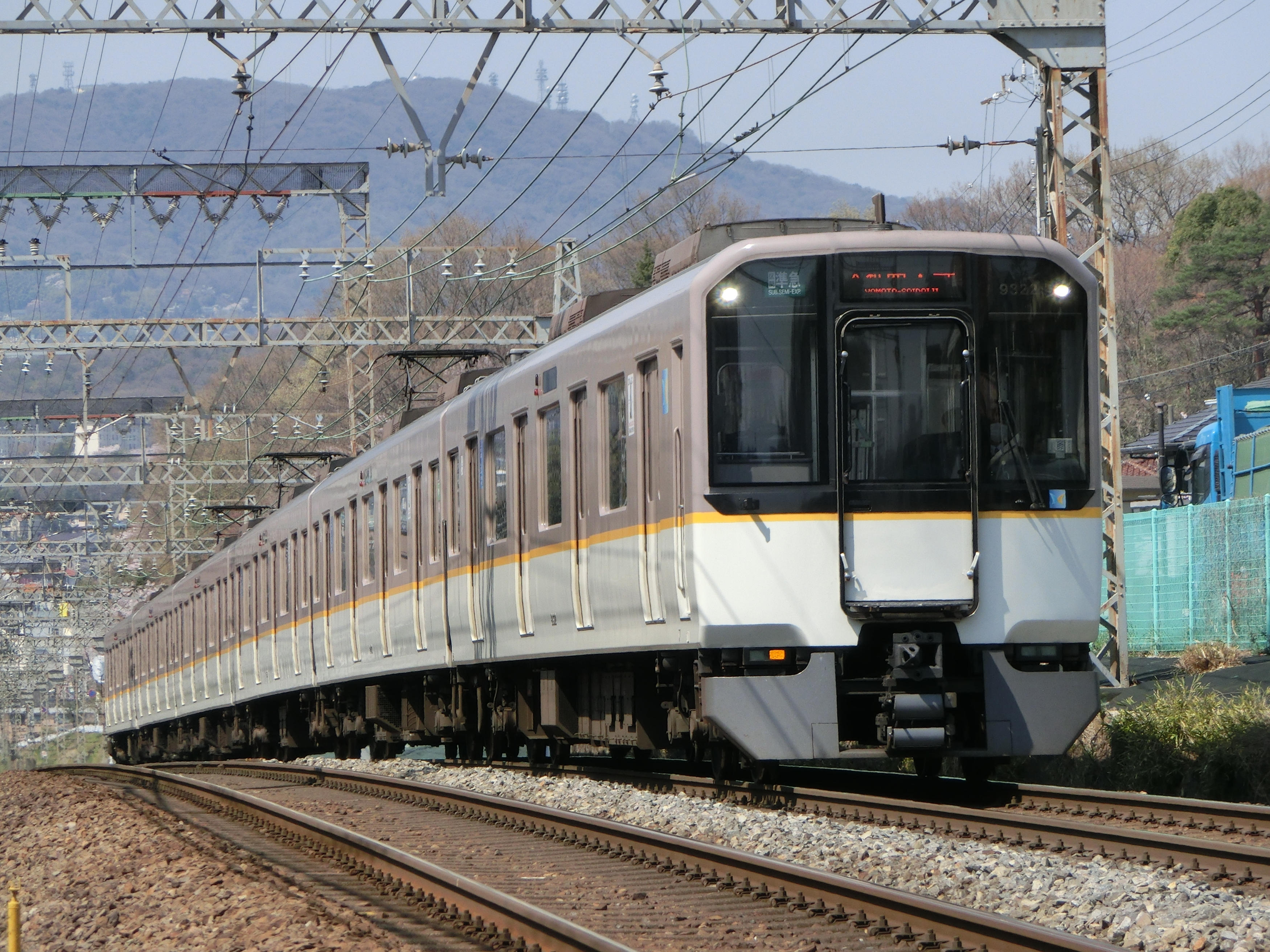
第41回ローレル賞 近畿日本鉄道「シリーズ21」
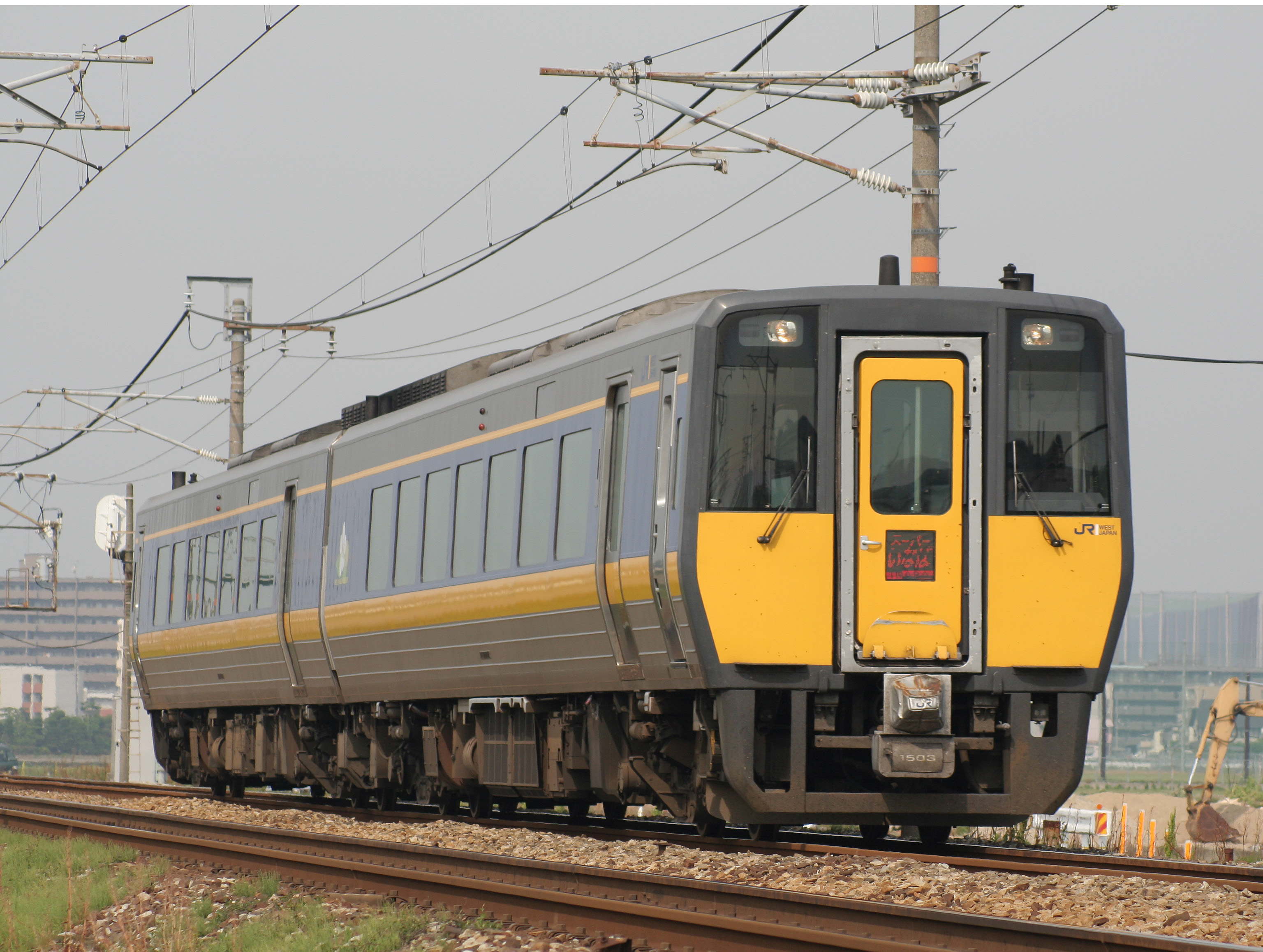
第42回ローレル賞 西日本旅客鉄道キハ187系気動車
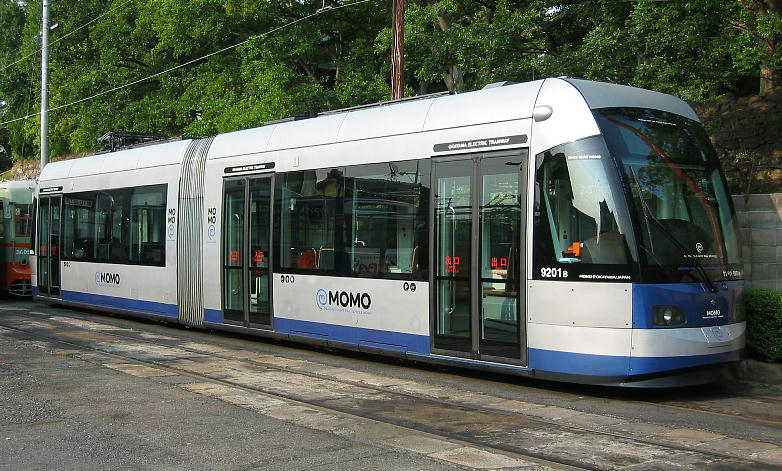
第43回ローレル賞 岡山電気軌道9200形電車
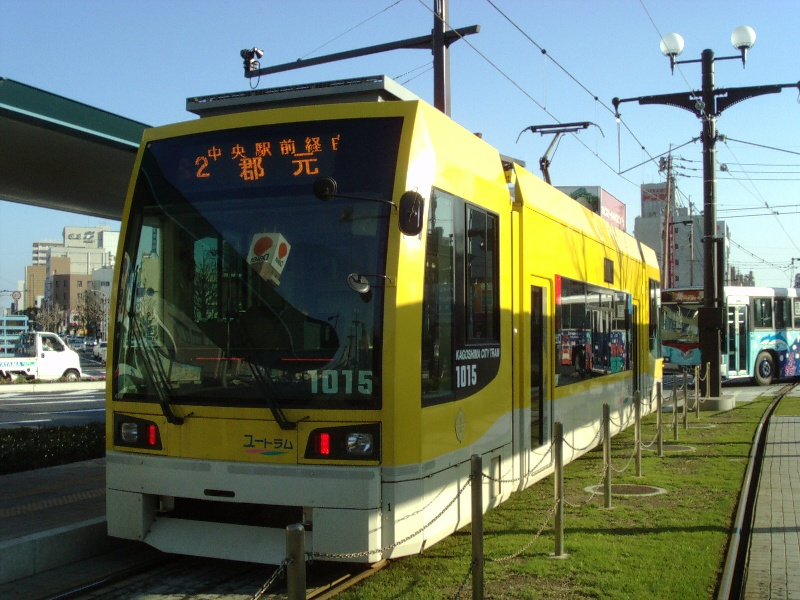
第43回ローレル賞 鹿児島市交通局1000形電車
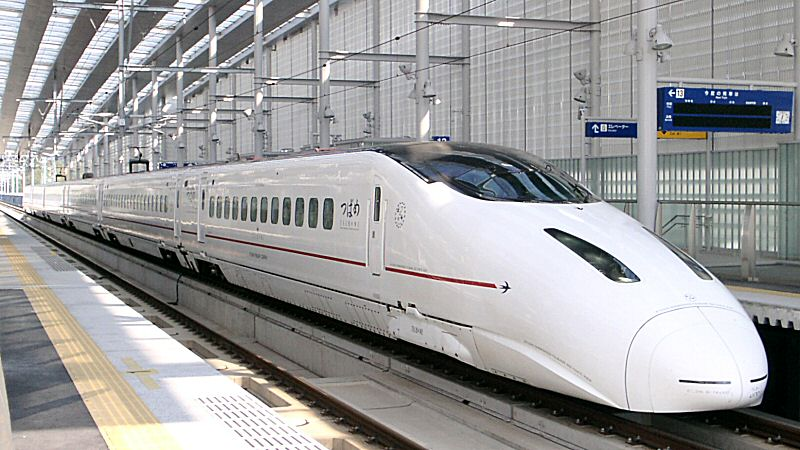
第45回ローレル賞 九州旅客鉄道800系新幹線電車
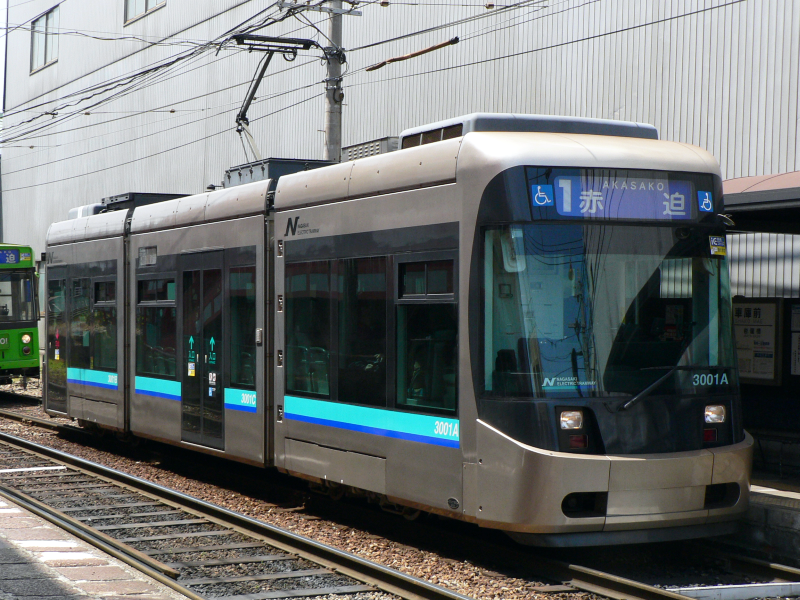
第45回ローレル賞 長崎電気軌道3000形電車
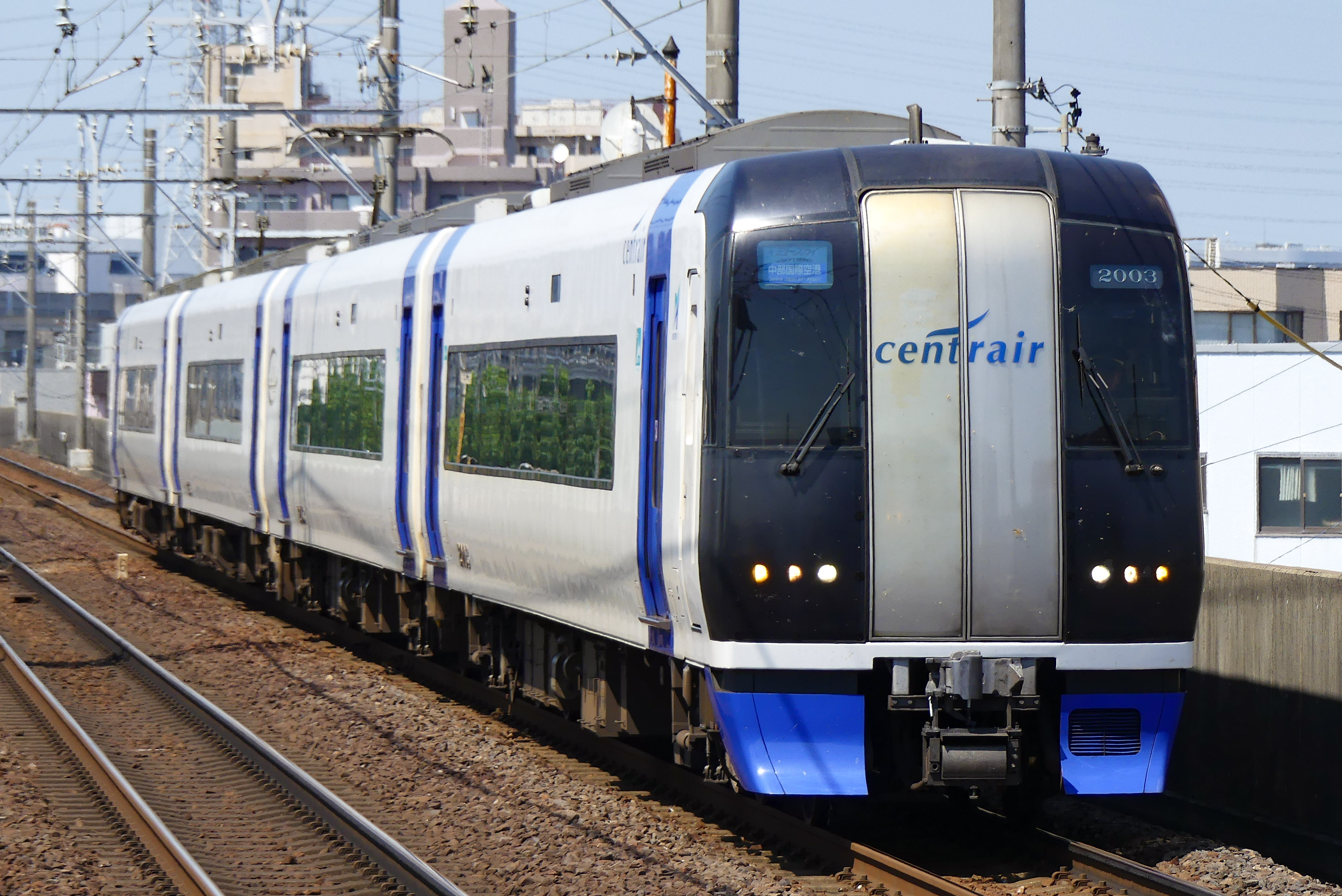
第46回ローレル賞 名古屋鉄道2000系電車
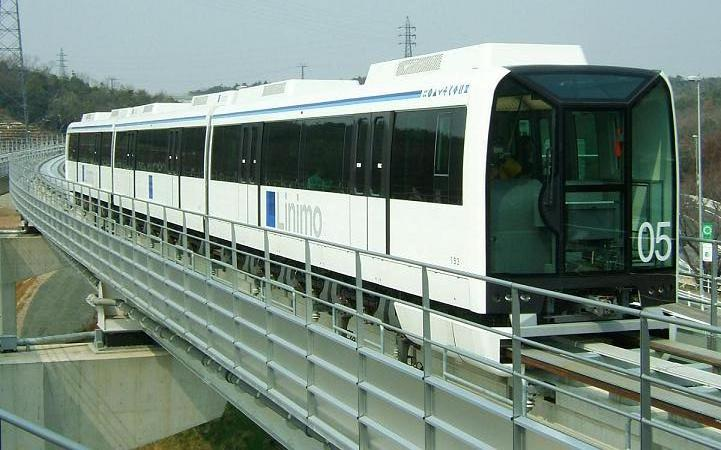
第46回ローレル賞 愛知高速交通100形電車
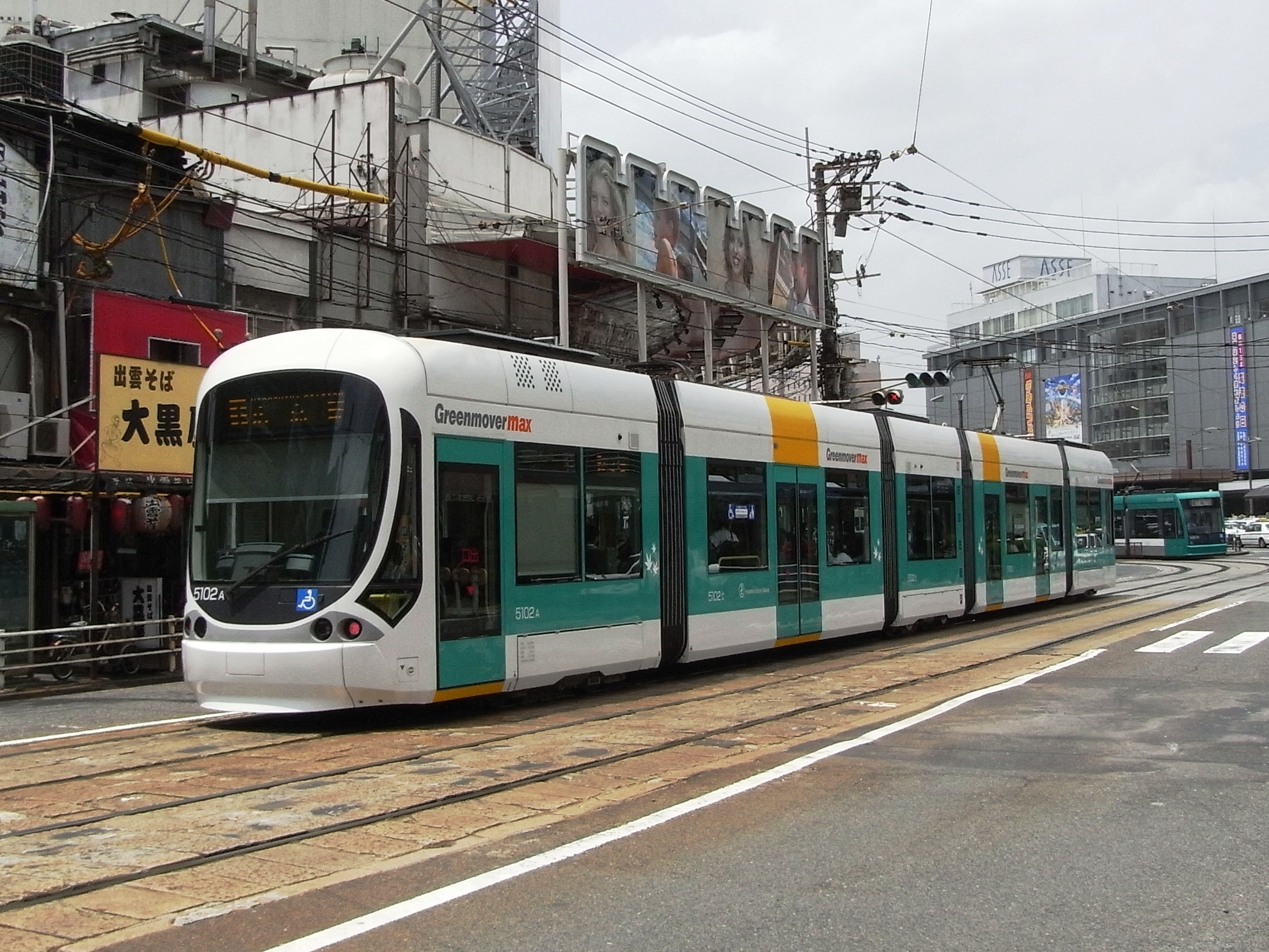
第46回ローレル賞 広島電鉄5100形電車
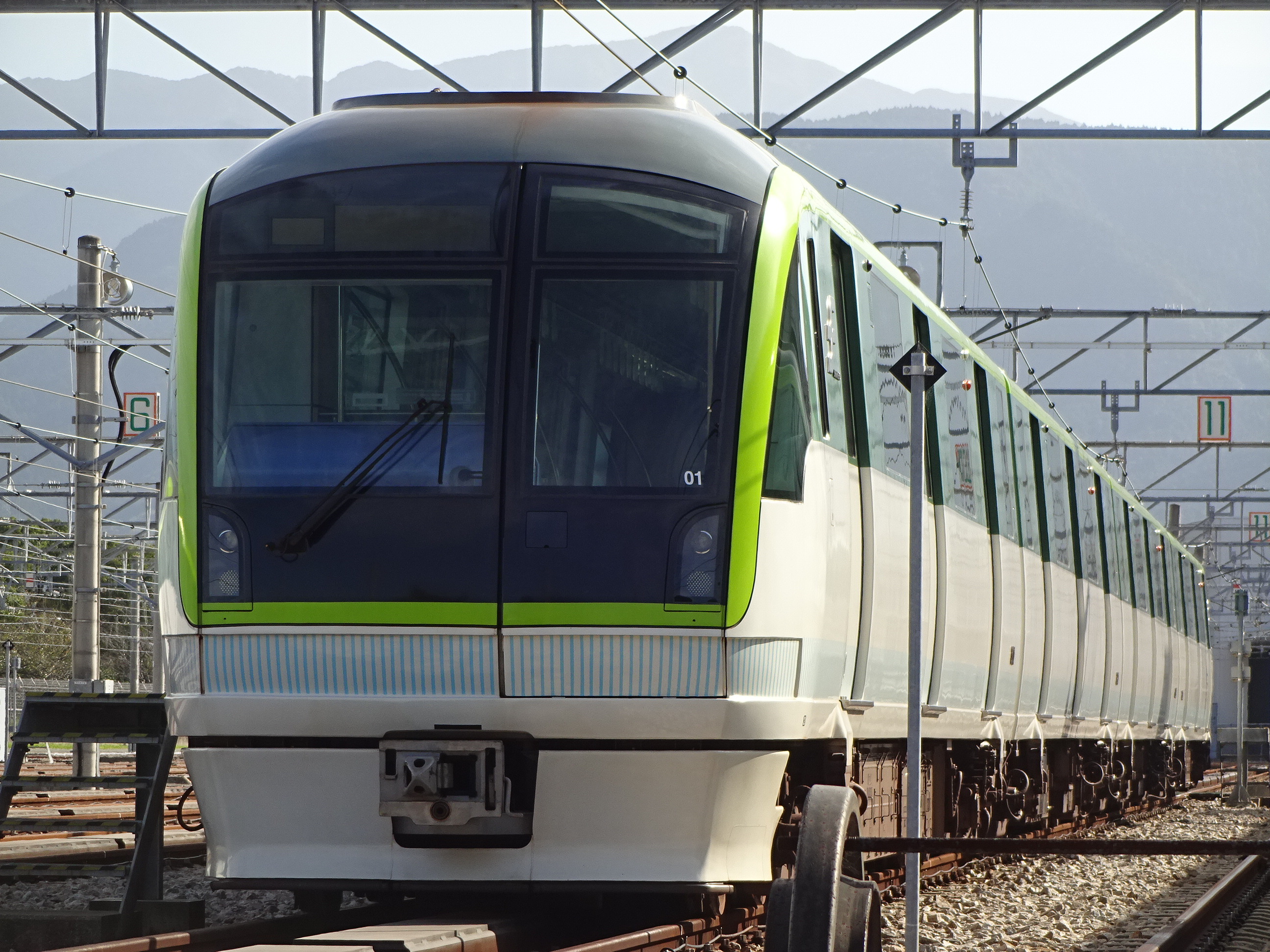
第46回ローレル賞 福岡市交通局3000系電車
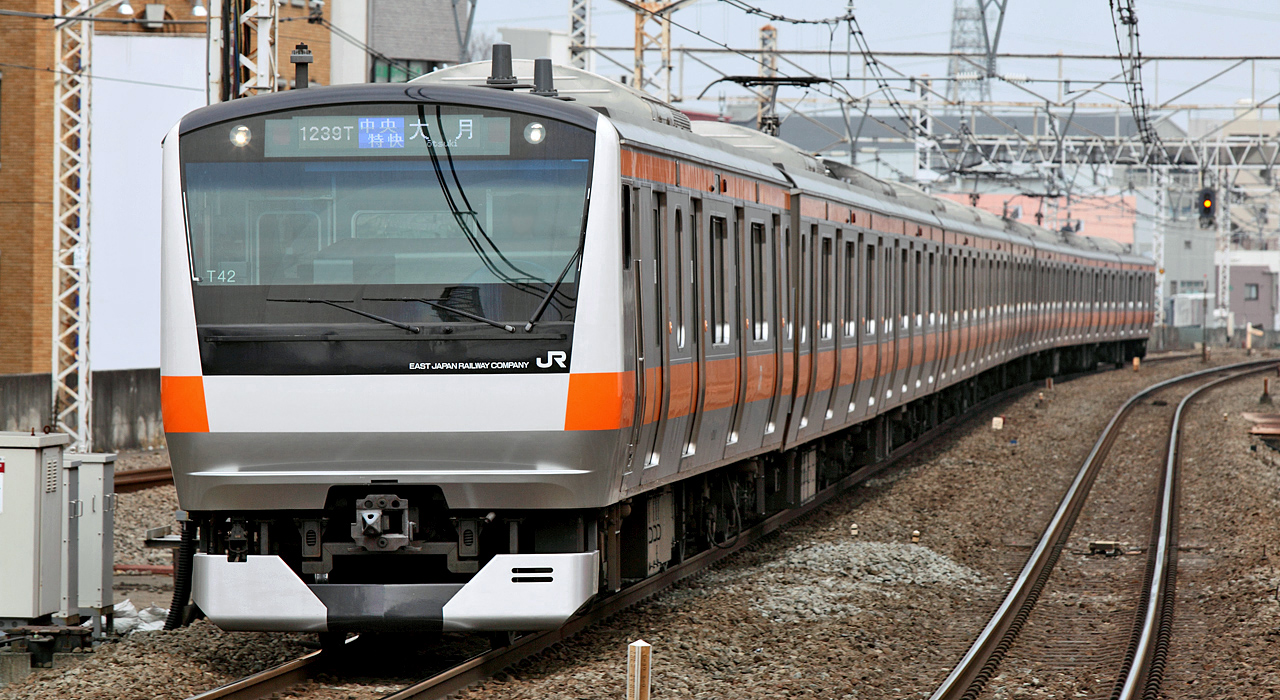
第47回ローレル賞 東日本旅客鉄道E233系電車
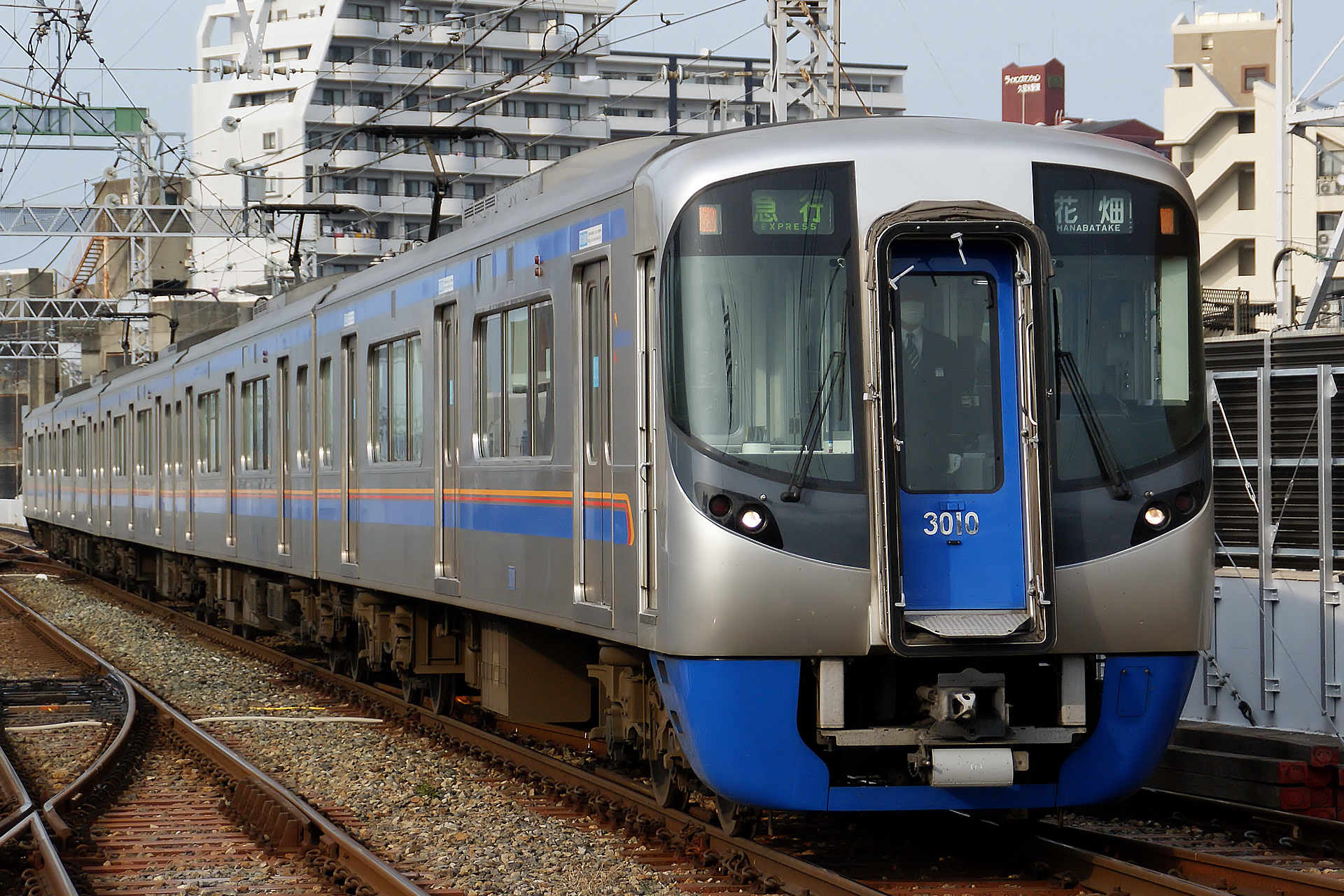
第47回ローレル賞 西日本鉄道3000形電車
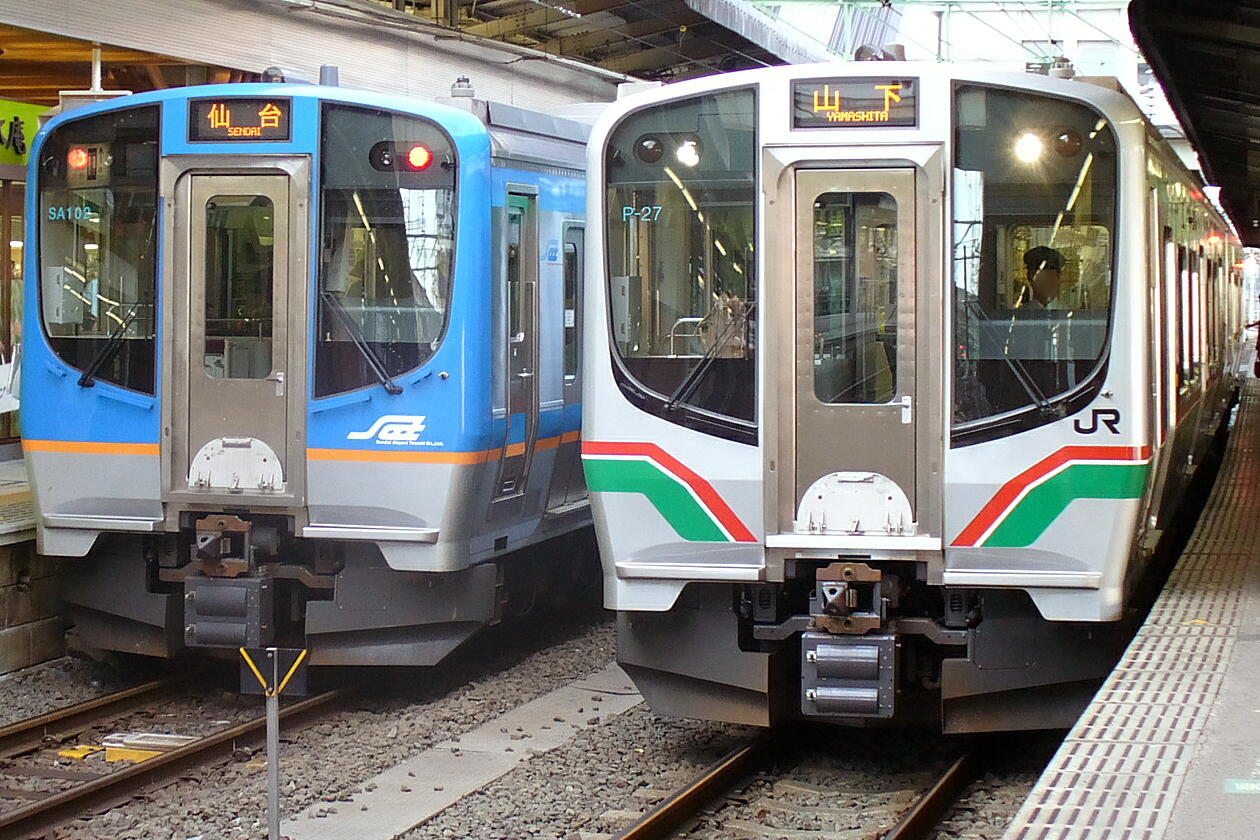
第48回ローレル賞 東日本旅客鉄道E721系電車・仙台空港鉄道SAT721系電車
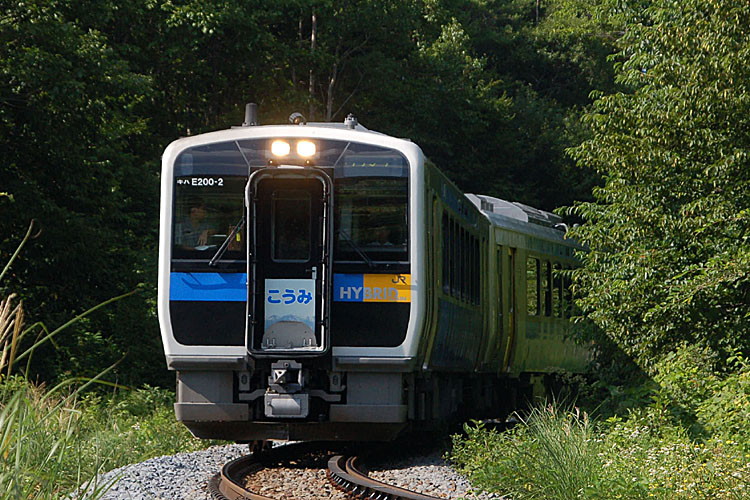
第48回ローレル賞 東日本旅客鉄道キハE200形気動車
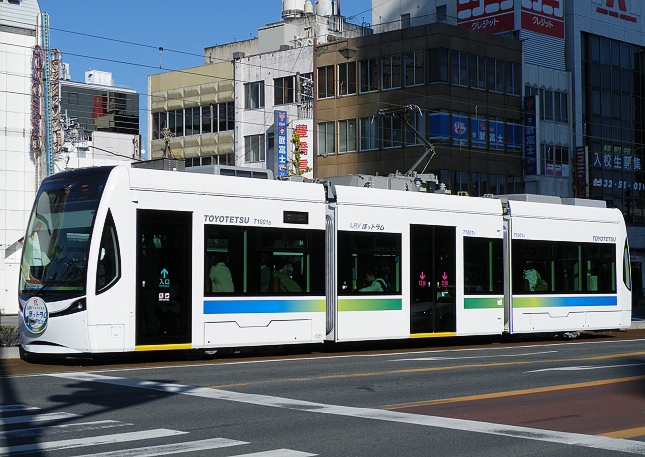
第49回ローレル賞 豊橋鉄道T1000形電車
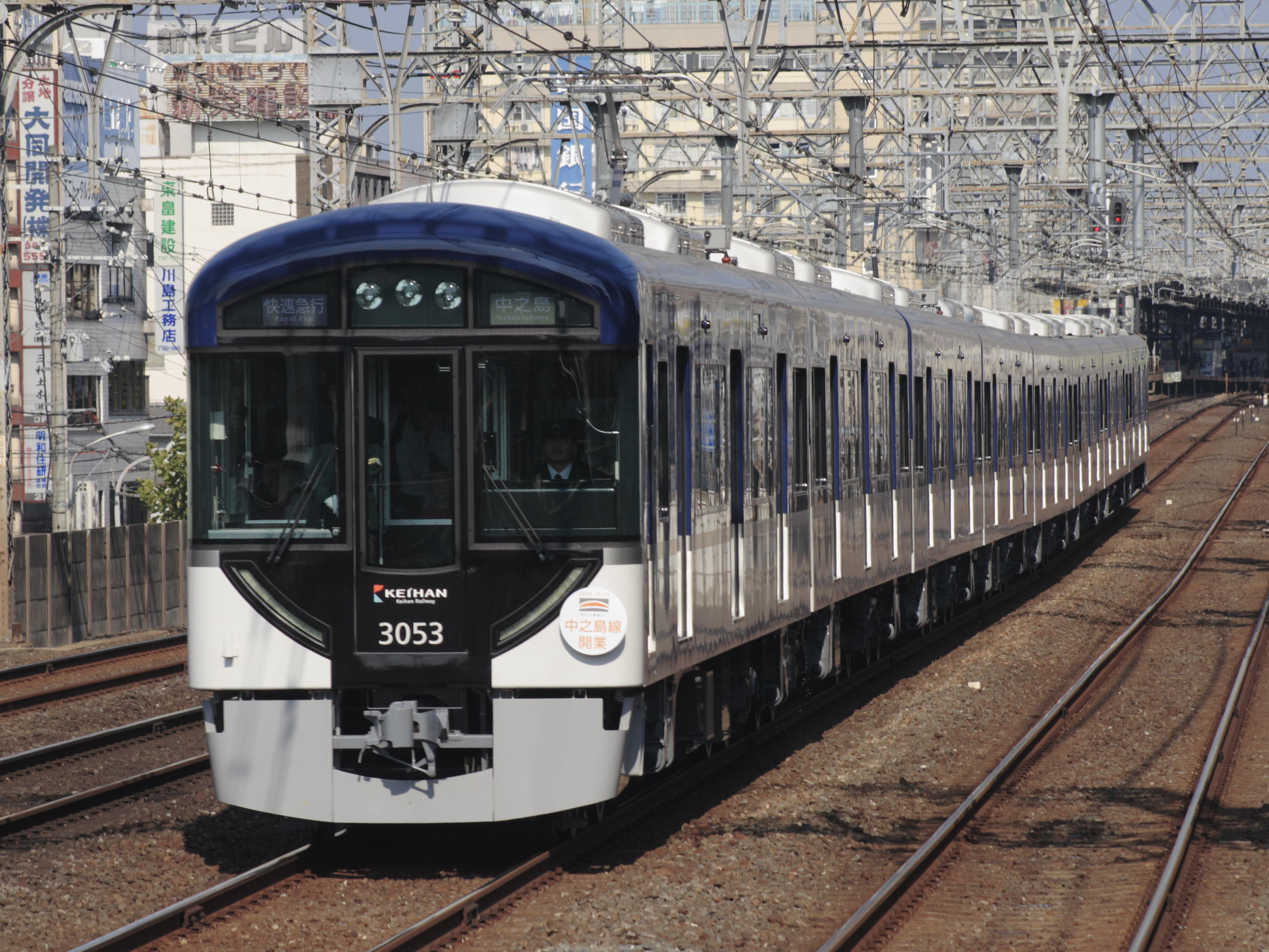
第49回ローレル賞 京阪電気鉄道3000系電車（2代目）
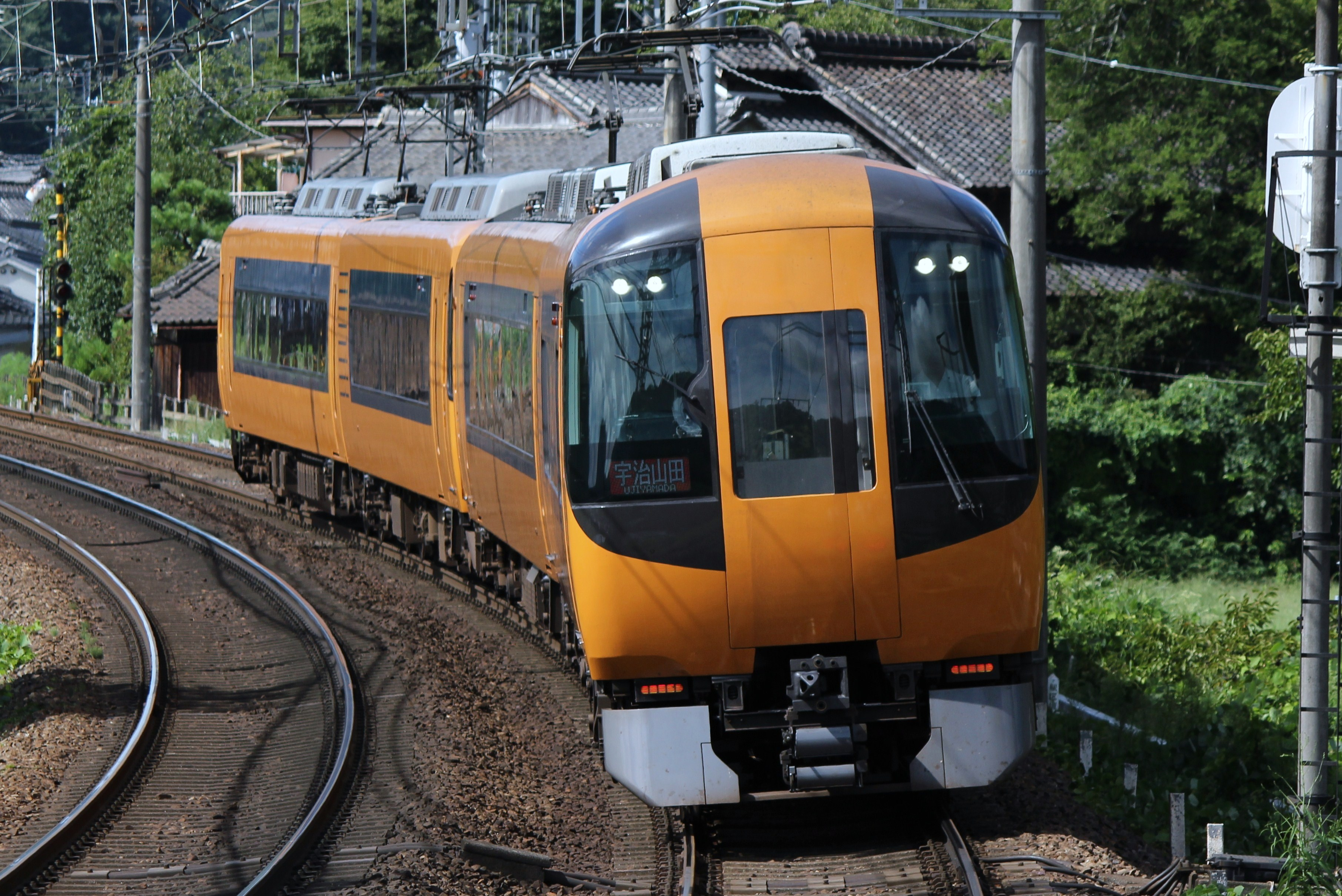
第50回ローレル賞 近畿日本鉄道22600系電車
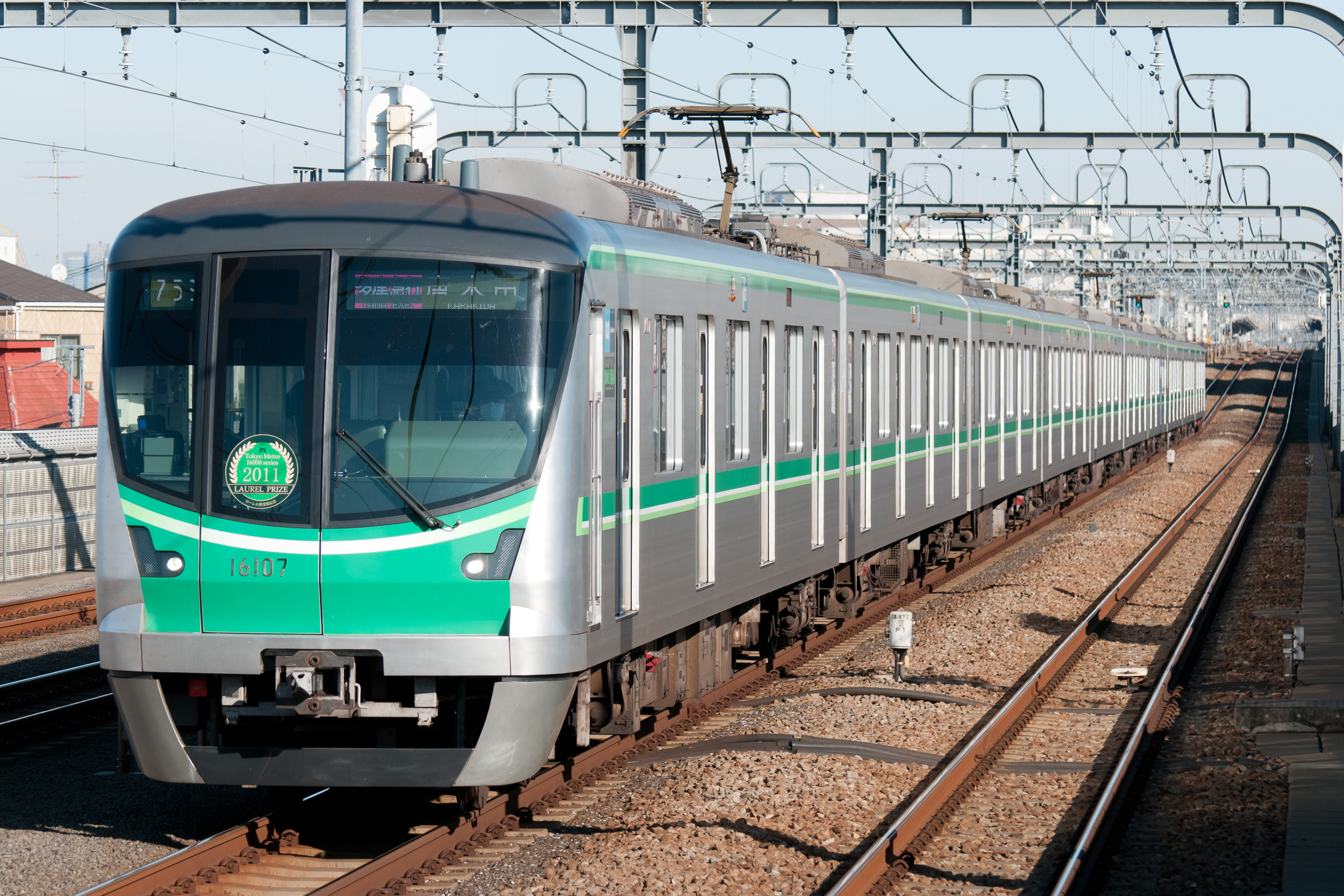
第51回ローレル賞 東京地下鉄16000系電車
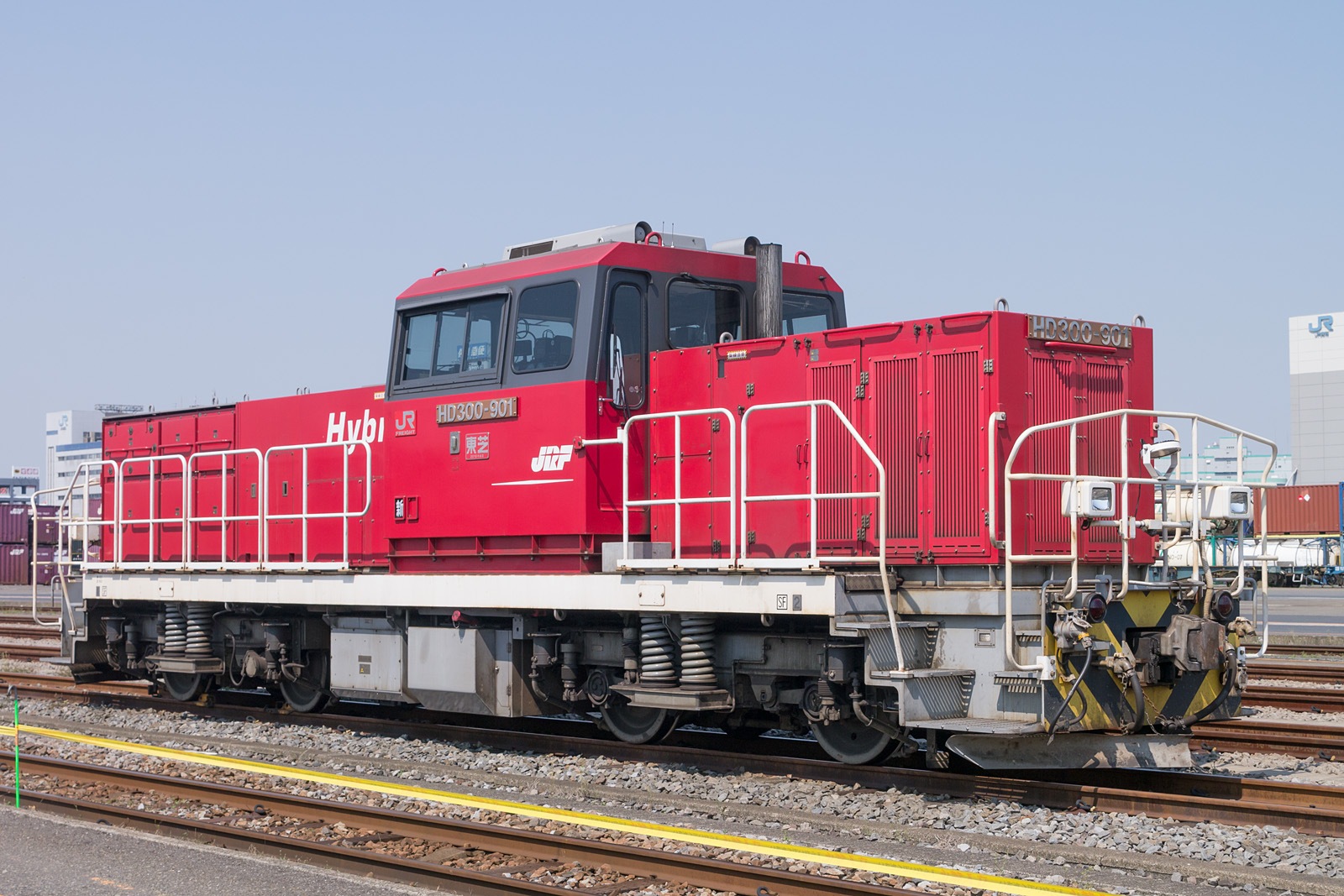
第52回ローレル賞 日本貨物鉄道HD300形ハイブリッド機関車
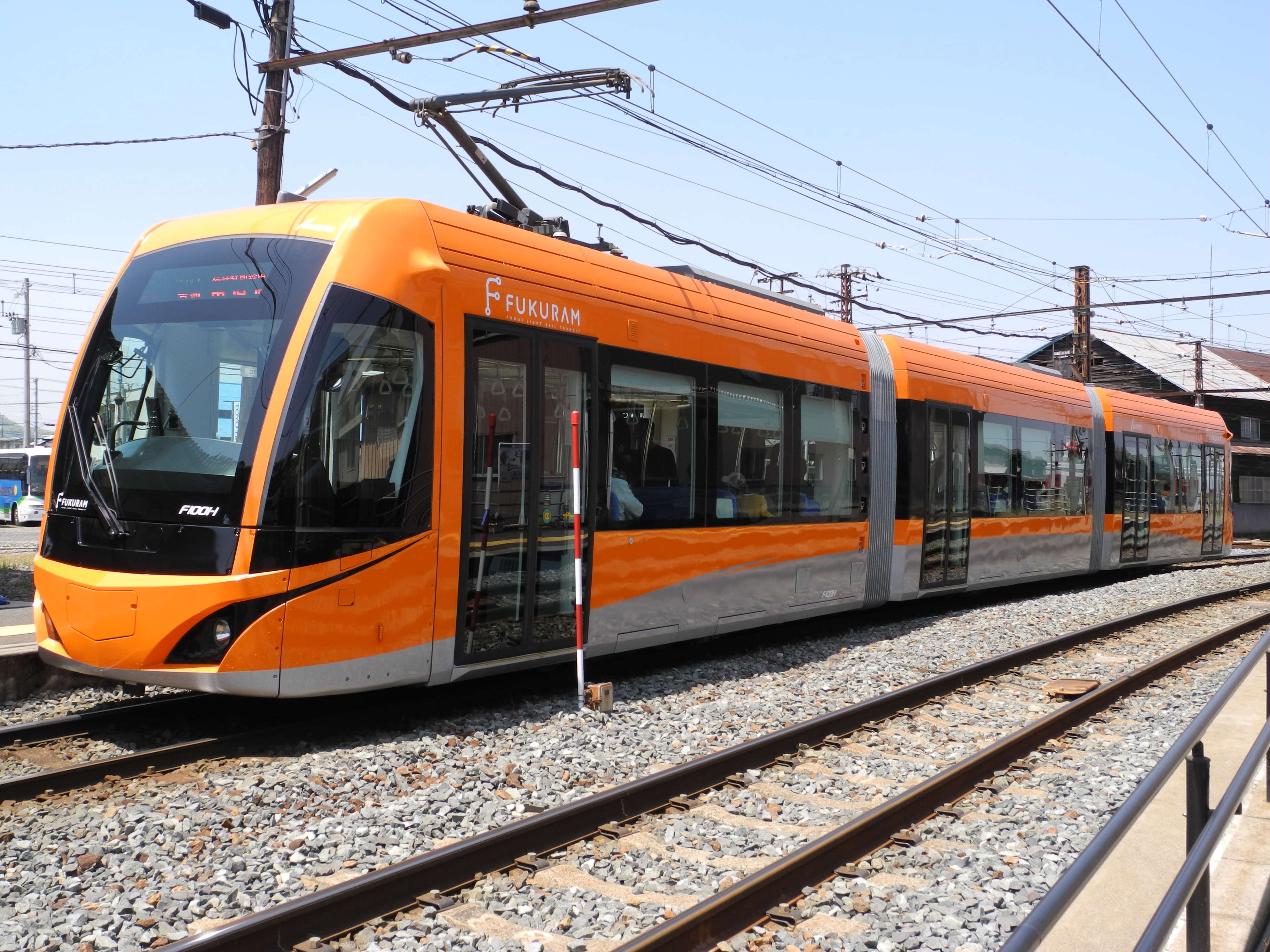
第54回ローレル賞 福井鉄道F1000形電車
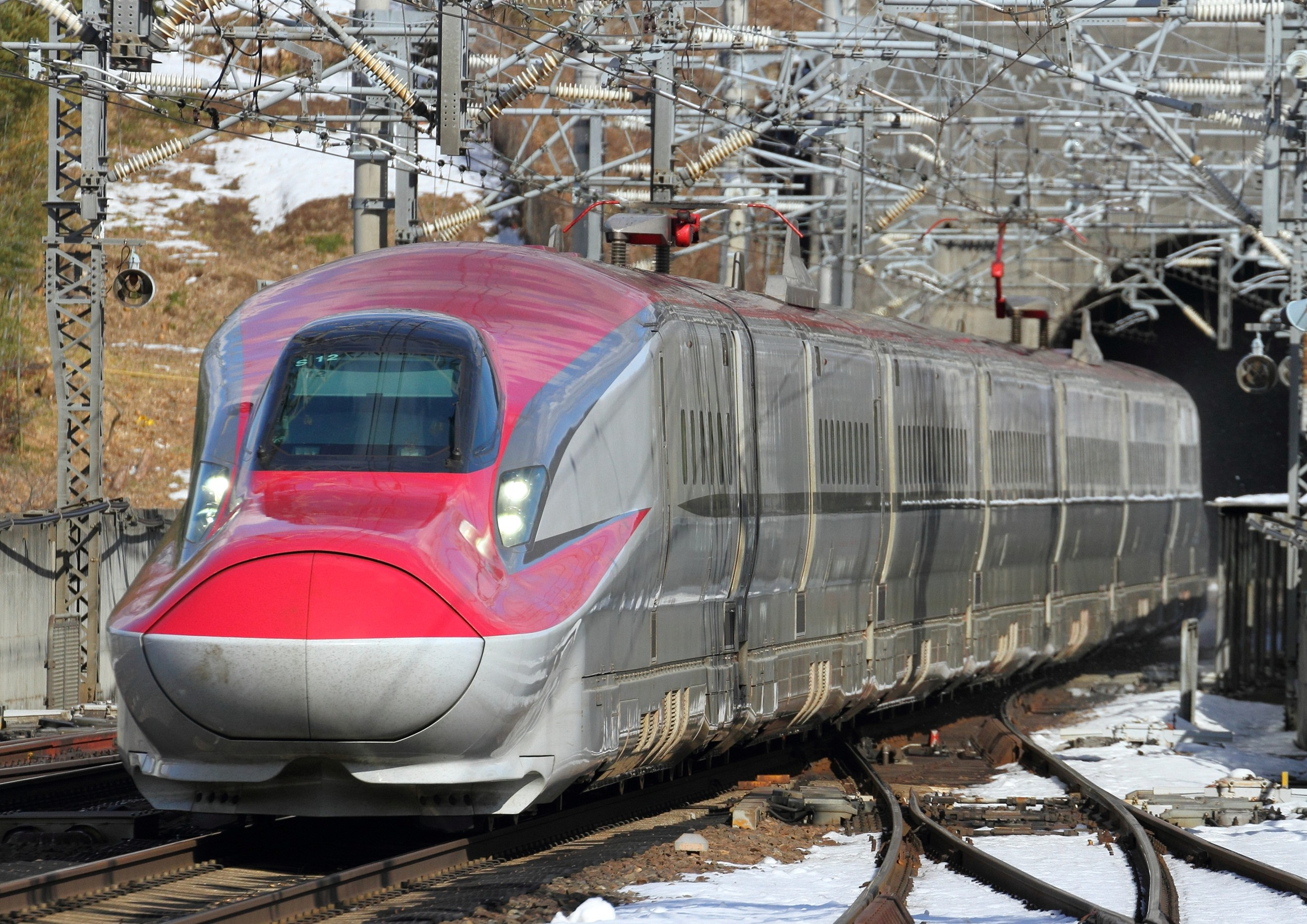
第54回ローレル賞 東日本旅客鉄道E6系新幹線電車
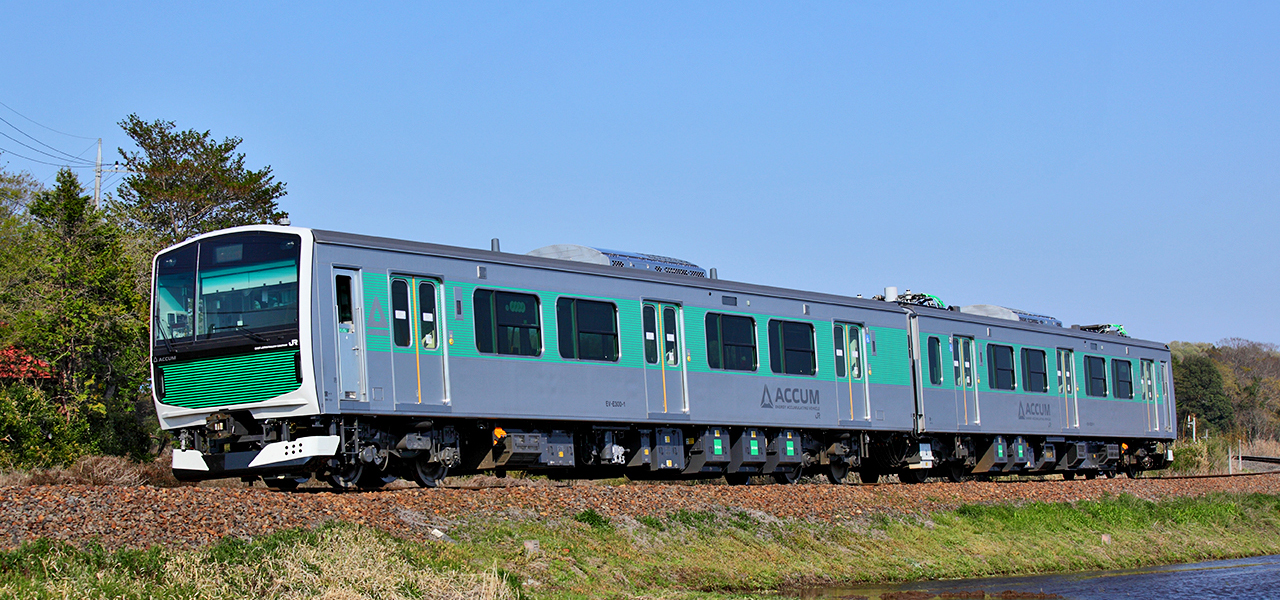
第55回ローレル賞 東日本旅客鉄道EV-E301系電車
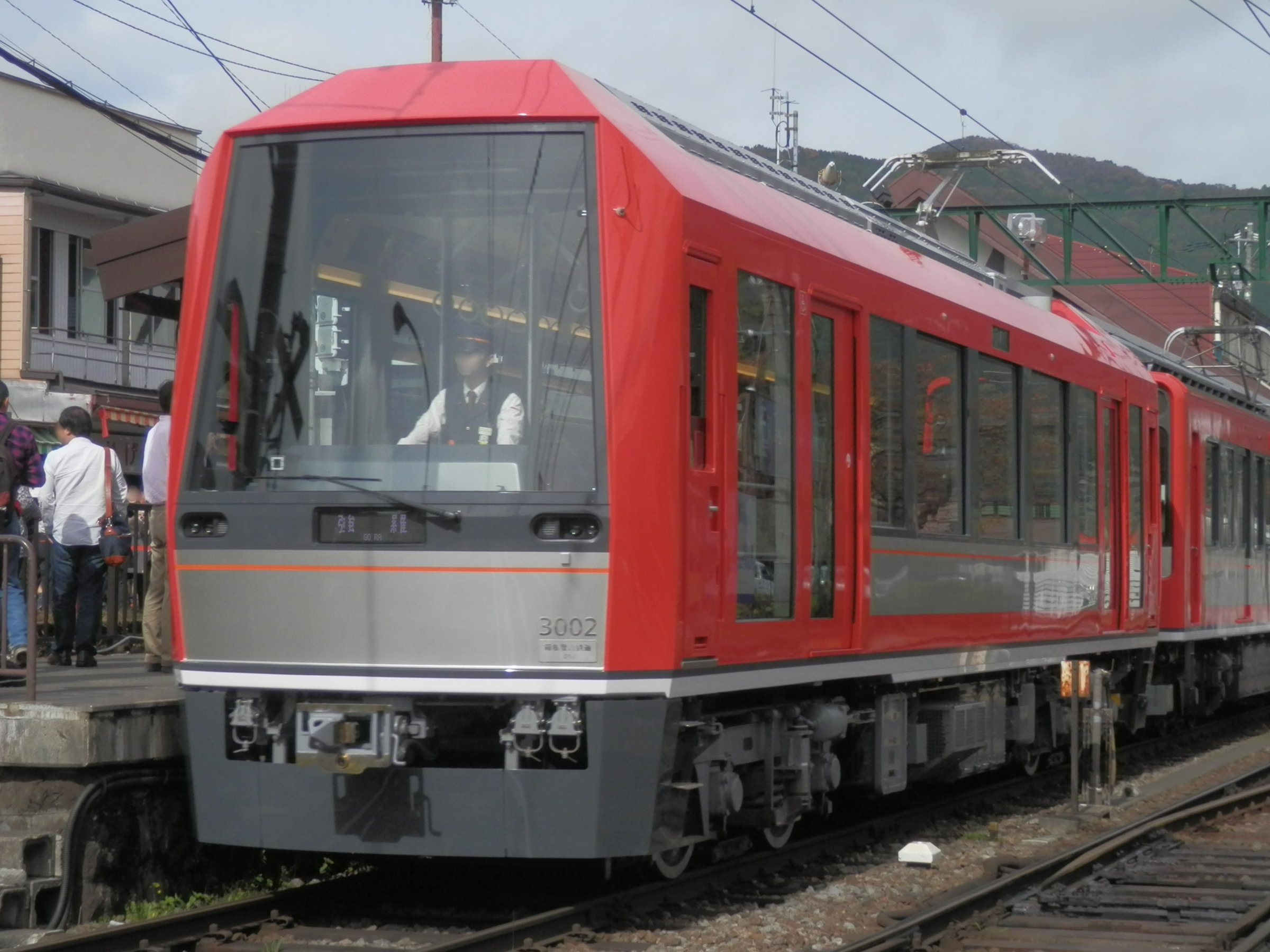
第55回ローレル賞 箱根登山鉄道3000形電車
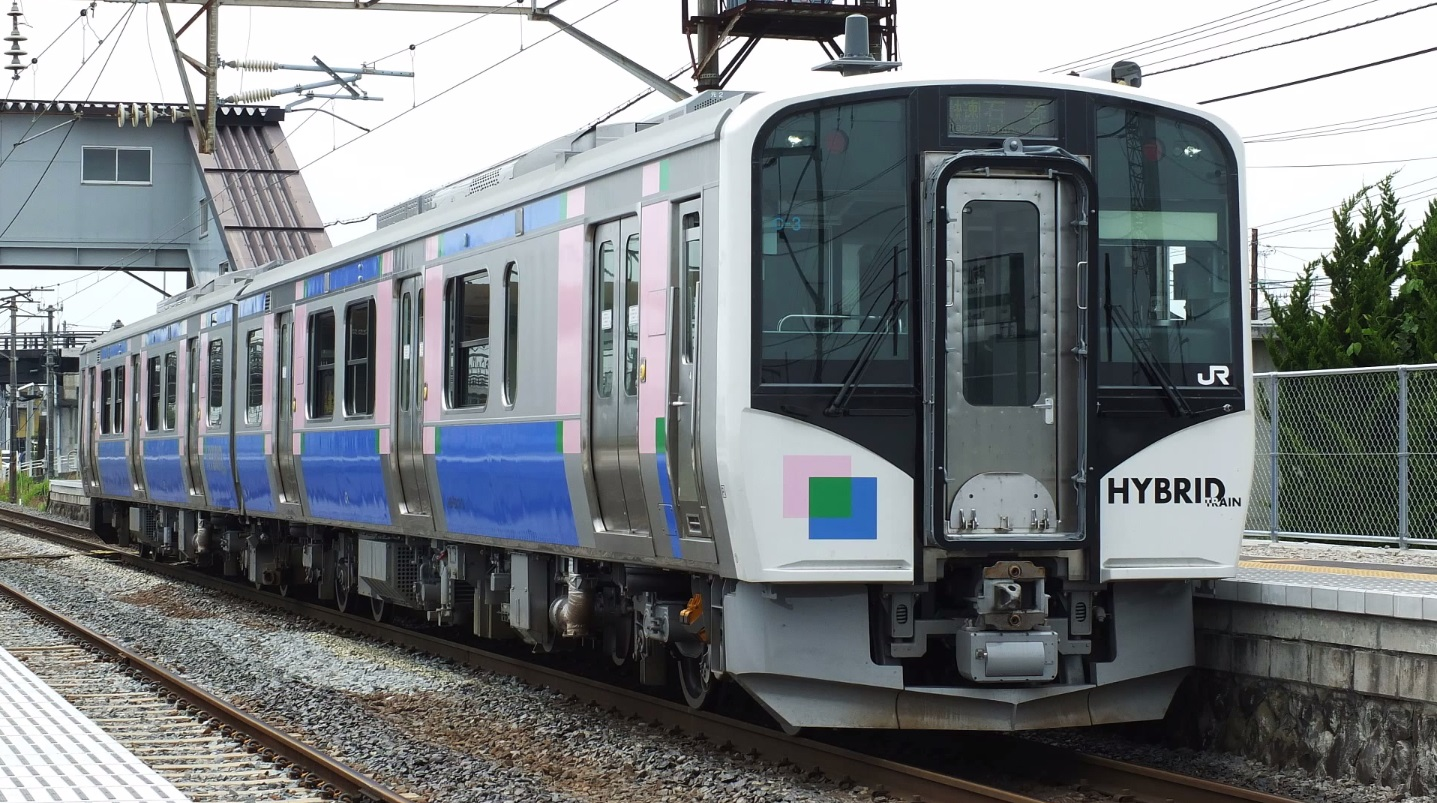
第56回ローレル賞 東日本旅客鉄道HB-E210系気動車
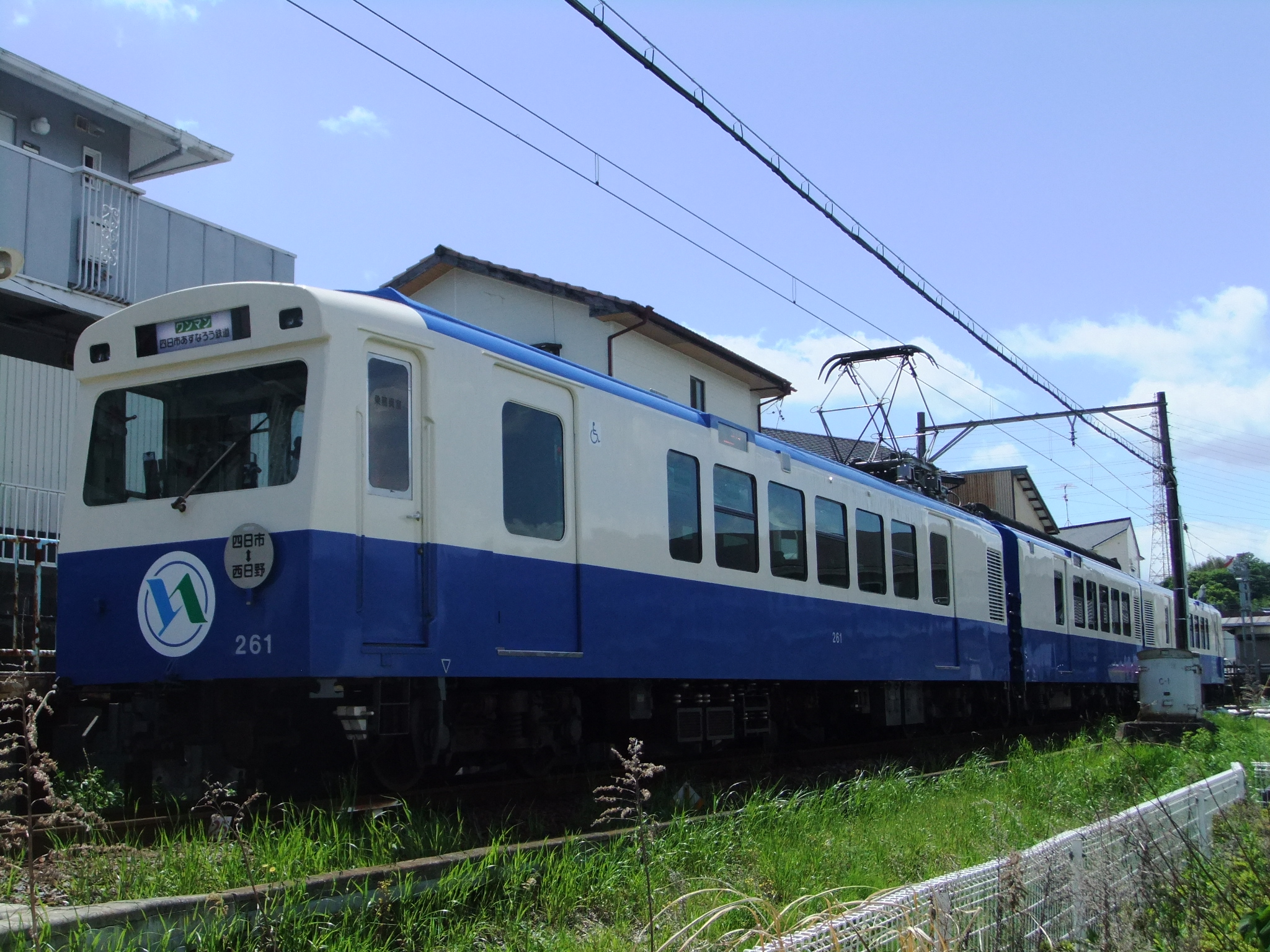
第56回ローレル賞 四日市あすなろう鉄道新260系電車
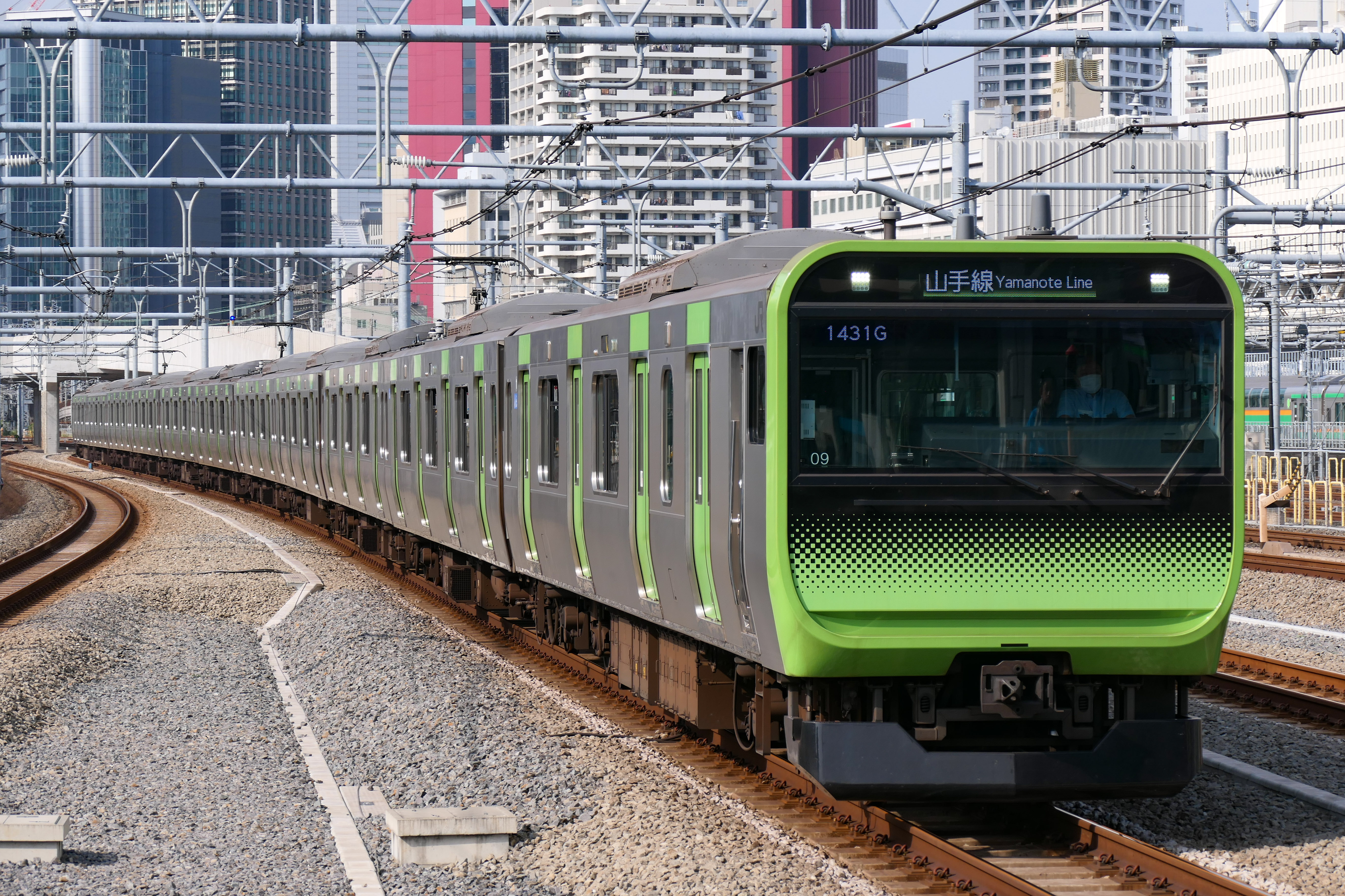
第57回ローレル賞 東日本旅客鉄道E235系電車
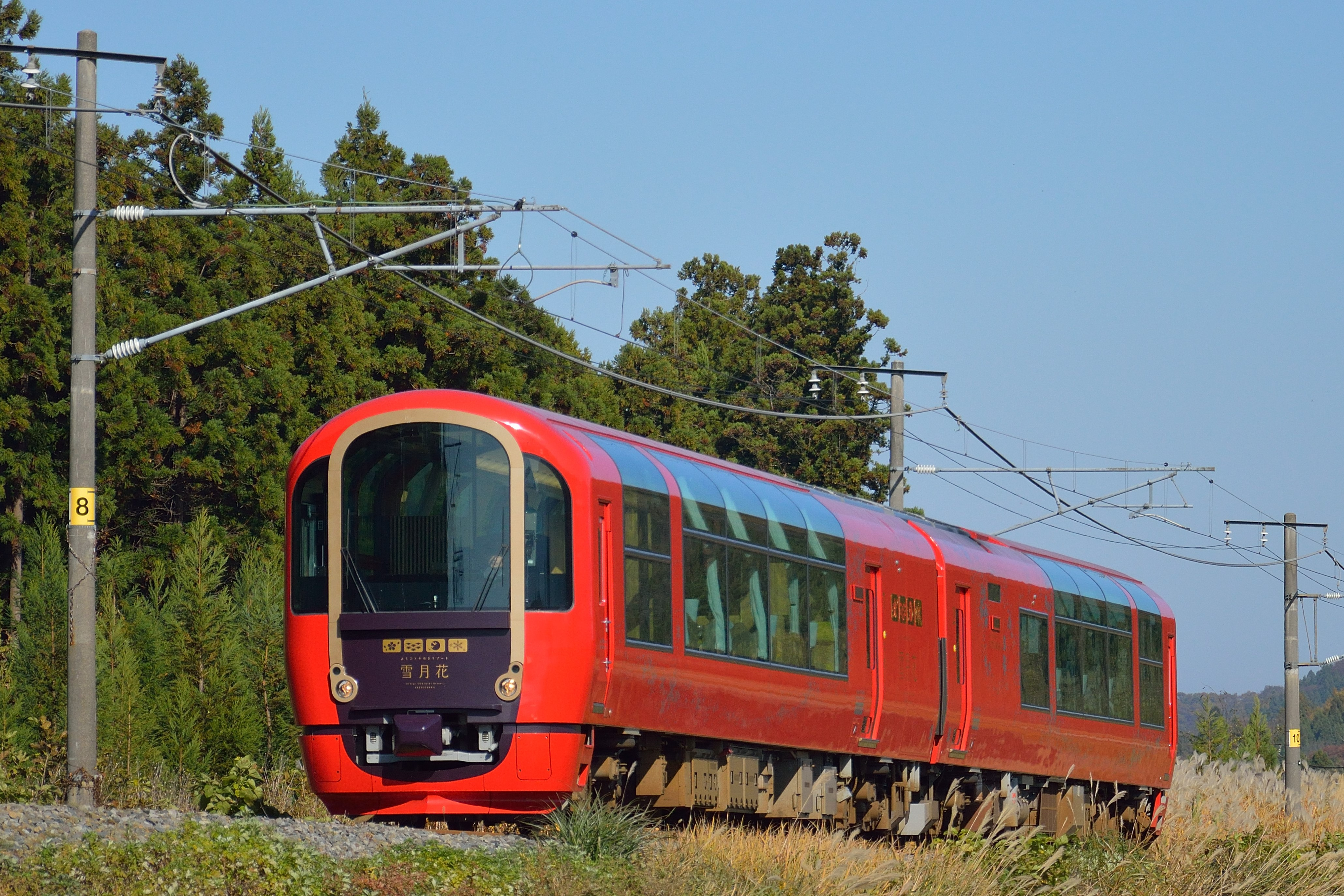
第57回ローレル賞 えちごトキめき鉄道ET122形1000番台気動車
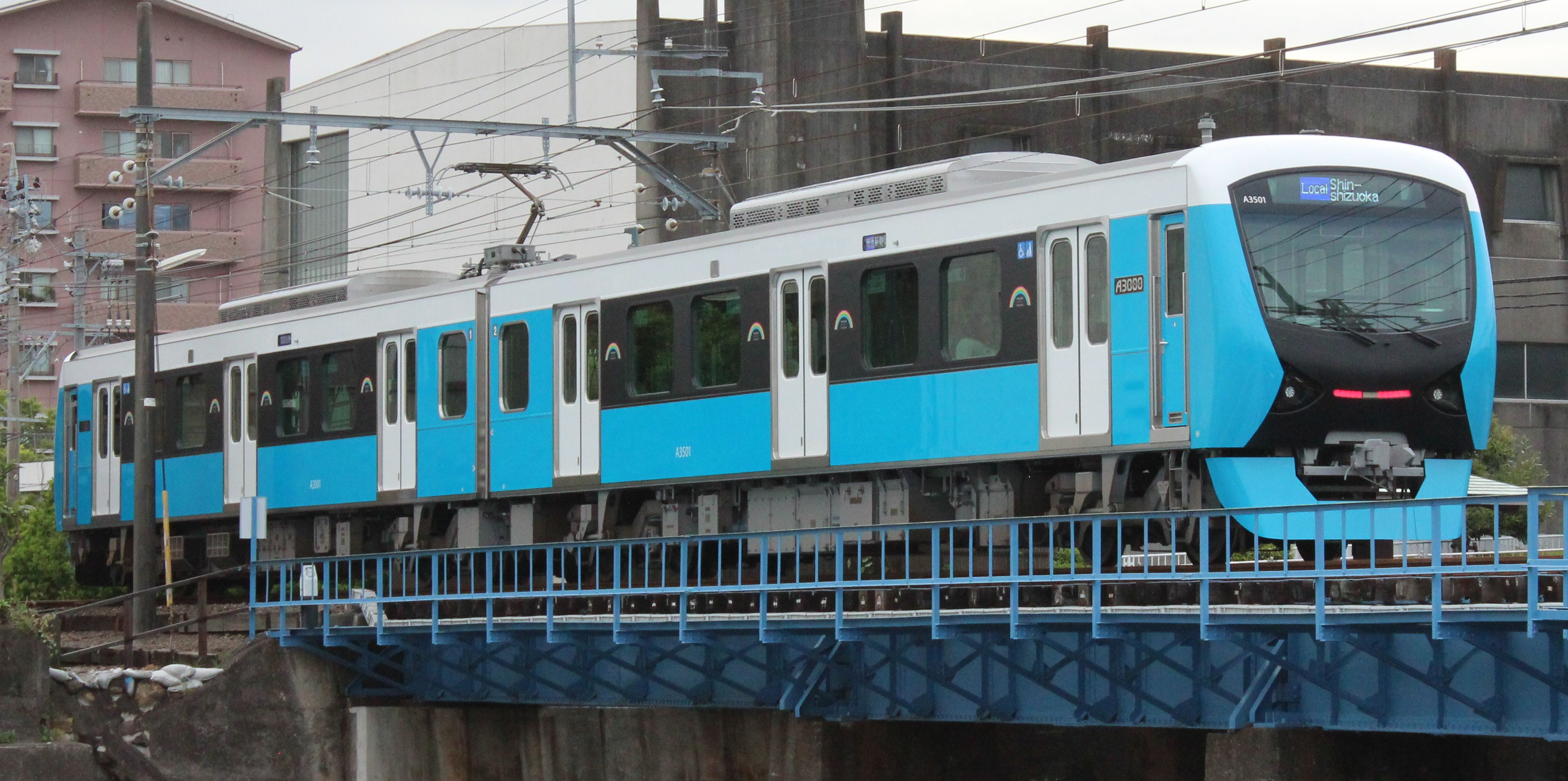
第57回ローレル賞 静岡鉄道A3000形電車
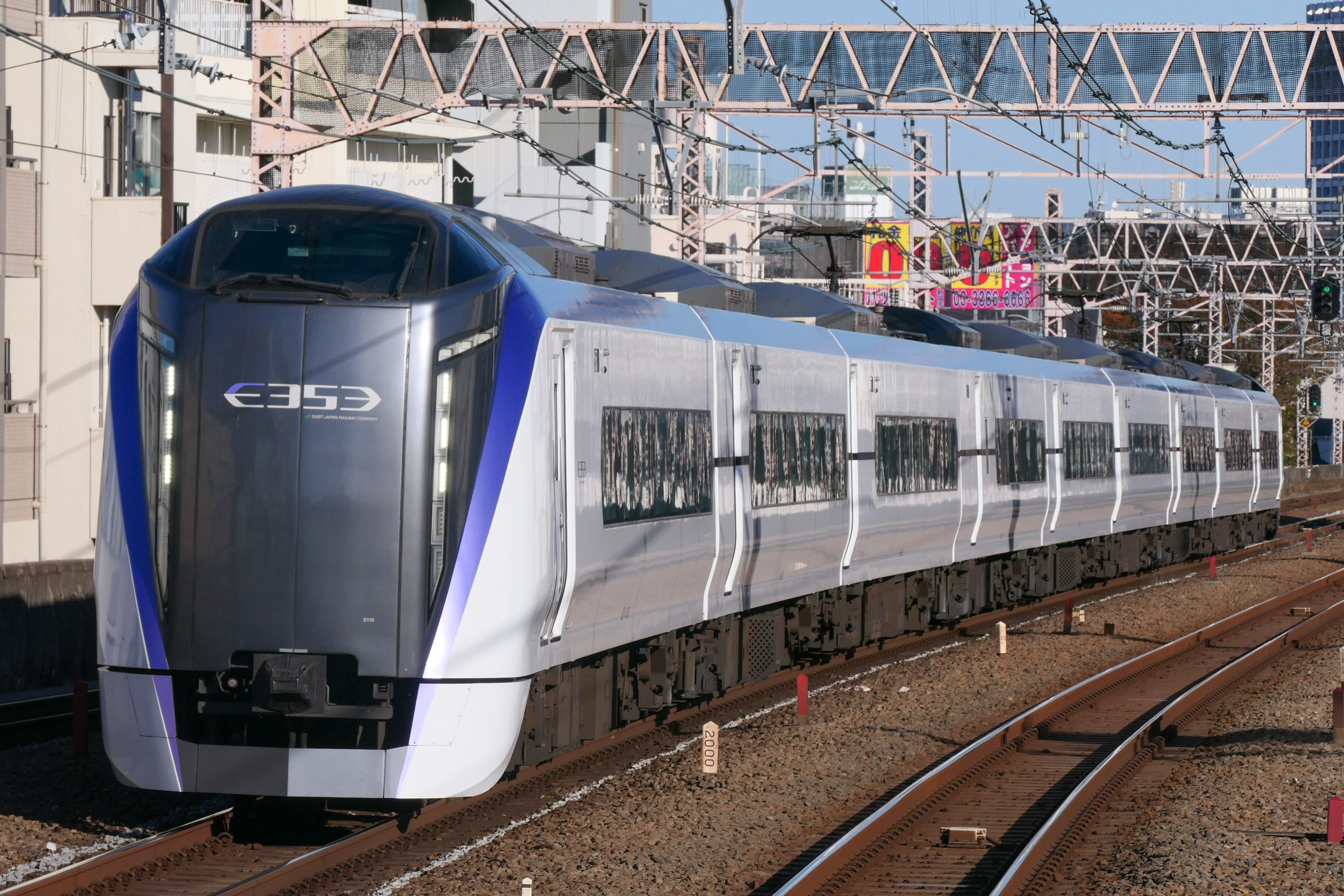
第58回ローレル賞 東日本旅客鉄道E353系電車
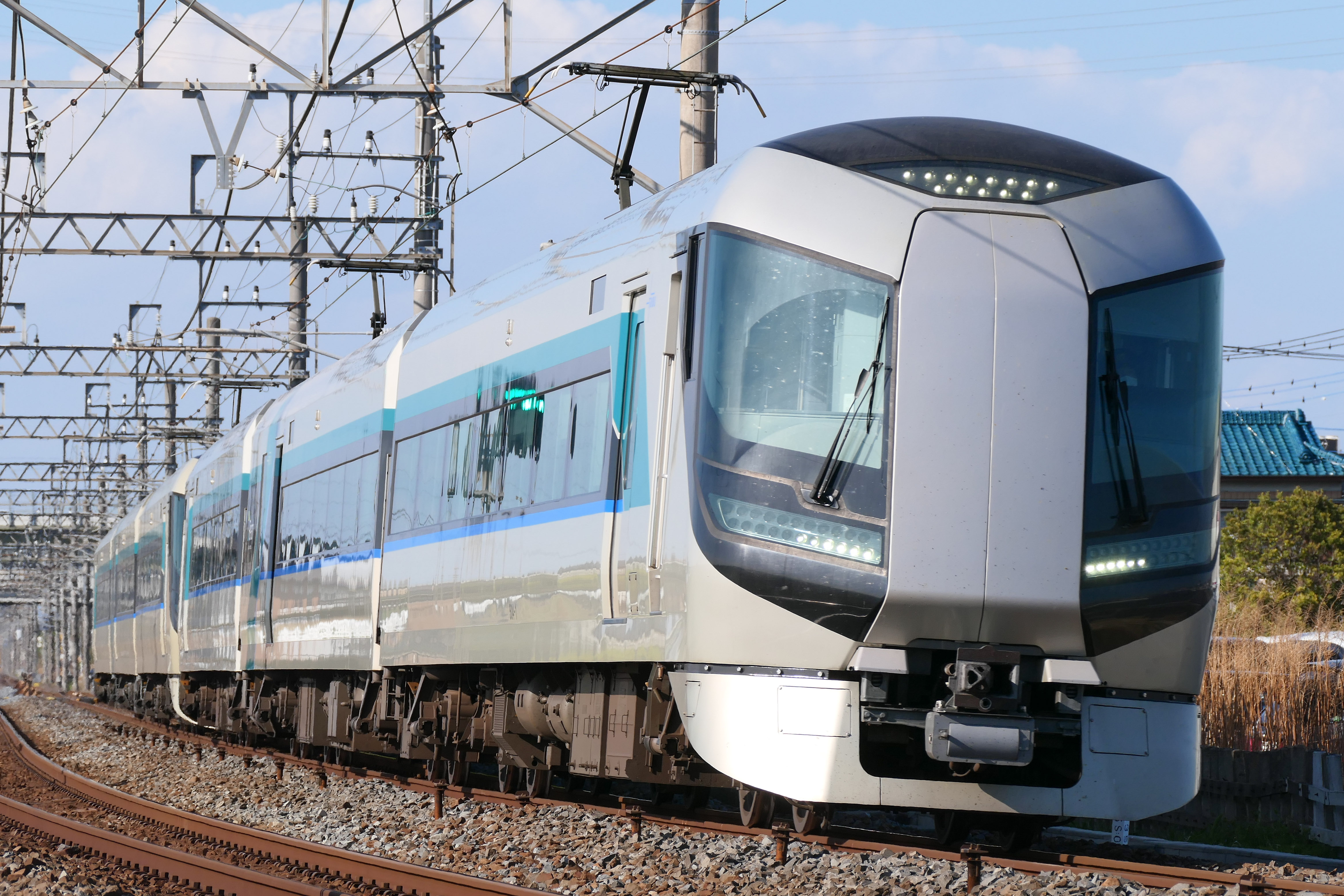
第58回ローレル賞 東武鉄道500系電車
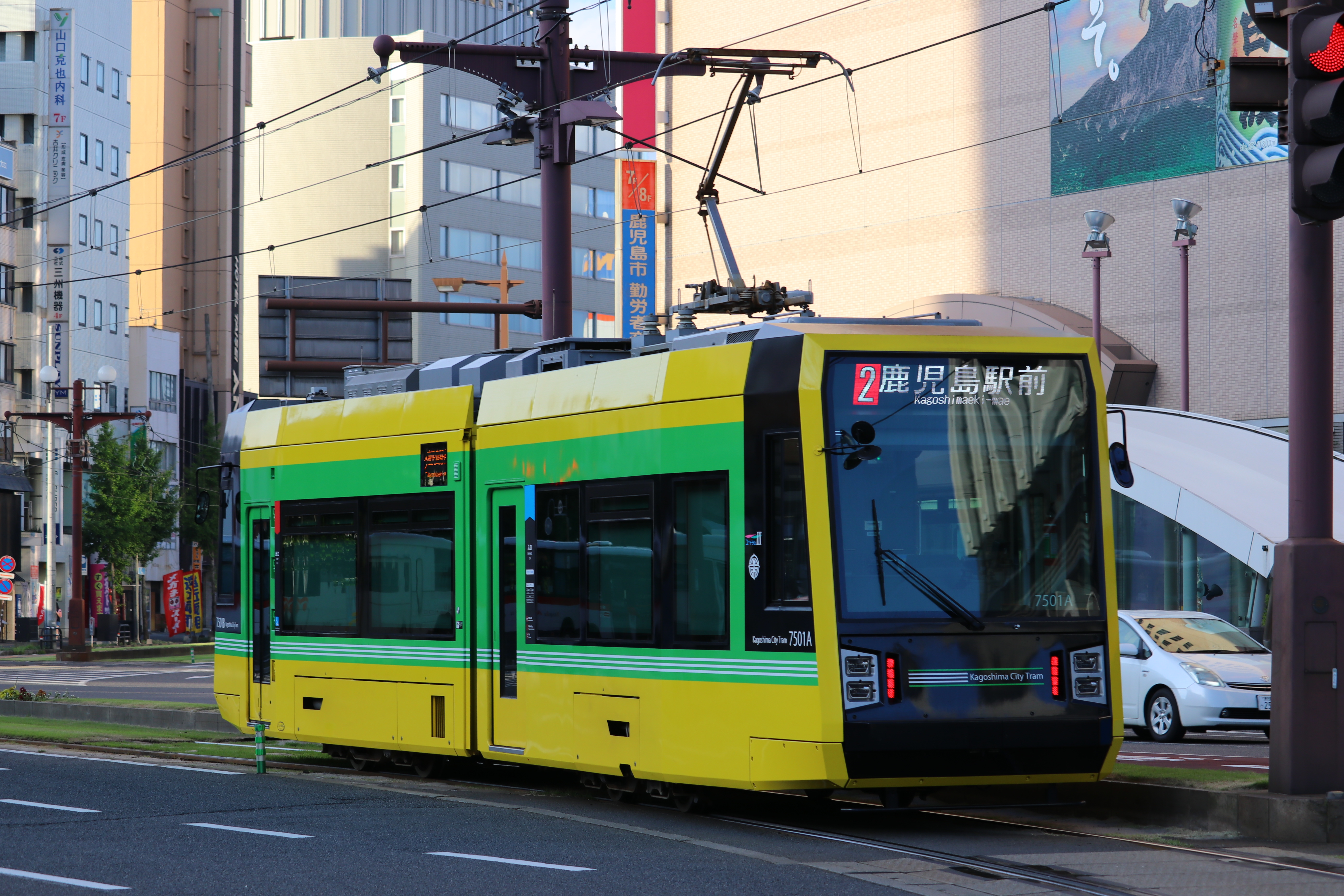
第58回ローレル賞 鹿児島市交通局7500形電車
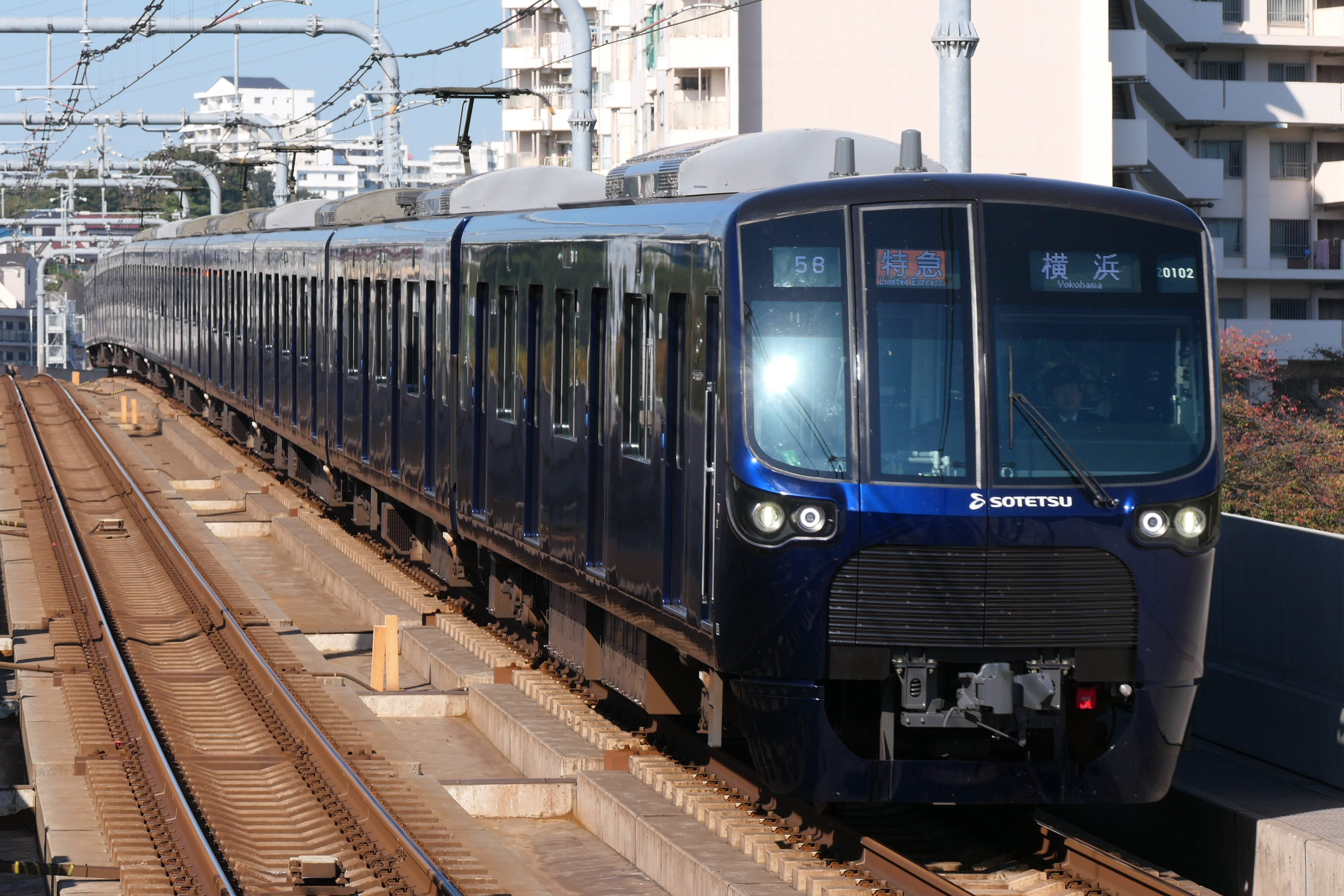
第59回ローレル賞 相模鉄道20000系電車
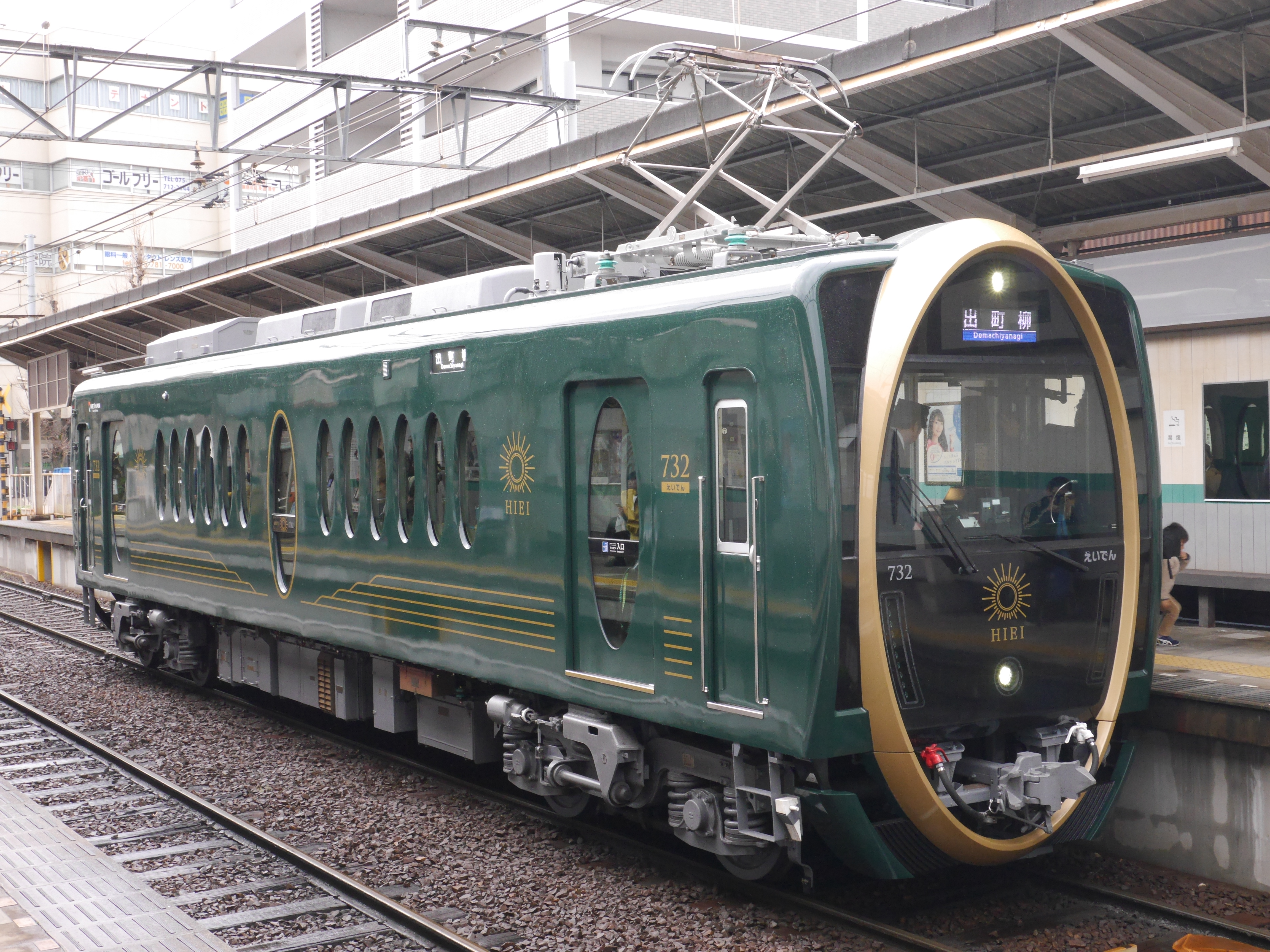
第59回ローレル賞 叡山電鉄デオ730形電車「ひえい」
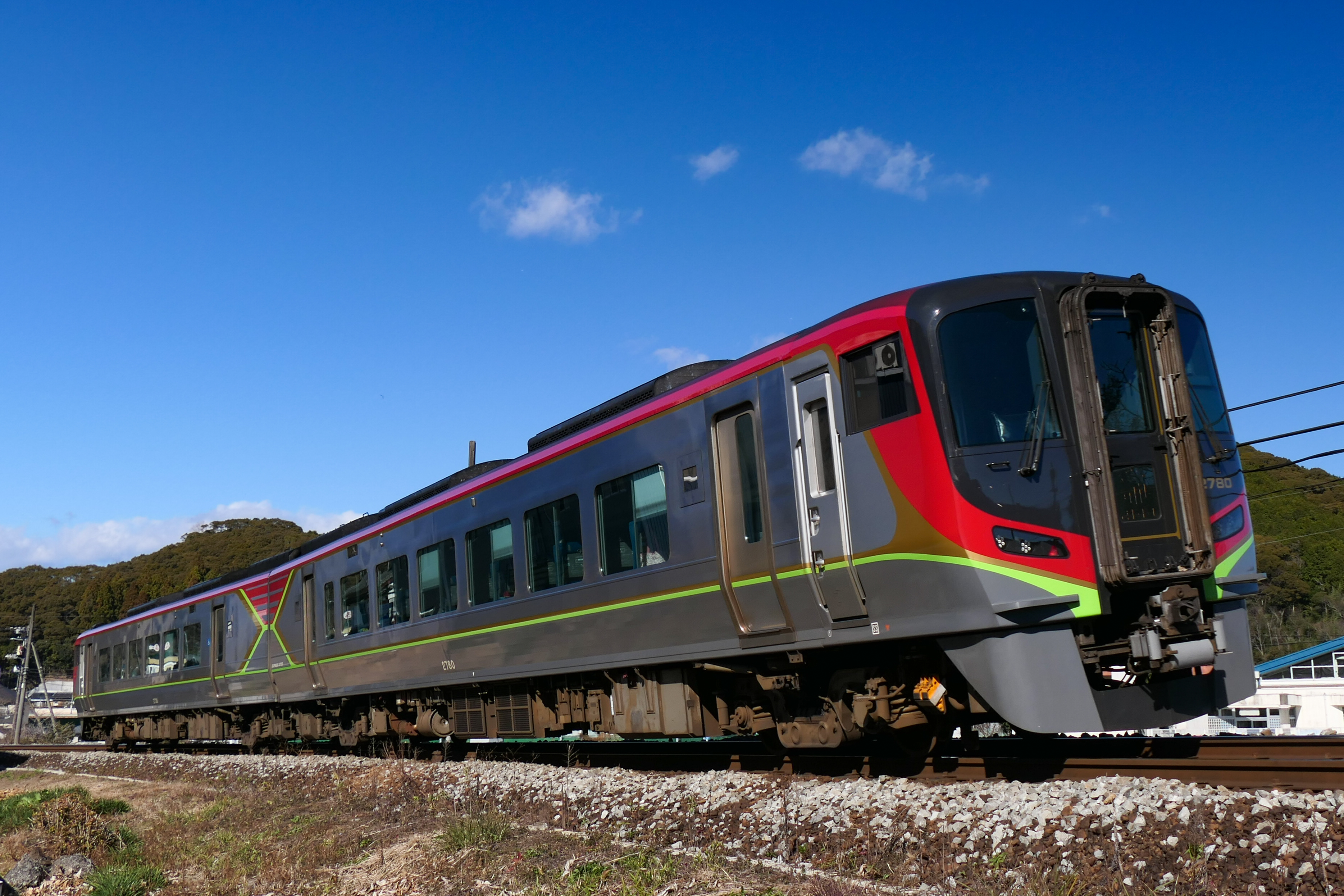
第60回ローレル賞 四国旅客鉄道2700系気動車
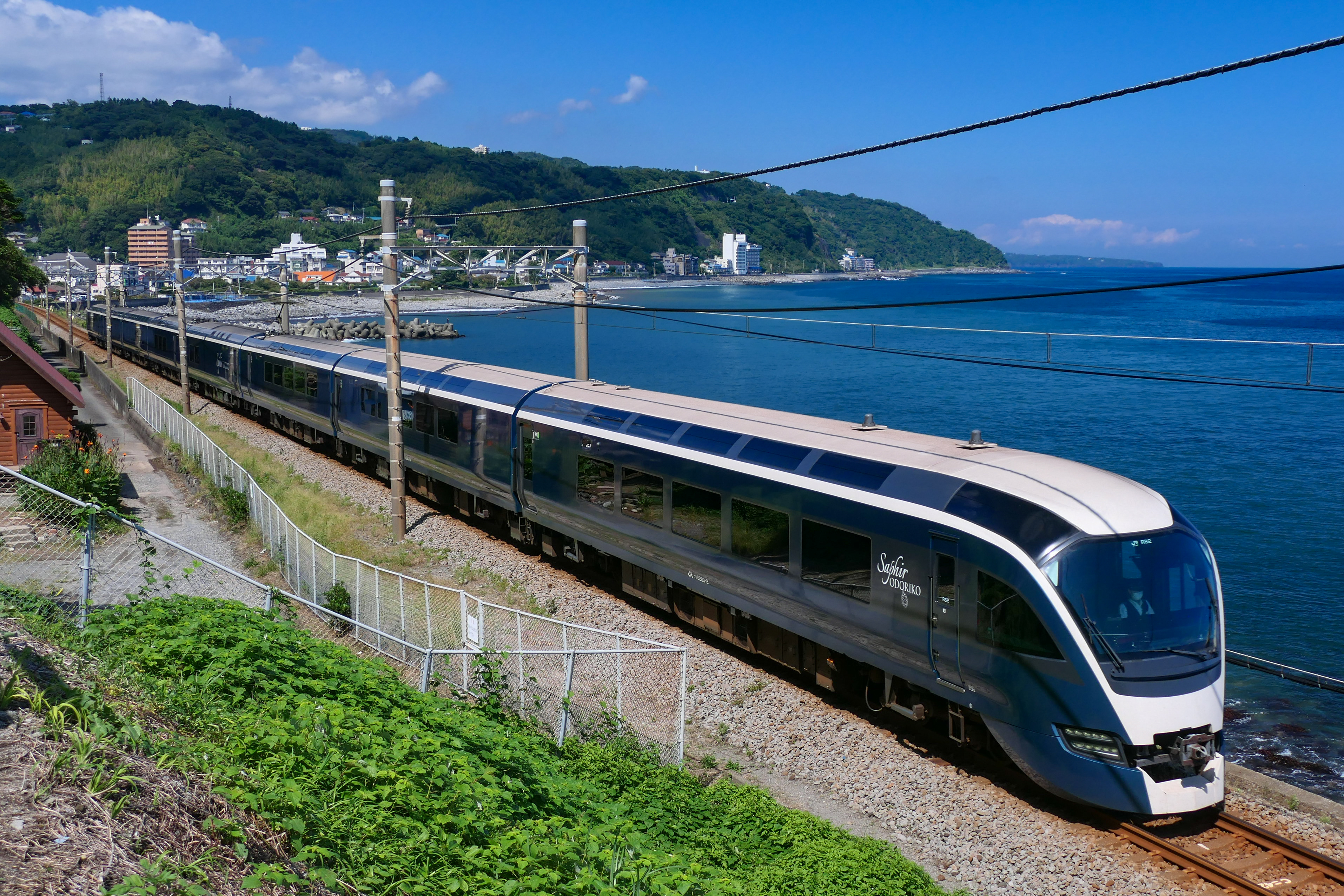
第61回ローレル賞 東日本旅客鉄道E261系電車
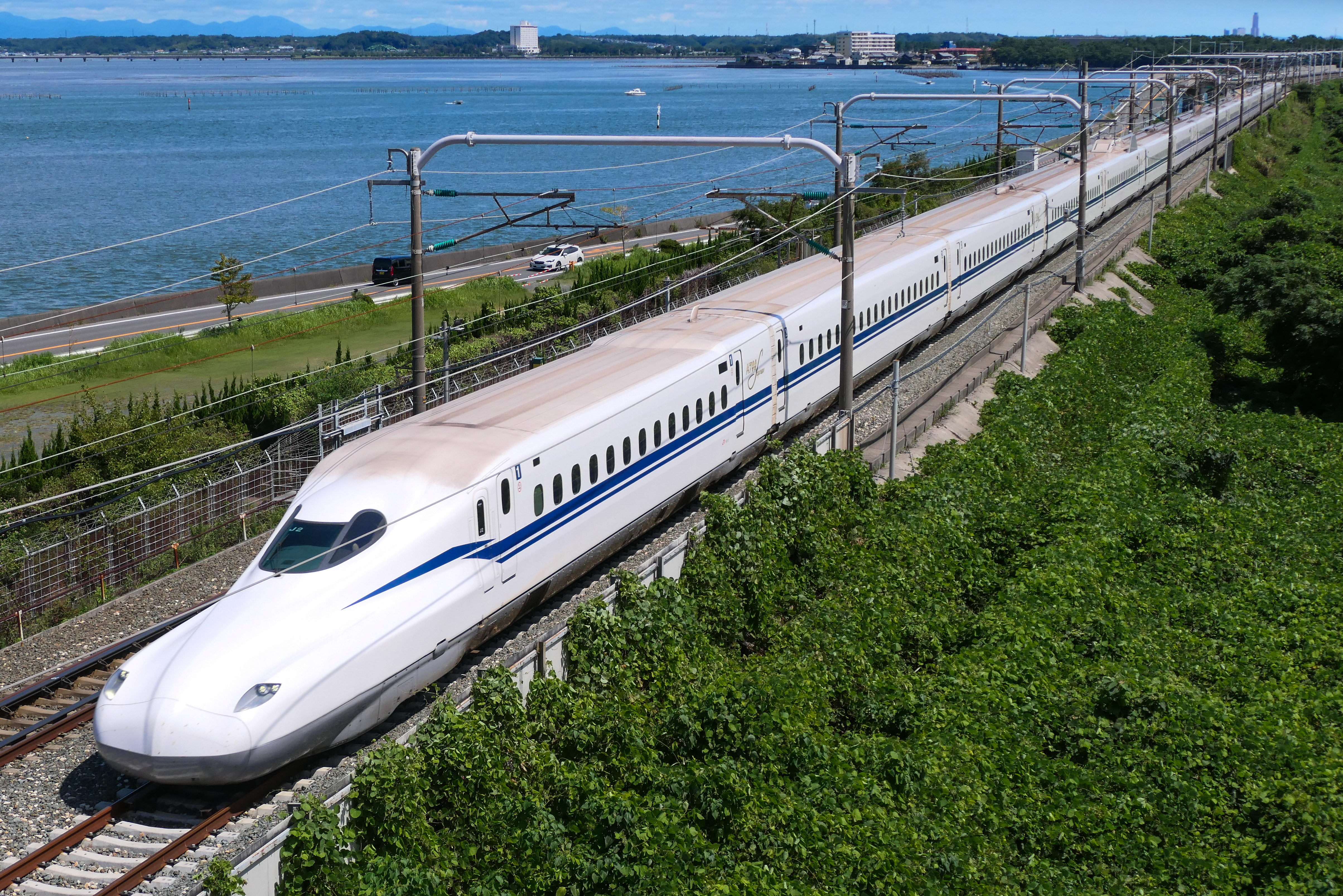
第61回ローレル賞 東海旅客鉄道N700S系新幹線電車
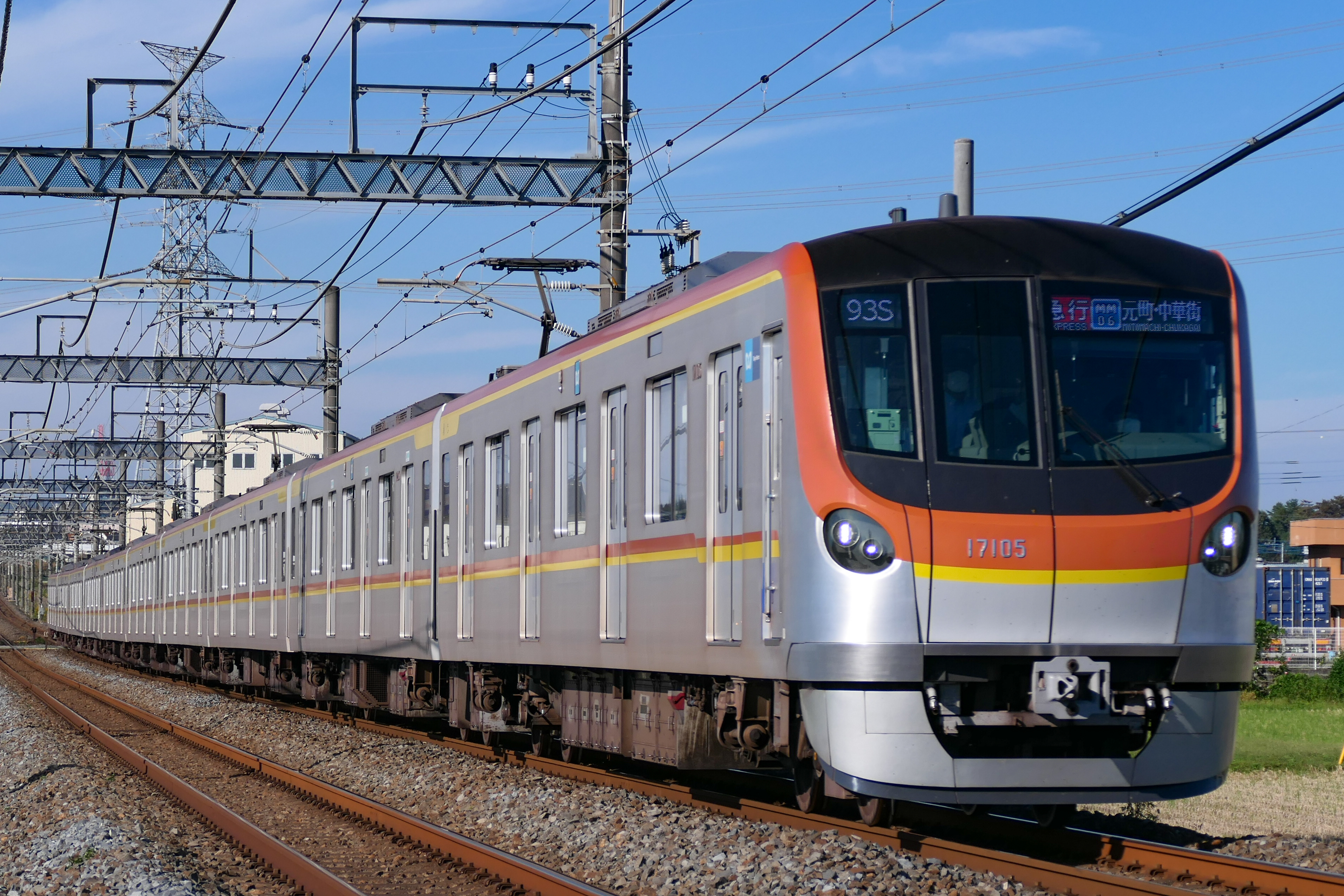
第62回ローレル賞 東京地下鉄17000系電車
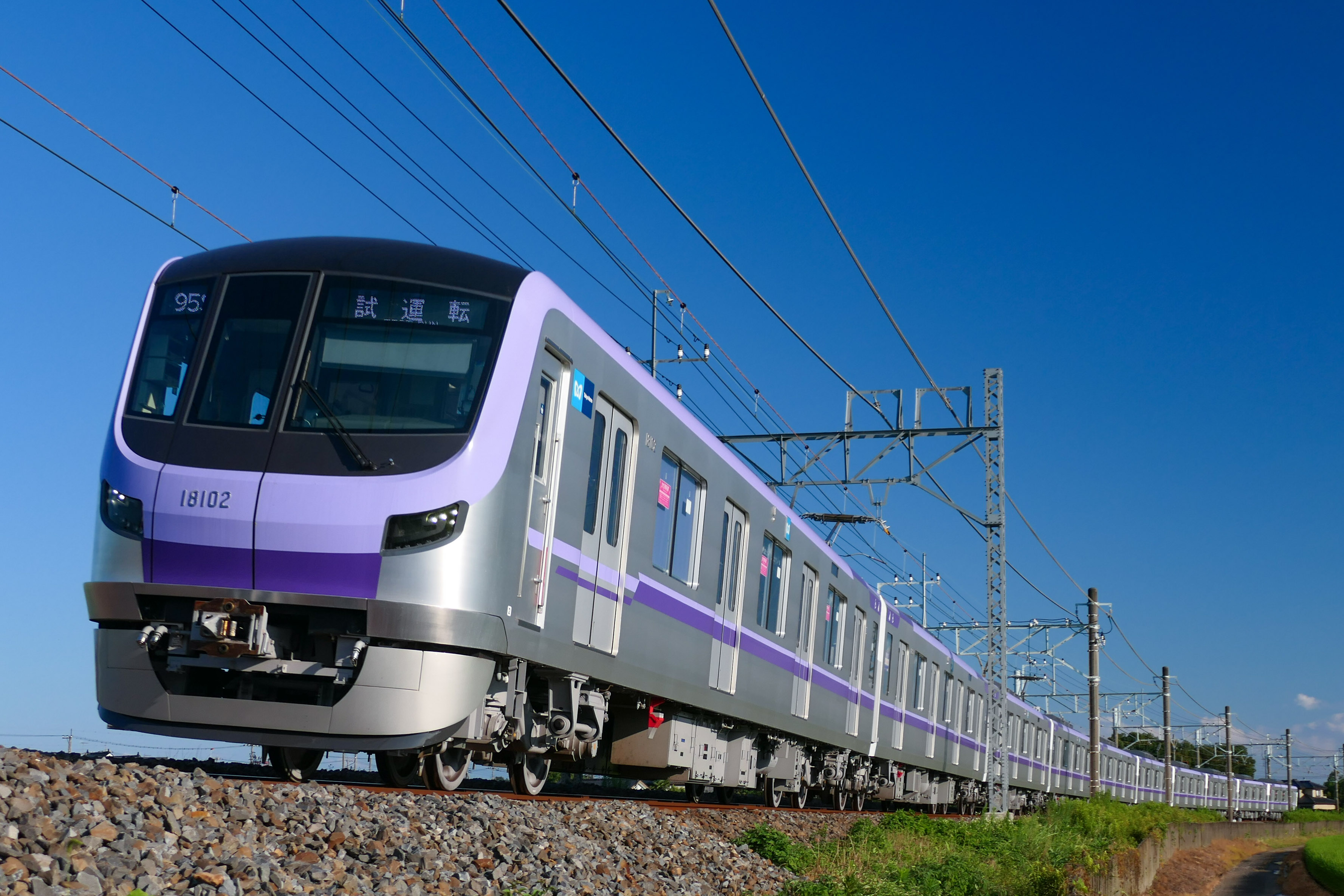
第62回ローレル賞 東京地下鉄18000系電車
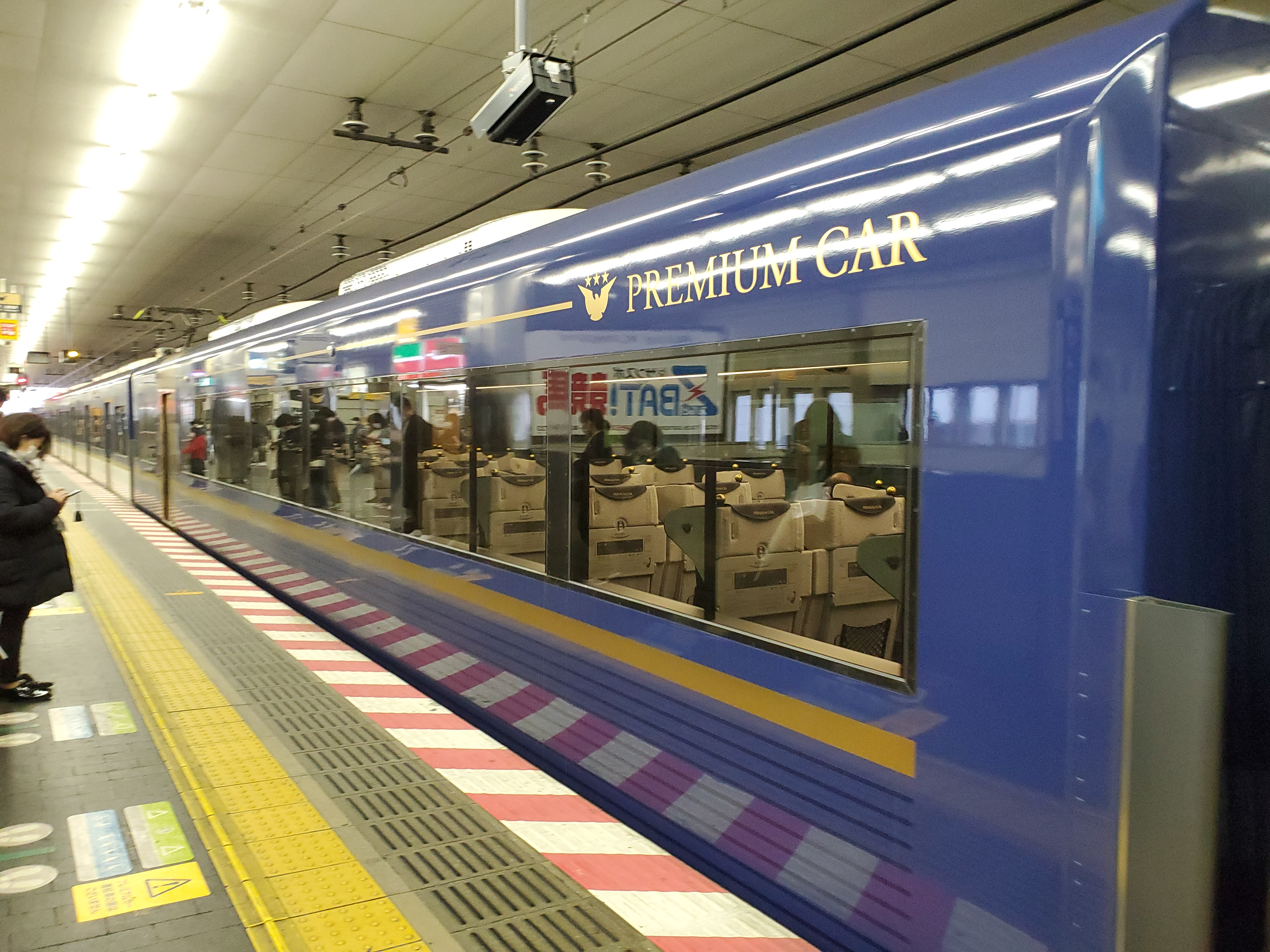
第62回ローレル賞 京阪電気鉄道3850形電車
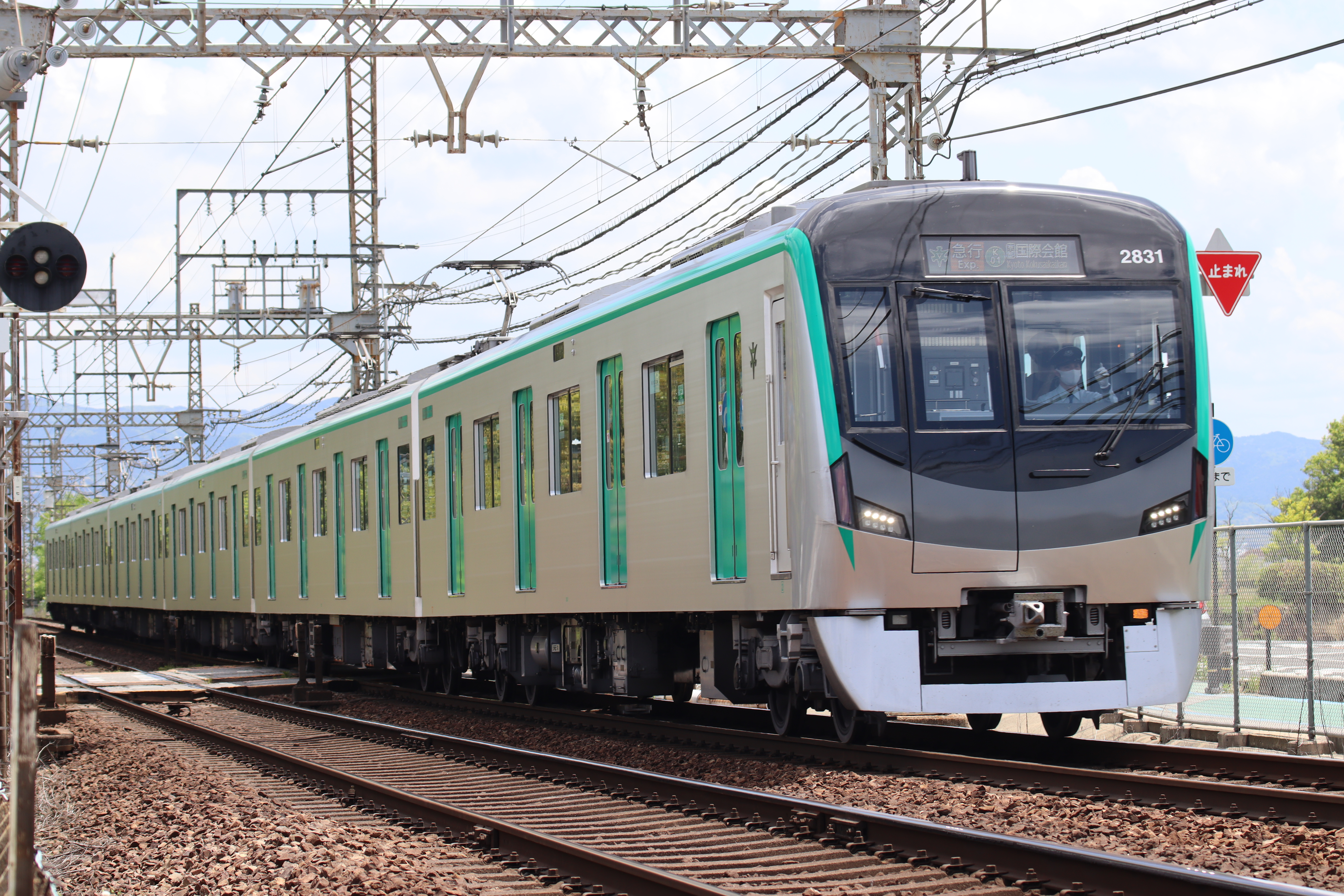
第63回ローレル賞 京都市交通局20系電車
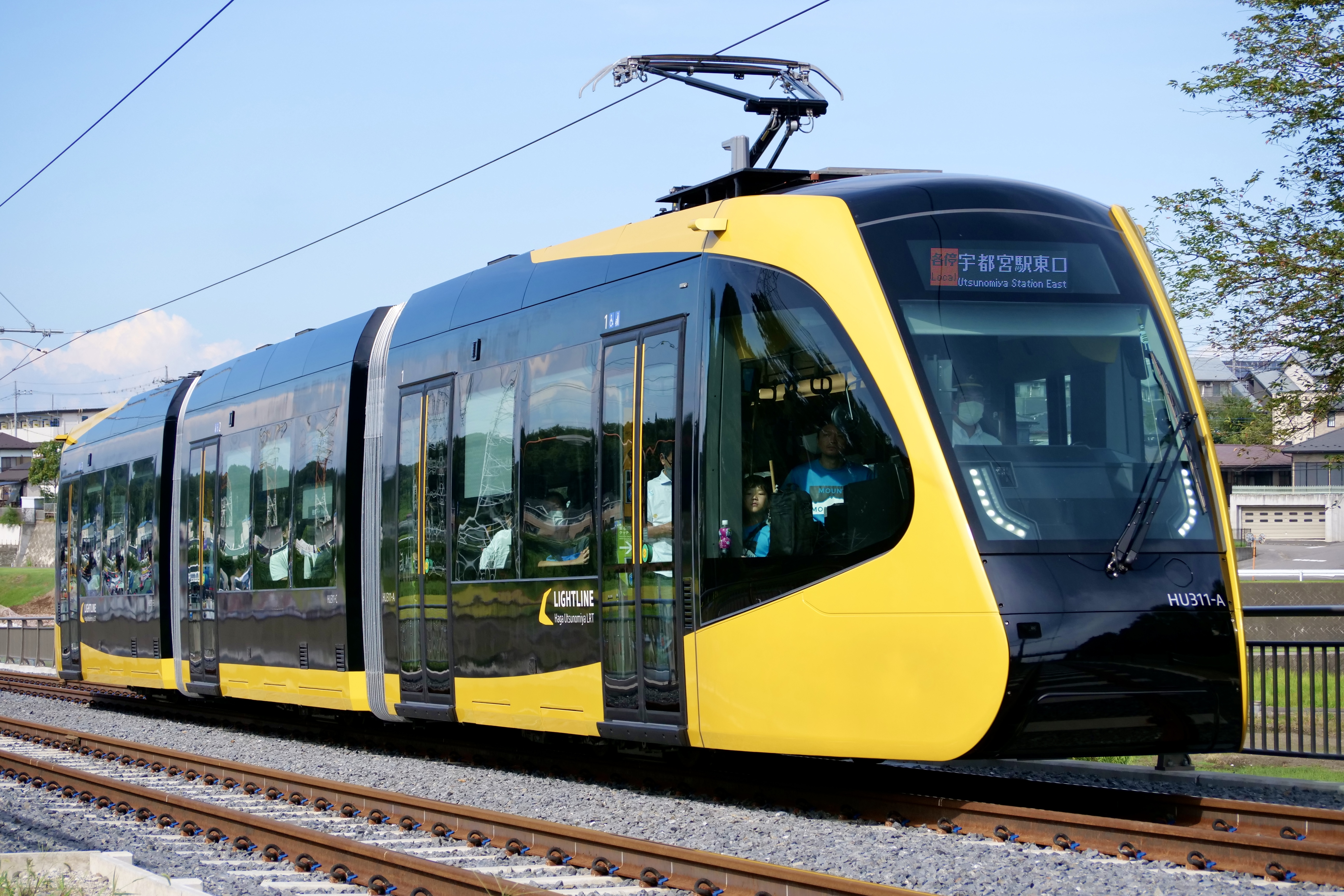
第64回ローレル賞 宇都宮ライトレールHU300形電車
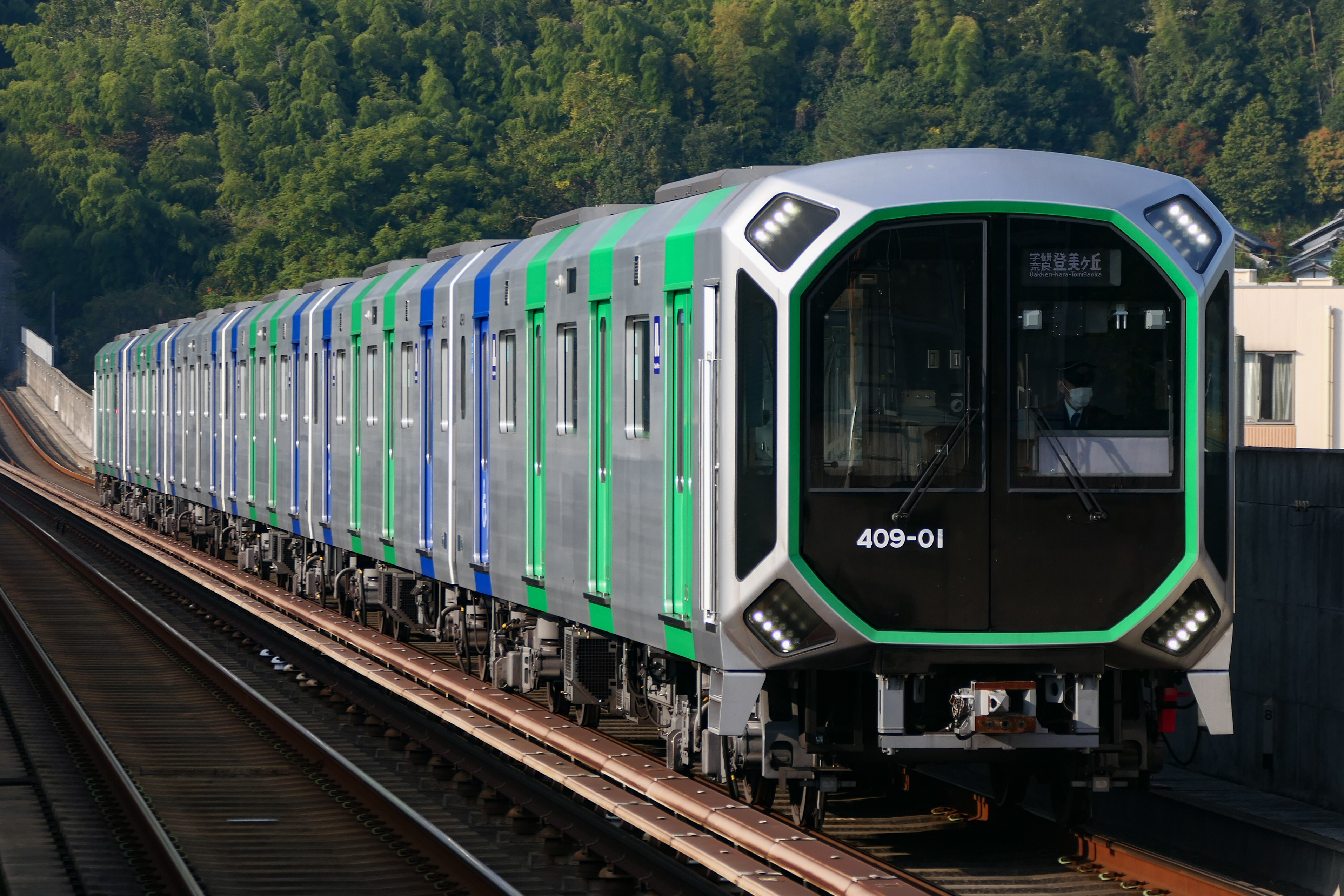
第64回ローレル賞 大阪市高速電気軌道400系電車
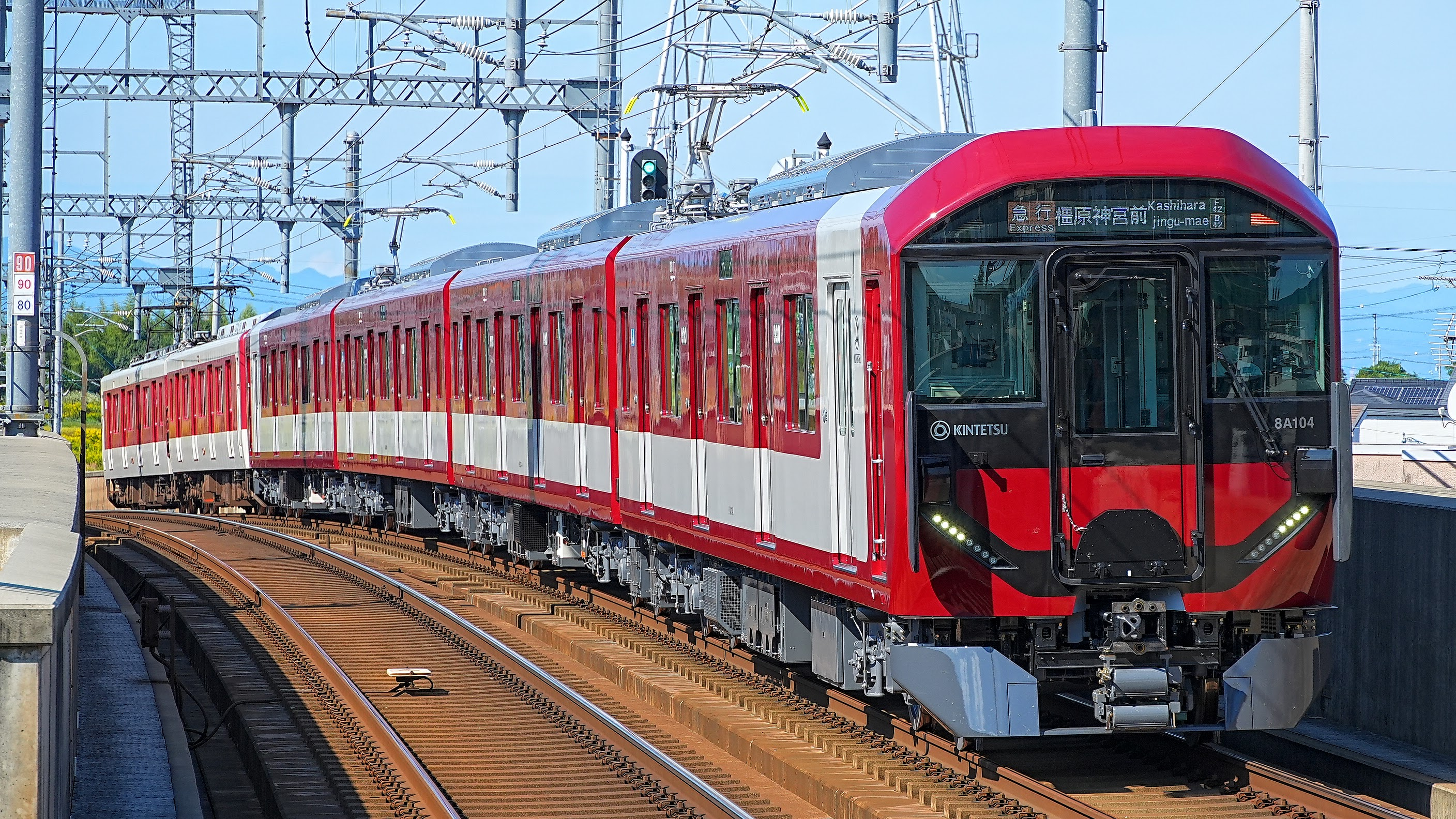
第65回ローレル賞 近畿日本鉄道8A系電車
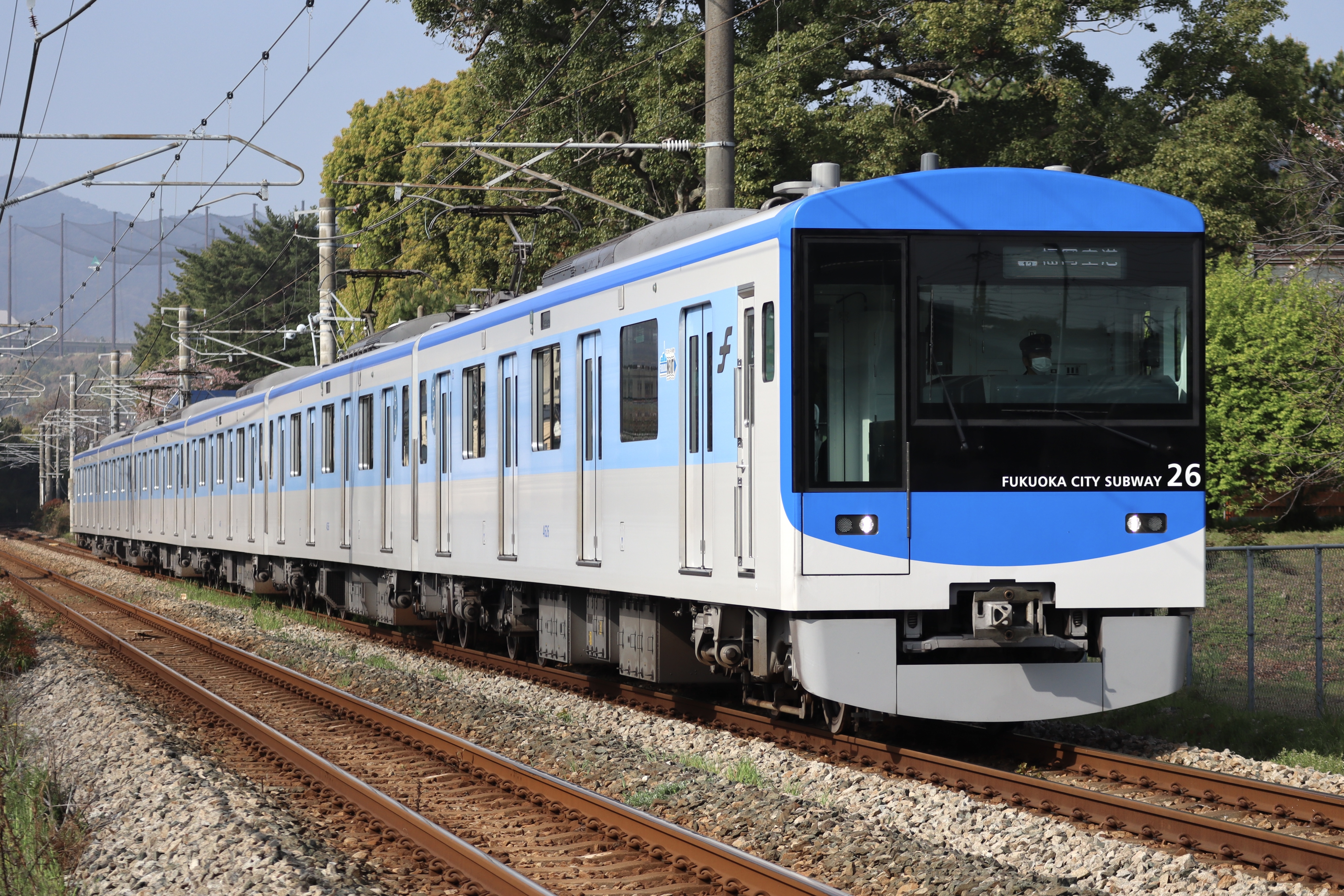
第65回ローレル賞 福岡市交通局4000系電車